# 軍旗

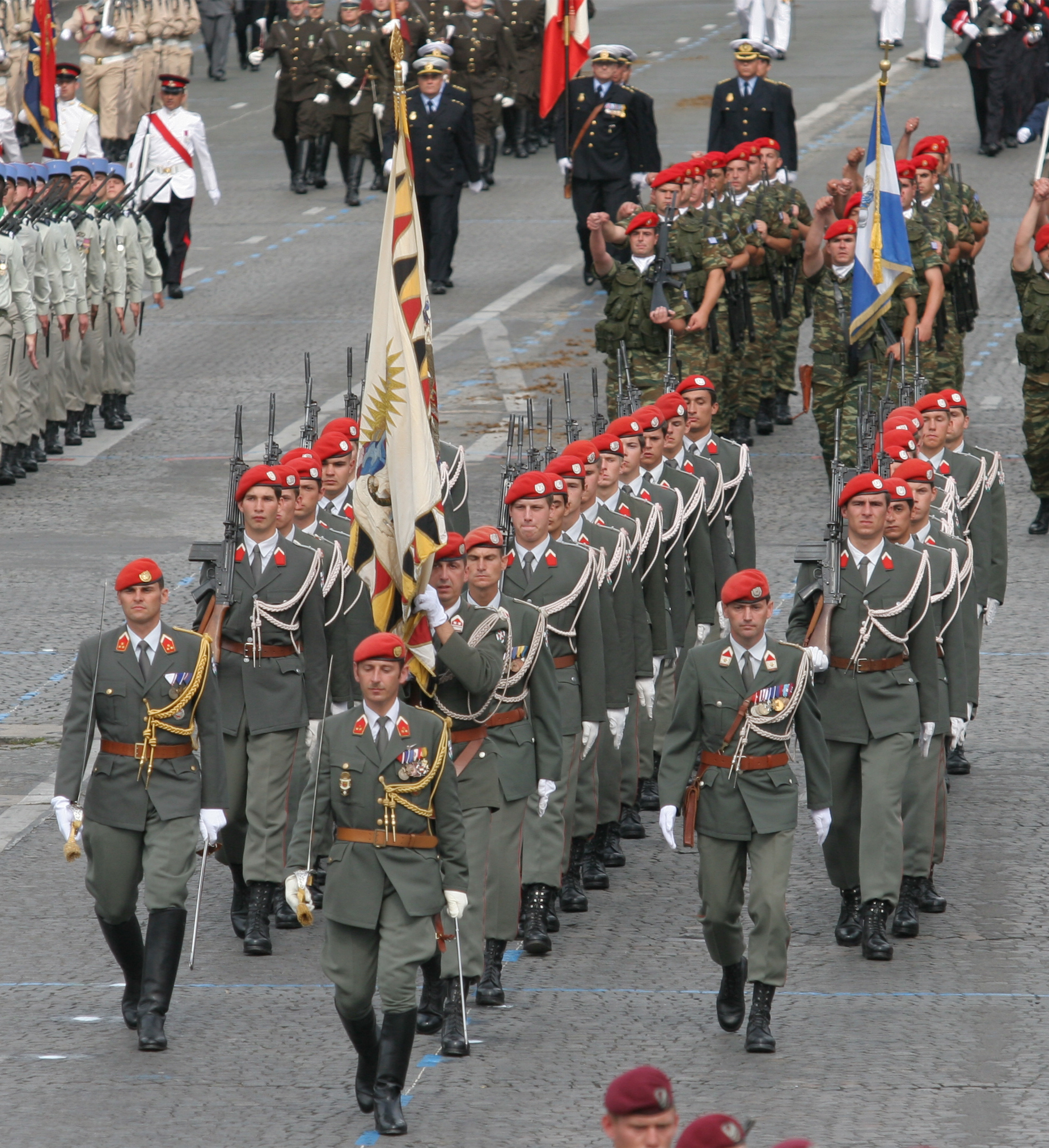
2007年のパリ祭（7月14日）においてシャンゼリゼ通りを軍旗を先頭に行進する各国軍の隊列。オーストリア軍

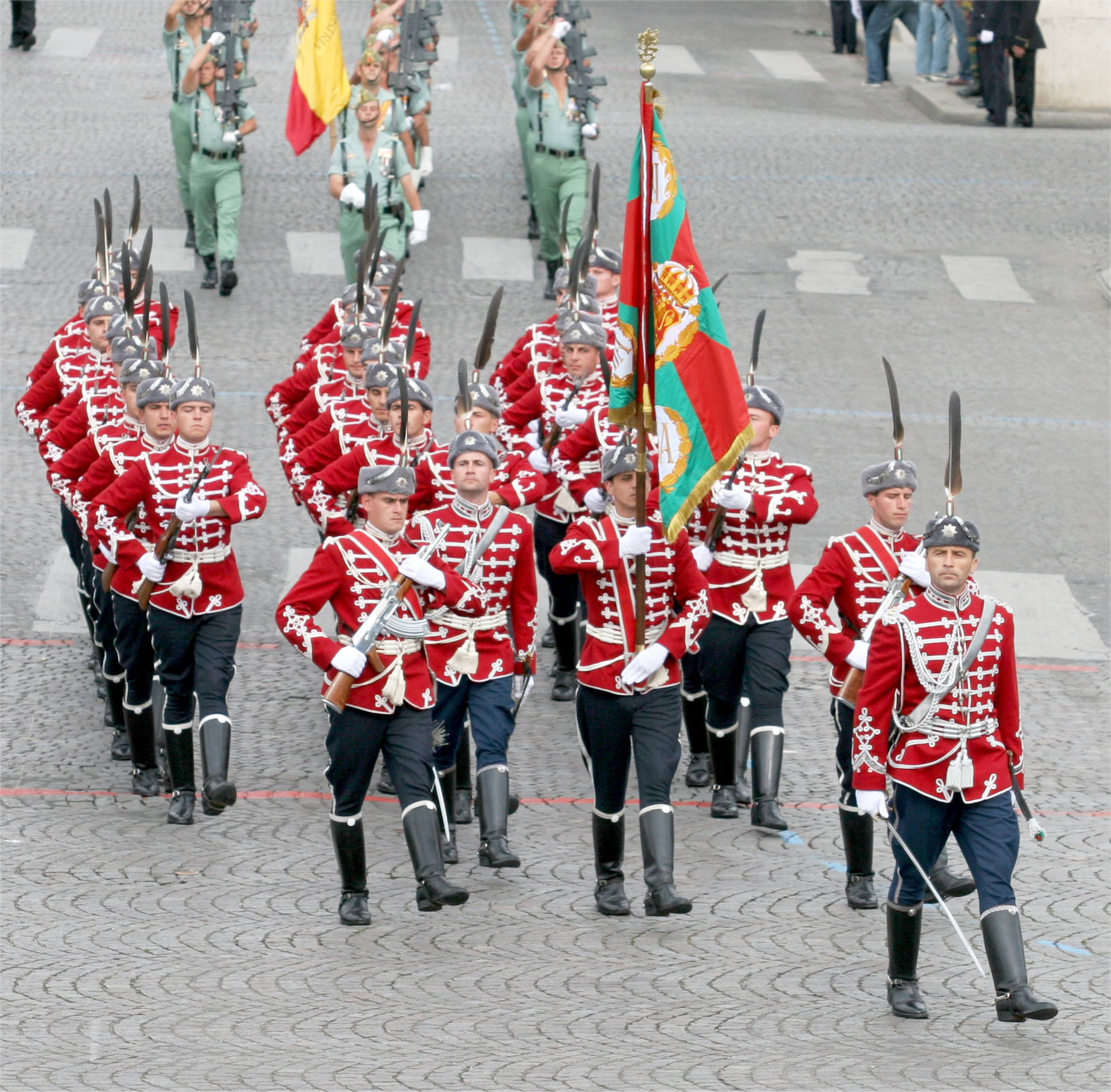
同上。手前はブルガリア軍、奥はスペイン軍（スペイン外人部隊）

軍旗（ぐんき）とは、軍隊（特に陸軍）および軍隊内の部隊を表章する旗章。近代的陸軍の登場以降は伝統的に連隊（聯隊）を恒久の基本的部隊単位としてきたことから、連隊ごとに授与されるものは特に連隊旗（聯隊旗、れんたいき）とも称される。

## 概説

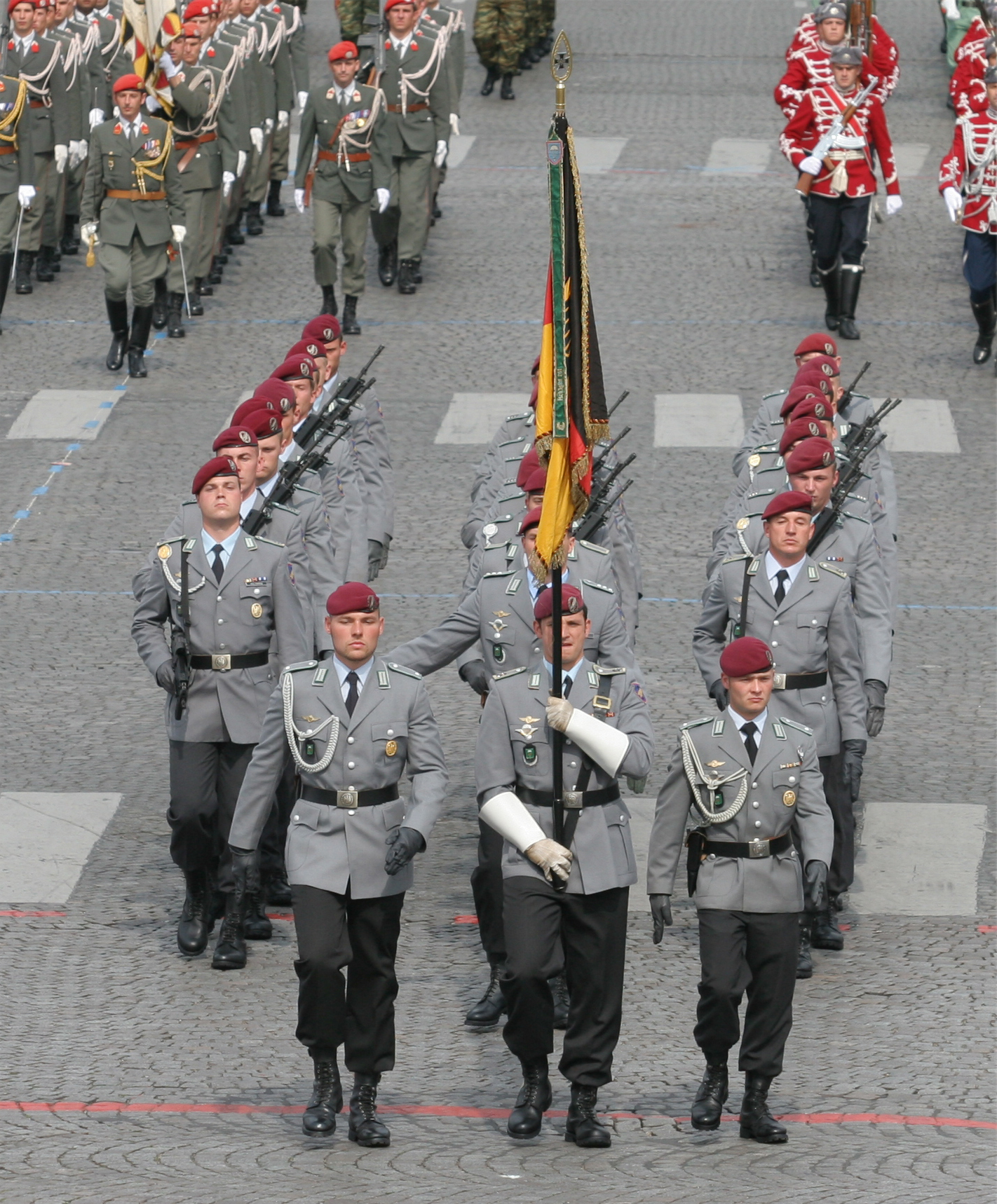
同上。ドイツ連邦軍の軍旗（旗手および誘導将校以下30名は連邦陸軍第26空挺旅団第261降下猟兵大隊所属の降下猟兵）

軍旗は、指揮官・部隊長の所在を明示する目的や、軍隊・部隊の精神的支柱として古くから用いられており、一例として古代ローマ（ローマ軍）の各軍団は固有の軍旗を有していた。世界において軍旗はその軍隊の象徴であると同時に、その国の国旗に準じ国家等を表す重要な存在である。
多くの国の軍隊において、軍旗は程度の差はあれど神聖視される存在であり、原則として再交付は許されず、戦闘において敵軍の軍旗は鹵獲するべき対象となった。また、敵軍に軍旗を奪われることは大変な恥辱とされ、軍旗は命を賭して守護すべきものであると考えられる傾向があった。特に軍旗が畏敬されていた軍隊としては、近世および近代のフランス軍・ソ連赤軍・大日本帝国陸軍などがあった。また、プロイセン以降の歴代ドイツ軍では、主に新兵が軍旗に対して宣誓を行い国家等に対し忠誠を誓う「忠誠宣誓（軍旗宣誓）」が、ほか17世紀以降のイギリス軍では近衛師団隷下の各連隊が軍旗を先頭に分列行進を行い、英国王の閲兵を受ける「軍旗敬礼分列式」という軍旗をメインに用いた伝統的な儀式が現代に至るまで行われている。
かつては演習地や戦場において、部隊長（連隊長）のあるところには常に軍旗（連隊旗）が掲げられ、部隊拠点の所在を明示していたが、戦術の変化や兵器および通信機器の進歩により意味を失った。また連隊長や連隊本部の所在を敵に示してしまい攻撃の格好の標的となること、上述の事情から軍旗の死守に拘泥することで臨機応変な戦闘行動や俯瞰的な作戦指揮を阻害すること、そして万一奪取されるなどの事態が起きた場合に将兵の士気に関わることなどから、列強各国の戦闘教義が進化した第二次世界大戦以降は概ね戦場に掲げられることは少なくなっている。現代では単に軍隊・部隊のシンボルとして、パレード（観兵式・観閲式）や栄誉礼などの儀式（式典）・行事のみで使用されることが多い。
同様の物として、日本の警察機動隊で使われる「隊長旗」（伝令が保持し、周囲に隊長の居場所を知らせる）がある。

## 軍旗の一覧

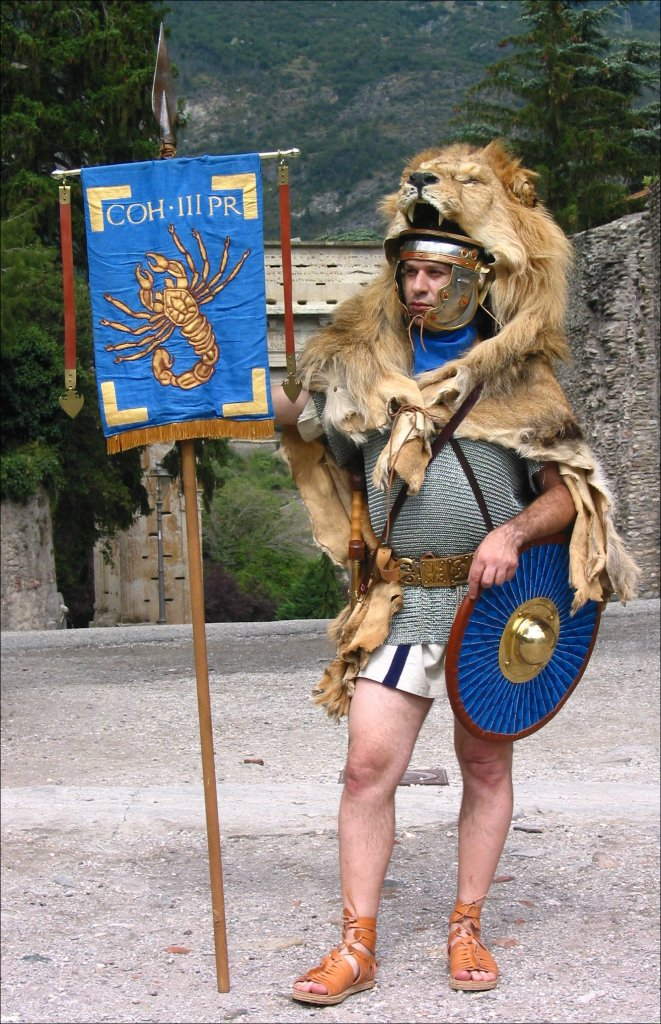
ヴェキシラリウスを再現した役者

## 歴史
少なくとも青銅器時代以降には、軍隊を示す紋章（フィールドサイン）が戦争で使用されていた。フィールドサインとしての旗の使用は、中国やインドあたりのアジアの鉄器時代に登場したのが明らかになっている。
それ以外の地域で旗が使用される前は、ローマ軍のウェクシルムのように、棒の先端に垂幕をたらしたヴェクシロイドや、像を取り付けた棒（シグナム、signum、持ち手はシグニフェルと呼ばれ、更に掲げる物によってイーグルスタンダード（アクィラ）持ちはアクィリフェル、皇帝のイメージとなる物を掲げたImaginifer、龍の飾りを掲げたDraconarius等が居た）が使用された。
軍旗の使用は中世の頃に一般的になり、盾の上に示された紋章を補完するものとして紋章と共に発展した。また像に関しては、中世の騎士は兜の上に取り付けることもあった。

## 大日本帝国陸軍

軍旗（陸軍御国旗）の意匠
縦横比は 1：1.3636

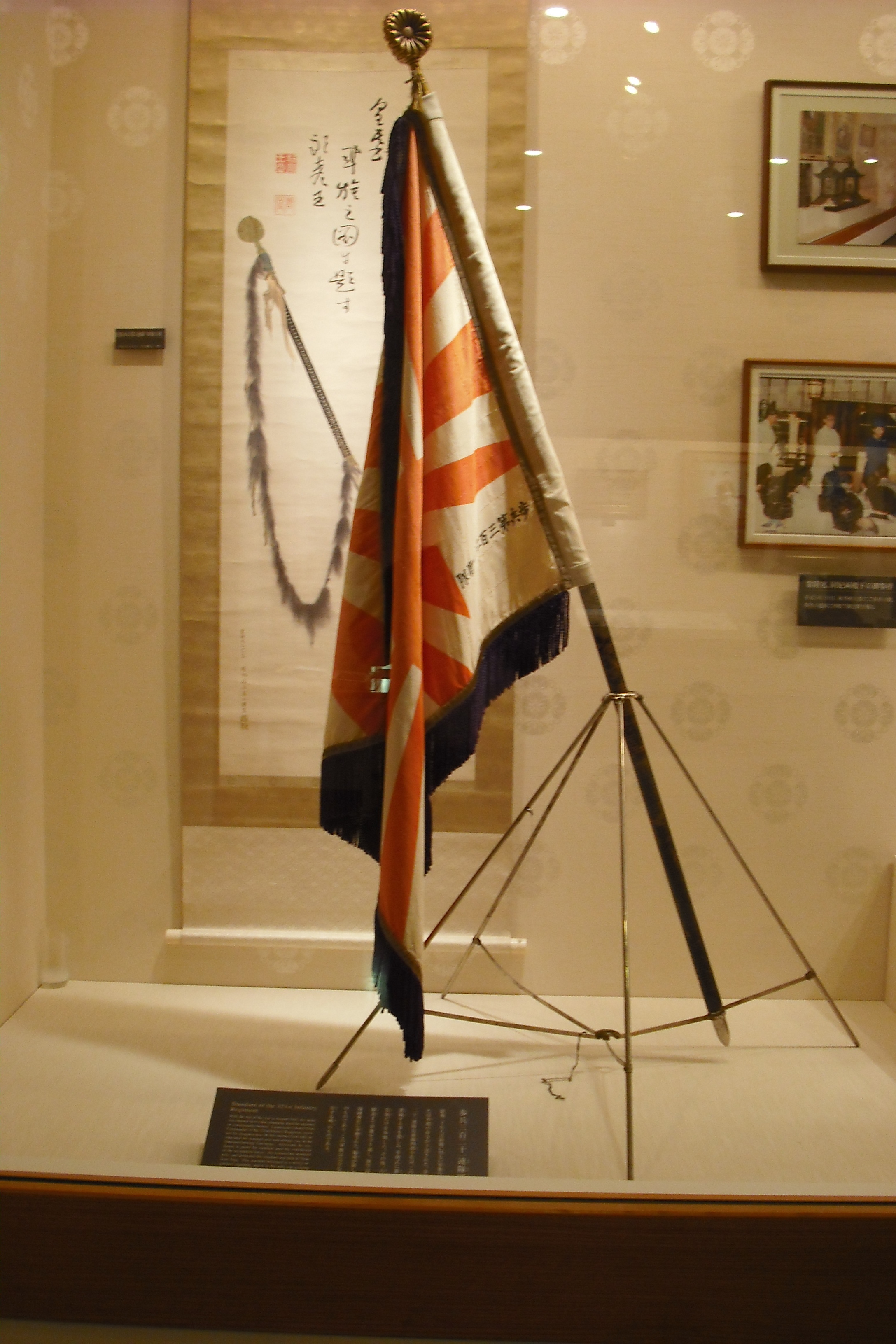
現存する唯一の軍旗。
歩兵第321連隊（歩兵第三百二十一聯隊）の軍旗。本軍旗は旗竿のみが戦後の複製品であり、それ以外の旭日旗・房・竿頭は全て当時の実物である。靖国神社・遊就館所蔵。

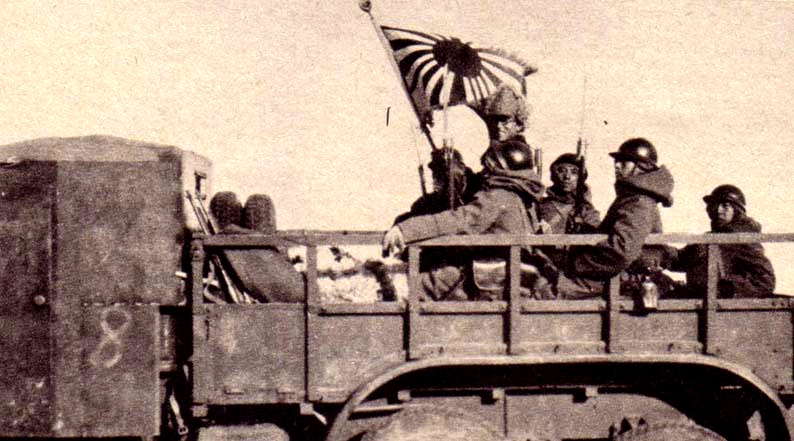
満州事変における歩兵連隊の軍旗。連隊の進軍時はその隊列の先頭に軍旗を掲げた

大日本帝国陸軍は、日本史上において先駆けて旭日旗を考案・採用し、「軍旗（旧称・陸軍御国旗）」として制定した。意匠は国旗である日章旗に準じ日章は中心に位置し、十六条の光線（旭光）を放つ。なお、海軍はその陸軍に遅れること19年後の1889年（明治22年）、（陸軍の）「軍旗（陸軍御国旗）」に倣い旭日旗を「軍艦旗」として制定した（日章位置は旗竿側に寄る）。
「軍旗」および「軍旗の意匠の旭日旗」は、五芒星（五光星）や桜星（桜花）とともに、明治最初期から「帝国陸軍の象徴」として国民に広く知られており、戦争画・写真、軍歌、メディア（新聞・ラジオ放送・ニュース映画など）、兵営公開イベントを兼ねた軍旗祭などを通して一般市民からも親しまれていた存在であった（#軍旗の意匠）。
なお、制式・正式の名称は「軍旗」であるが「連隊旗（聯隊旗）」の通称・呼称も採用当時から多々使用されている。

（常備）歩兵連隊軍旗
騎兵・（砲兵）連隊軍旗
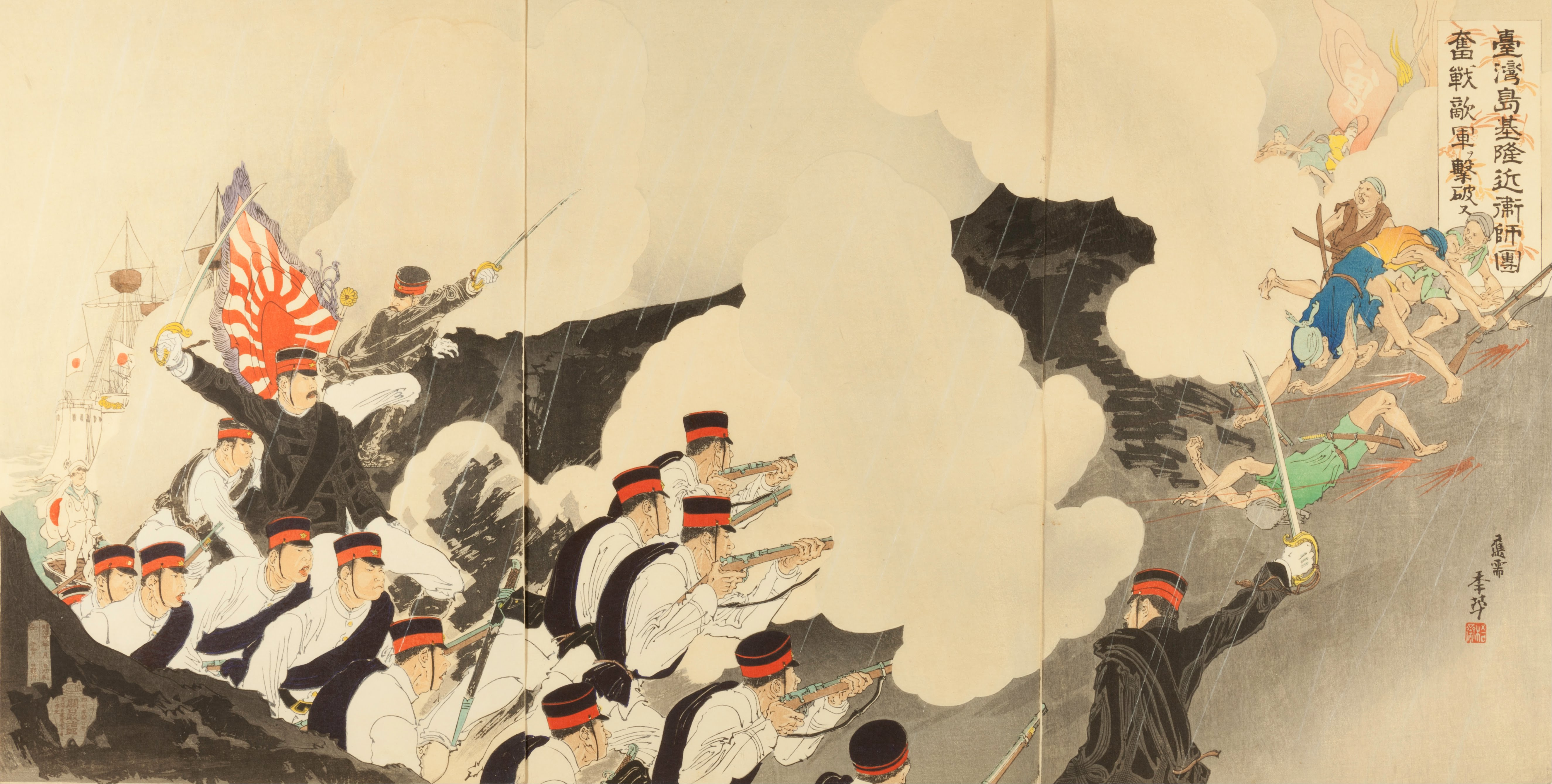
日清戦争（乙未戦争）における近衛師団の近衛歩兵連隊および、同連隊の軍旗を描いた錦絵（右田年英画、1895年（明治28年））
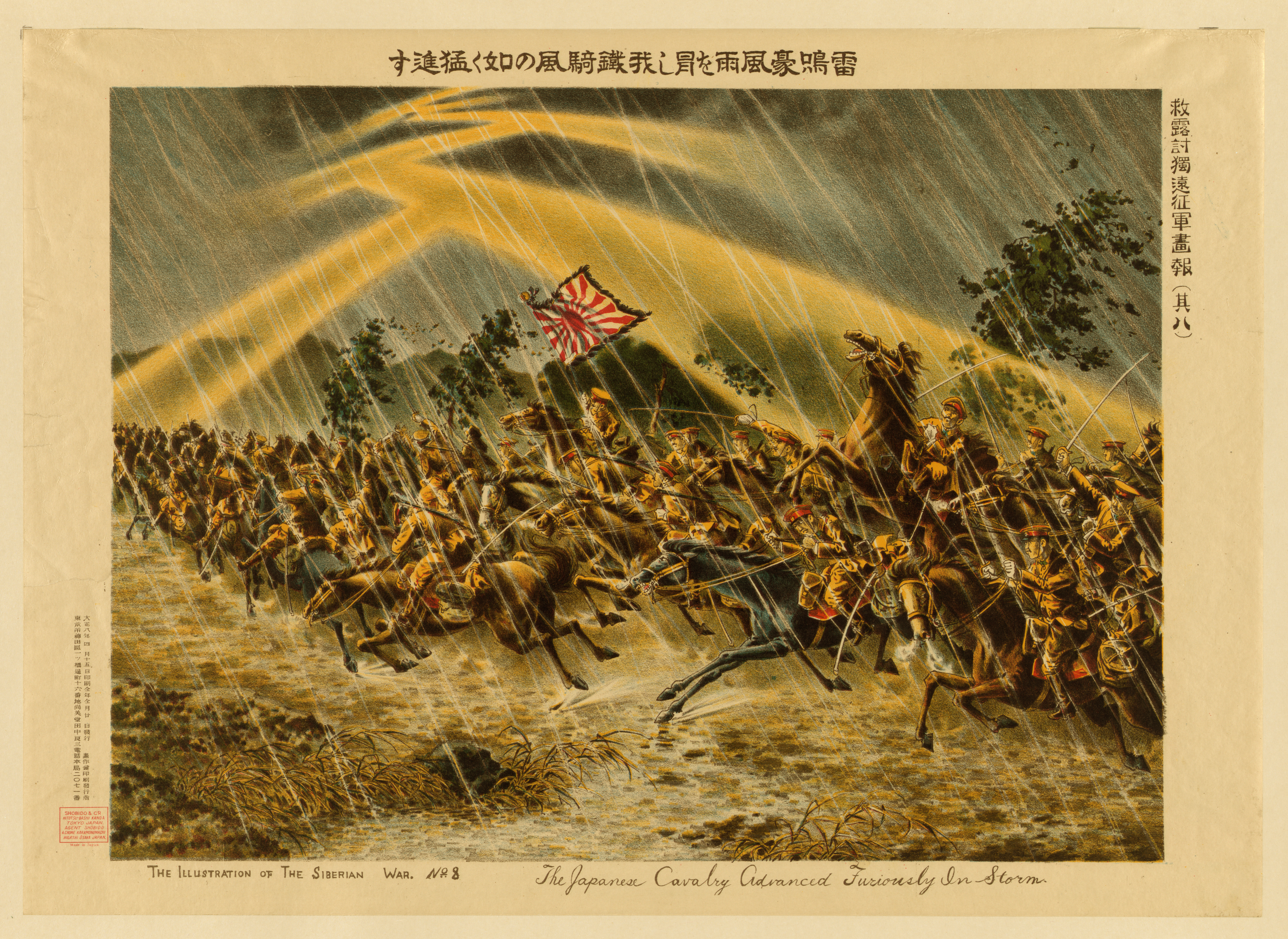
シベリア出兵における騎兵連隊および、同連隊の軍旗を描いた記録画
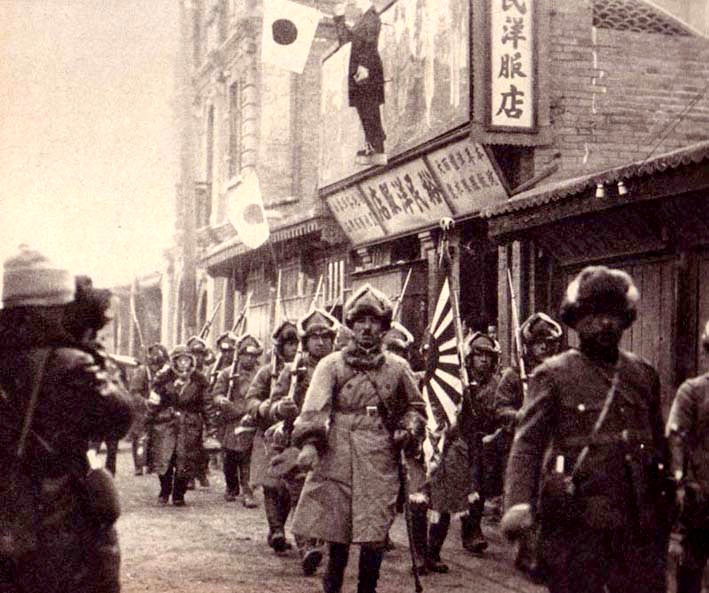
1932年（昭和6年）当時の歩兵連隊軍旗と連隊旗手
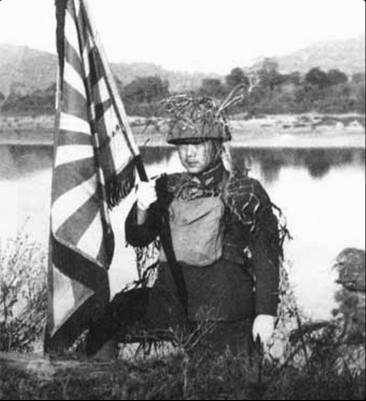
1944年（昭和19年）当時の歩兵連隊軍旗と連隊旗手

### 軍旗の歴史
- 1870年6月13日（明治3年5月15日） - 陸軍国旗章並諸旗章及兵部省幕提灯ノ印ヲ定ム（太政官布告第355号）により「陸軍御国旗（陸軍御國旗）」が各「大隊旗」とともに定められる。
  - この陸軍御国旗は、縦4尺4寸（約1.33m）で横5尺（約1.51m）の房なし十六条旭日旗である。なお、この旗の制定当時は御親兵が正式に発足する以前であり、考案は兵部省による。
- 1874年（明治7年）1月23日 - 初めて軍旗が近衛歩兵第1連隊および近衛歩兵第2連隊に対し、明治天皇親臨のもと日比谷操練所にて親授された。
  - 親授に際して、近衛歩兵第1連隊は明治天皇より「近衛歩兵第一連隊編制成ルヲ告ク 仍テ今軍旗一旒ヲ授ク 汝軍人等協力同心シテ益々武威ヲ発揚シ以テ国家ヲ保護セヨ」の勅語を賜り、連隊長野崎貞澄陸軍歩兵中佐は「敬デ明勅ヲ奉ズ 臣等死力ヲ竭シ誓テ国家ヲ保護セム」と奉答した。
- 1879年（明治12年）12月2日 - 「太政官布告第130号」により、歩兵連隊・騎兵連隊・砲兵連隊の「軍旗」が定められる。
  - この歩兵連隊軍旗は縦2尺6寸4分（約0.8m）で横3尺（約0.91m）、騎兵・砲兵連隊軍旗は縦横2尺1寸（約0.64m）で、旗の四方は金モール（黄線）で縁取られた紫房の十六条旭日旗である。また、旗面の竿側下角部には連隊名を記入する白抜きの部分があり、付属となる旗竿（きかん）は樫の4段巻き黒漆仕上げ、竿頭（かんとう）には金色金属製の菊花紋章が付される。
  - なお、騎兵・砲兵連隊は「軍旗」制定時にはまだ大隊であり編成されていなかったため、授与されていない（当時はまだ大隊編制）。
- 1885年（明治18年）1月10日 - 太政官布告により砲兵連隊軍旗が廃止される一方、後備歩兵連隊軍旗も制定される。
  - 後備歩兵連隊軍旗は赤房である以外は常備歩兵連隊軍旗と変らない。
- 1896年（明治29年）11月18日 - 騎兵大隊が騎兵連隊に改編されるのに伴って、初めて騎兵連隊に軍旗が授与される。

### 軍旗の扱い

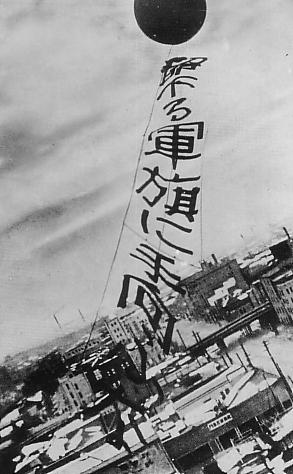
二・二六事件の際に掲げられたアドバルーン。東京・西新橋の飛行会館

軍旗は陸海軍の大元帥たる天皇から直接手渡しで授けられる（「親授」という）極めて神聖なものであり、また天皇の分身であると認識されたいへん丁重に扱われ、帝国陸軍や連隊をあらわす旗という意味以上の存在とされた。軍旗に対しては天皇に対するのと同様の敬礼が行われた（#軍旗に関する敬礼）。陸軍の礼式曲（礼式歌・礼式喇叭譜）中、軍旗に対するものとしては「足曳（あしびき）」が制定されており、これは主に軍旗に対する敬礼を行う際に吹奏された。
1936年（昭和11年）に起こった二・二六事件では、戒厳司令部が「勅命下る 軍旗に手向かふな」（「お前達のやっていることは天皇陛下に対する反乱であり、陛下から鎮圧命令が出た」という意味）と書かれたアドバルーンを掲揚、またラジオ放送においても「兵に告ぐ。勅命が発せられたのである。既に、天皇陛下の御命令が発せられたのである。 （中略） 今からでも決して遅くないから、直ちに抵抗をやめて、軍旗の下に復帰するようにせよ」と勧告、反乱将兵に対し原隊帰順を促している。
日本（大日本帝国）においては、他国の陸軍と同様またはそれ以上に軍旗が神聖視され、軍旗を喪失することは極めて重大な失態と考えられた。西南戦争を描いた月岡芳年の浮世絵（錦絵）『鹿児島征討記内 熊本城ヨリ諸所戦争之図』では、「野津大佐軍旗を奪還す」の副題の通り、西郷軍に一度奪取された歩兵第十四聯隊軍旗を野津道貫陸軍大佐が奪還するシーンを華々しく描画している(これは陸軍による宣伝であり実際は奪還していない。戦後警察が発見。後述)。反面、軍旗奪還のために無謀な作戦を行い却って部隊が損害を受けるなど、本末転倒ともいうべき事態も発生した。なお、西南戦争下の1877年（明治10年）2月22日、歩兵第14連隊は植木町田原坂付近にて西郷軍の大部隊と激戦となり、移動中の連隊旗手・河原林雄太陸軍少尉は戦死し軍旗が奪取された。この事件に対し連隊長心得（連隊長代理）・乃木希典陸軍少佐は、総指揮官・山縣有朋陸軍大将に対し待罪書を送り処分を求めた。この軍旗喪失は不可抗力として不問に処され翌年1月21日に再授与されている。なお、再授与直後に歩兵第14連隊軍旗（旧）が発見され、陸軍省が回収・保管していた（「歩兵第14連隊#本連隊の軍旗」を参照）。
軍旗自体の所掌事務は陸軍省（陸軍大臣）が、製造は陸軍省の外局である陸軍兵器行政本部（最終時）の管轄であったが、製造自体は基本的に民間への外注であり、東京の大手高級軍装品店「株式会社寿屋商店（すやしょうてん）」が制作・納入している。また、軍旗の管理上の扱いは建前ではあるが「兵器」とされていた。
親授は「軍旗親授の儀」（『皇室儀制令』 大正15年10月21日皇室令）により、旗手や連隊長は正衣（大礼服）着用の上、諸式にのっとり宮中（皇居）にてとりおこなわれ勅語とともに軍旗が下賜された。

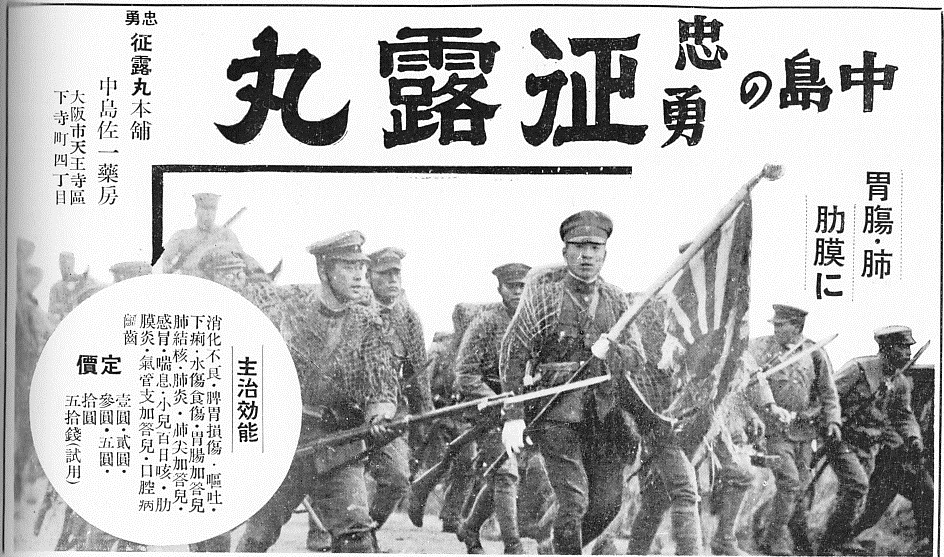
1930年代の歩兵連隊の軍旗と連隊旗手。中島佐一薬房による正露丸（征露丸）の雑誌広告

旗手（連隊旗手）は、新任の少尉（稀に中尉）の中の成績最優秀者が1年間交代で務め、連隊本部附であった。旗手の要件は品行方正・成績優秀・眉目秀麗・長身であることが求められ、また暗黙の要件として童貞で、悪所通いをしない高潔な人物が選ばれた。旗手は日常の勤務においては、連隊副官の秘書のような形で、連隊本部の事務処理に当たった。さらに軍旗には誘導将校と数名の軍旗衛兵が付され、また戦場では軍旗を守護するために1個中隊が編成されるが、これは本部中隊たる予備兵力として運用された。観兵式などにおける分列式において、連隊が『陸軍分列行進曲（観兵式分列行進曲）』および『観兵式行進曲』にのせて分列行進する際は、軍旗（旗手・衛兵）を先頭に連隊長以下連隊将兵がこれに続いた。軍旗は決して後退しないとの建前から、軍旗を反転させる際の号令としては「回れ右」は用いられず、「右向け右」を二回繰り返すとされた。

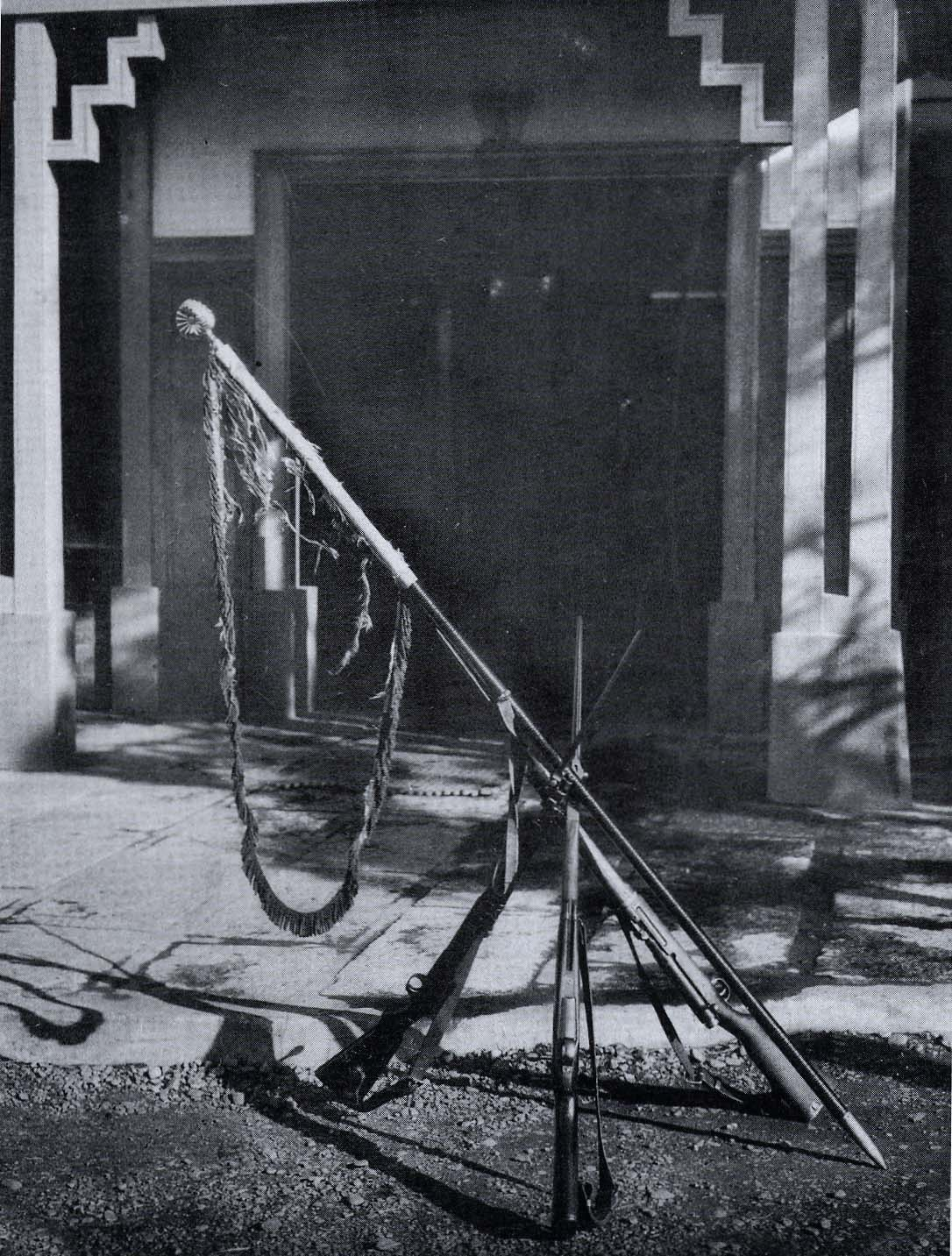
歴戦の証として旗の部分が失われ、周囲の房だけ残った騎兵第16連隊（騎兵第十六聯隊）の軍旗（1933年）

軍旗は完全に失われない限り再授与されることはなかったため、佐賀の乱、神風連の乱、秋月の乱、萩の乱、西南戦争、日清戦争、北清事変、日露戦争、第一次世界大戦（日独戦争）、シベリア出兵、満州事変、第一次上海事変、日中戦争（支那事変）、張鼓峰事件、ノモンハン事件、第二次世界大戦（太平洋戦争/大東亜戦争）などを経た歴史の古い連隊の軍旗は、旗部分が殆どなくなり房だけとなった物がきわめて多かった。これらの軍旗は激戦を戦い抜いてきた連隊の栄光の象徴として大変な名誉とされており、1886年（明治19年）に原詩が発表され、1891年（明治24年）に曲がつけられた軍歌『敵は幾万』の第2番では「風に閃く連隊旗 記紋は昇る朝日子よ 旗は飛びくる弾丸に 破るることこそ誉れなれ」と謳われている。しかし旗だけが損耗して房が残る点については、胡桃沢耕史は人為的にひそかに手が加えられていたとする証言を聞いたことを軍隊時代の体験記である『黒パン俘虜記』に記しており、また連隊の将校が在隊記念として旗片を隠れて失敬することもあった。平時においても演習時に軍旗が損傷することも少なくなく、これら損傷記録は各軍旗とともにあった公式文書である「軍旗損傷誌」や「軍旗日誌」、軍関係者や民間向けに頒布される冊子や軍旗縮図に絵入りで記されていた。行軍時には無駄な汚損を防ぐため、筒状の布袋（覆い）を被せ保護する。
中でも、神風連の乱にて旧・熊本藩反乱士族の攻撃を受けた歩兵第13連隊では、佐竹広明陸軍中尉が陸軍御国旗を体に巻きつけ死守したため旗が血に染まり、また、日露戦争の沙河会戦・三塊石山の夜襲白兵戦において、歩兵第39連隊の軍旗は旗手2名が戦死した際にその血を受けたため、これらは「血染めの軍旗（血染めの連隊旗）」と謳われよりいっそう尊崇された。
なお、軍縮（宇垣軍縮）などにより連隊が廃止される際は軍旗は奉還（返納）される。これは編制の改編でも同様であり、1940年（昭和15年）頃末から順次実施された一部の既存騎兵連隊の捜索連隊（機動戦闘斥候部隊）への改組では、（捜索連隊の）編成に際して軍旗は奉還されている（全ての騎兵連隊が改編されたわけではなく、儀仗部隊を兼ねている近衛師団の近衛騎兵連隊や、騎兵第26連隊など数個連隊は終戦時まで存続している）。
戦時の報道写真においては、防諜上の理由から画面に写った軍旗は検閲の対象に含まれた。また、軍旗は戦闘において連隊が壊滅間際・玉砕直前（連隊の最期）になった際は連隊長や旗手の手により奉焼（丁重に焼く）された（#軍旗の奉焼等）。第二次大戦終戦時には各連隊に対し陸軍大臣より奉焼命令が出され、軍旗奉焼式を経てごく一部を除き全てが焼失し、灰や燃え残った旗・竿頭破片も土中に埋没ないし河川に流され処理された。これは天皇の分身である軍旗を敵の手に渡すことを避けたためである。一方で、極少数であるが現存する軍旗や小片が存在している（#現存する軍旗）

### 軍旗の意匠

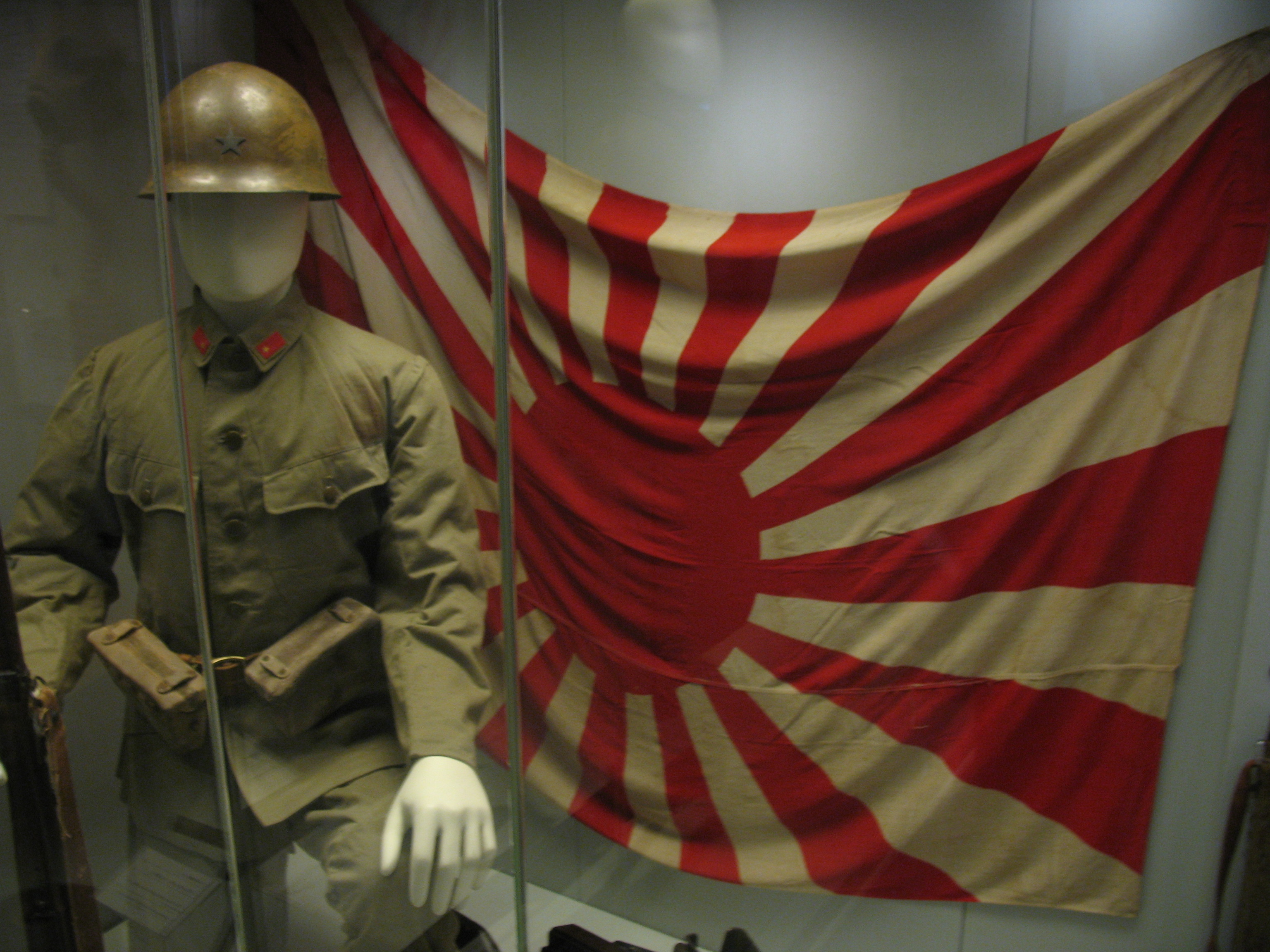
軍旗の意匠の旭日旗

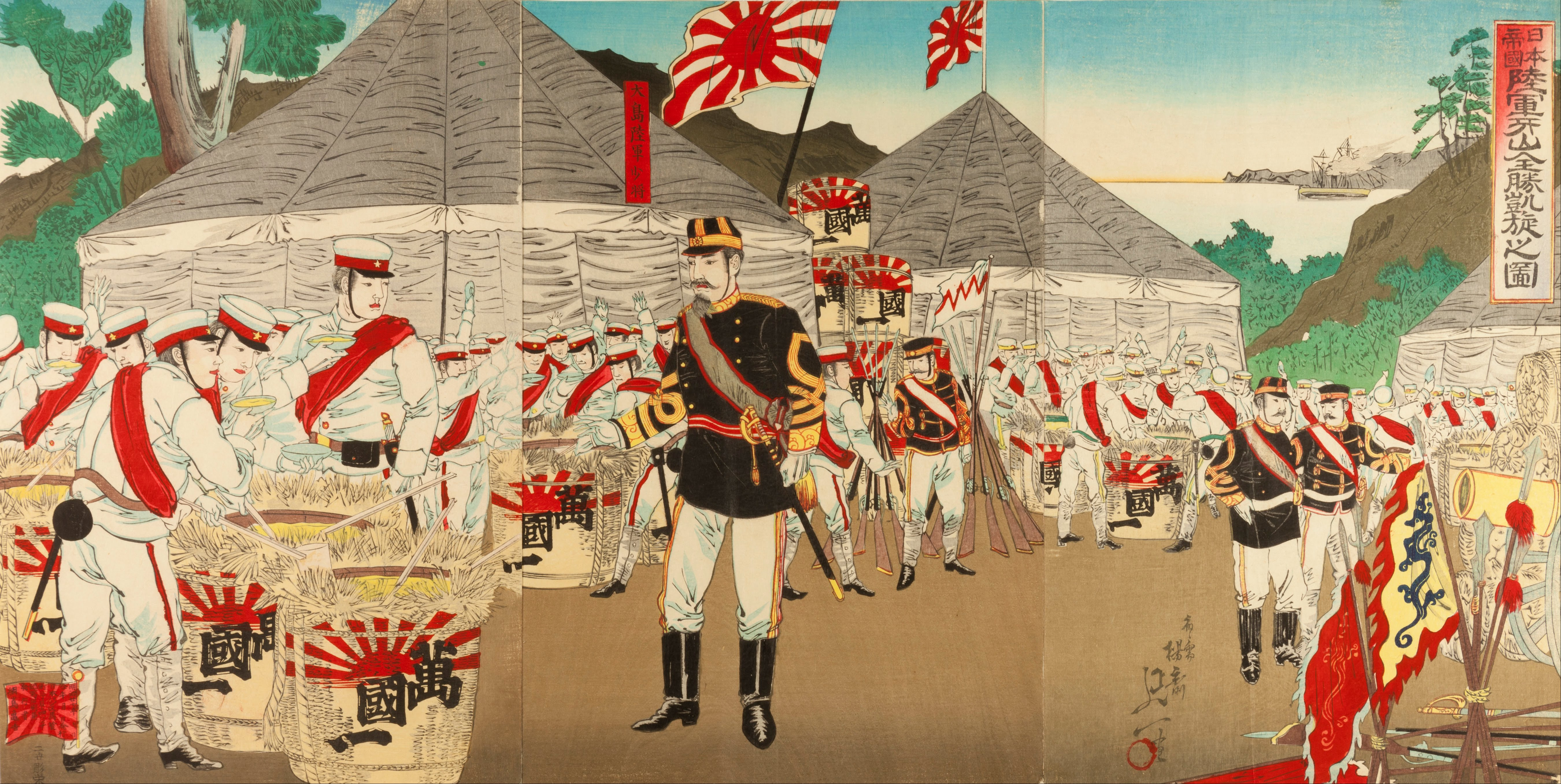
日清戦争勝利凱旋の祝典を描いた錦絵。中央上部に軍旗を配すとともに、また祝事であるため酒樽には旭日が描画されている。なお、中央右寄りの叉銃に組み込まれている白地に赤色の山形波線の旗は第1大隊旗（大隊旗）楊斎延一画 1894年（明治27年）

上述の通り、「帝国陸軍の軍旗の意匠たる旭日旗」は当時から有名な存在であったと同時に、その意匠は現代の今日に至るまで多方面で使用されることとなった（日章旗と同じく各サイズの旭日旗が大量に生産され軍隊のみならず民間においても広く普及していた）。なお、日本において「旭日」という概念・意匠自体は比較的古くから知られていたものの、「旭日旗」として公式に考案・採用・規定されたのはこの「陸軍御国旗（軍旗）」が史上初めてである。
授与対象が歩兵連隊と騎兵連隊のみであったのにもかかわらず、軍旗が帝国陸軍の象徴に位置づけられていた一例として、元帥たる陸海軍大将が佩用した1898年（明治31年）制定の「元帥徽章」や、明治二十七八年従軍記章・明治三十七八年従軍記章・大正三四年従軍記章/大正三年乃至九年戦役従軍記章・支那事変従軍記章といった各戦役の従軍記章では、その意匠に軍旗を使用していた。また、陸海軍の予備役軍人や未入営補充兵ら在郷軍人が入会する組織、帝国在郷軍人会の区町村単位の分会が保有する「会旗」は歩兵連隊軍旗をモチーフとしたものであった。
特殊な例として、1898年（明治31年）に慶應義塾（慶應義塾大学）が、軍旗を制作・納入している寿屋商店より特別の許可をもって制作途上の軍旗を購入している。これは、慶應義塾が他校に先駆けて独自に発足させた慶應義塾生徒隊（兵式操練を行う団体）の隊旗として導入したものであり、旭日旗自体はそのままに竿頭を塾章であるペンマークに、房は浅葱色に変え、軍旗では連隊の隊号を記入する余白には福澤諭吉によって「慶應義塾生徒隊」の文字が書かれてあった、翌、1899年（明治32年）3月15日には福澤別邸において隊旗授与式が行われている。
また、チベットの国旗（軍旗）の意匠は、その考案に青木文教が関与していたこともあり間接的に帝国陸軍の軍旗（旭日旗）の意匠の影響を受けている。

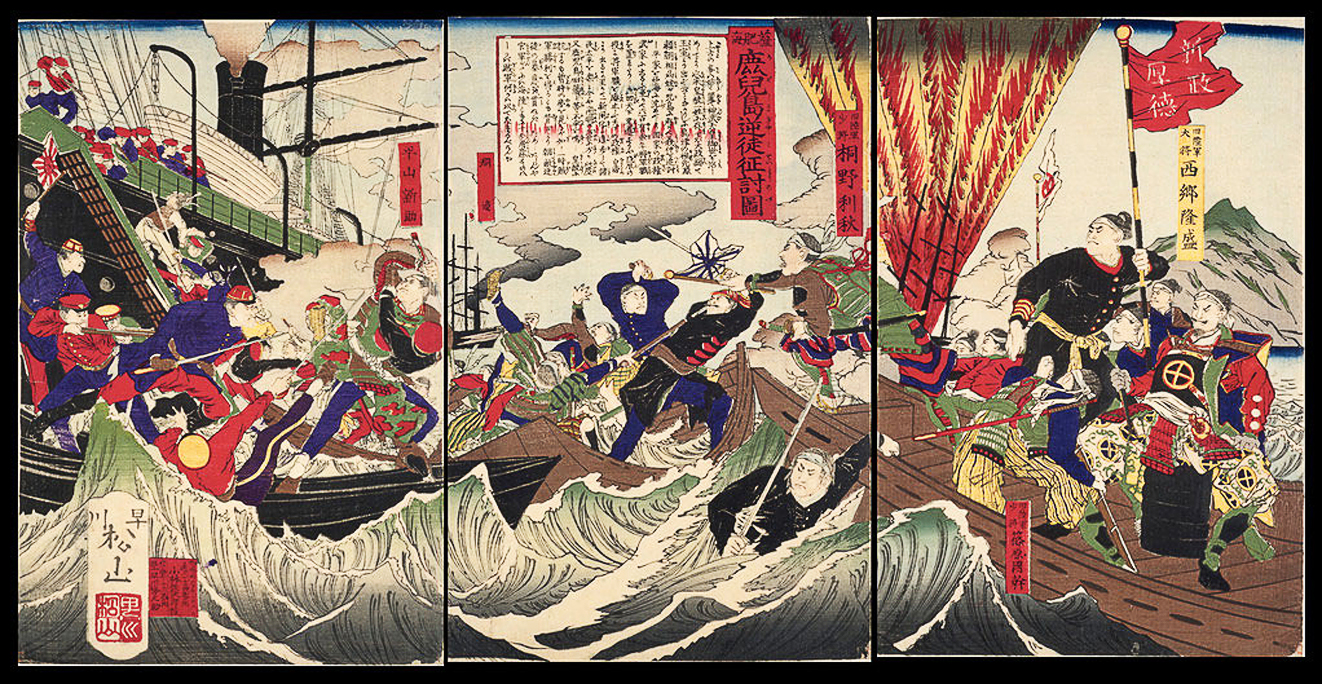
西南戦争を描いた錦絵。陸軍御国旗の意匠の旭日旗（小旗）を手に戦う新政府軍（帝国陸軍）の将兵が描かれている（早川松山画 1880年（明治13年））
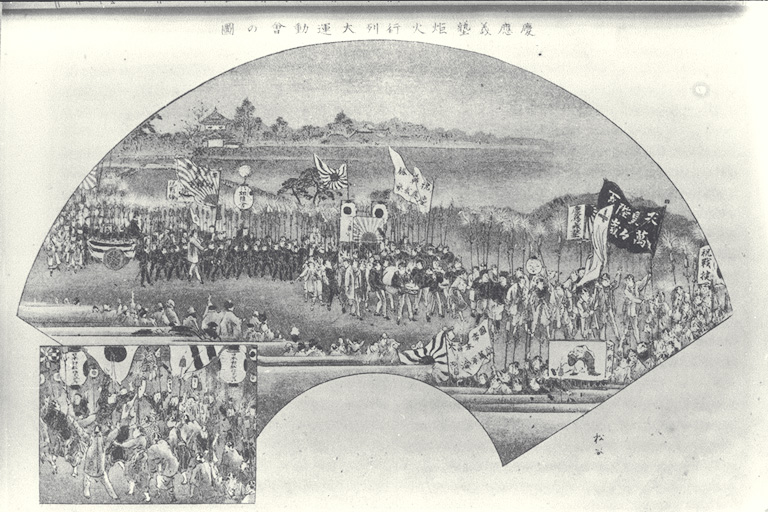
1895年（明治28年）、日清戦争・威海衛の戦いの戦勝を祝賀する慶應義塾によるカンテラ行列。軍旗の意匠の旭日旗および、旭日を描画した旗や看板を掲げている
軍旗を意匠に取り込んだ元帥徽章
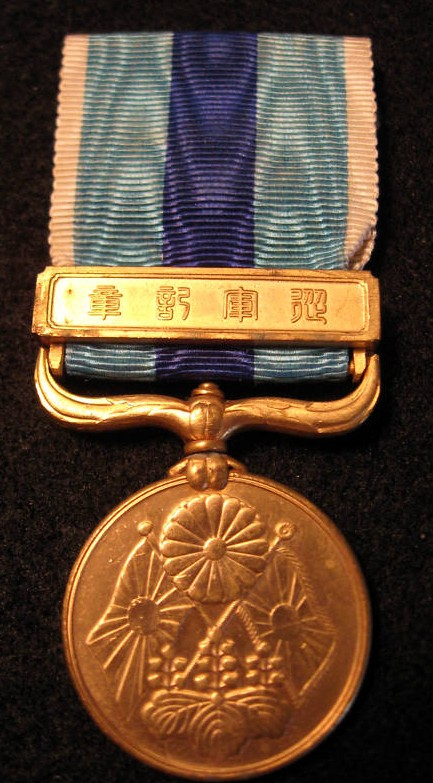
軍旗を意匠に取り込んだ従軍記章（明治三十七八年従軍記章）
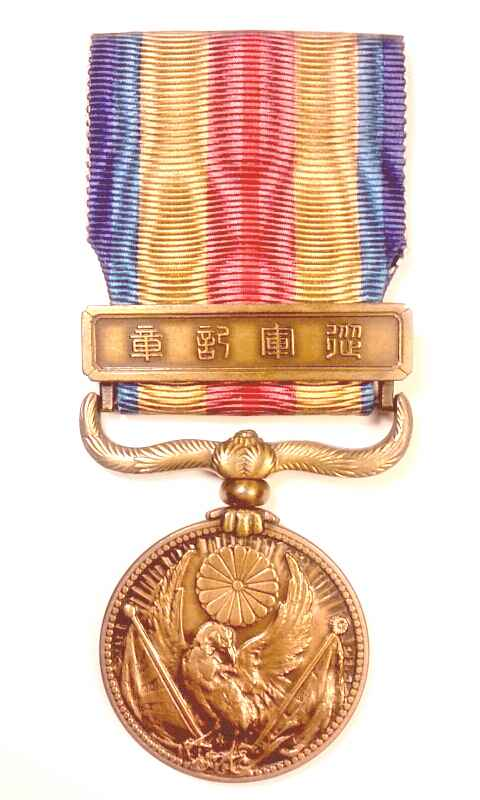
軍旗を意匠に取り込んだ従軍記章（支那事変従軍記章）
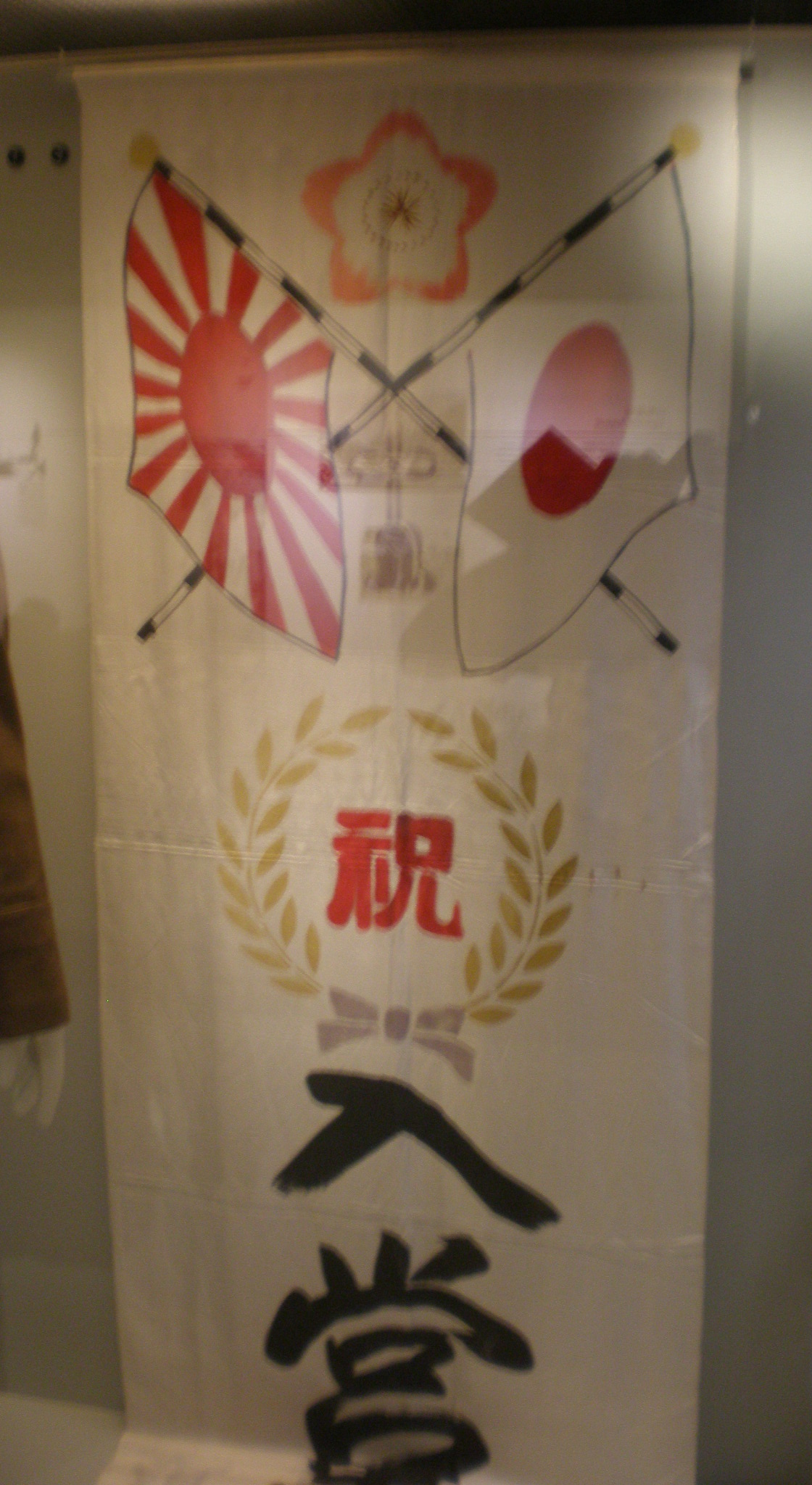
入営旗（入営者を祝賀する旗）に描かれた軍旗の意匠の旭日旗
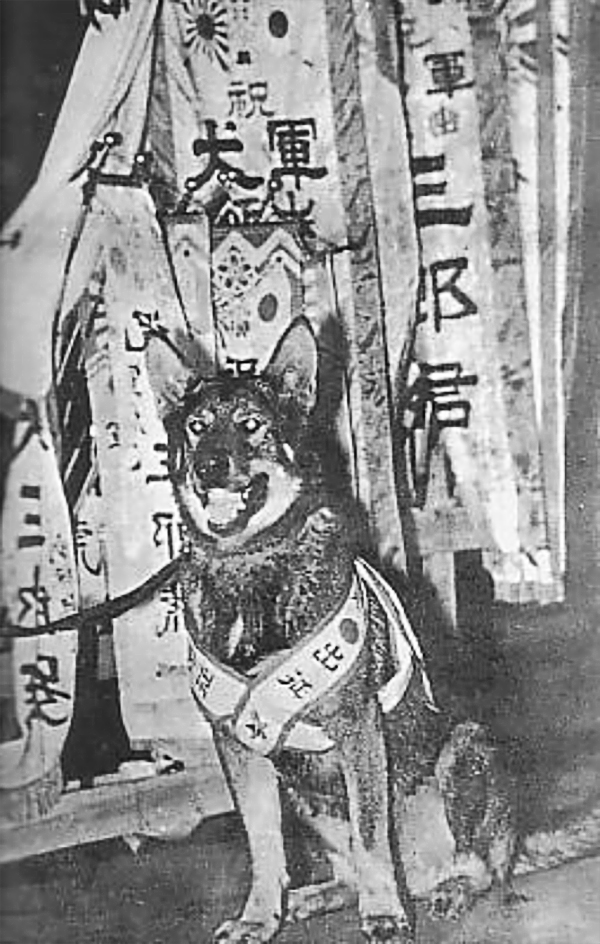
出征旗（出征者を祝賀する旗。画像は軍用犬）に描かれた軍旗の意匠の旭日旗

### 現存する軍旗
歩兵第321連隊（1945年7月23日親授）では軍旗の喪失を惜しんだ連隊長・後藤四郎陸軍中佐の考えにより、旗竿のみを収めた奉安箱を奉焼。旗と竿頭はGHQ統治下を経て日本の主権回復に至るまで神道天行居という団体の施設に隠し通したため、これがほぼ完全な姿で現存する唯一の軍旗となっている。これは旗竿を復元したうえで靖国神社に奉納され、遊就館の特別陳列室に展示されている。
このほかにも一部の連隊では奉焼を経て残った破片や灰、もしくは奉燃を免れた一部が連隊将兵の手により持ち帰られている。
- 歩兵第57連隊・歩兵第86連隊・歩兵第143連隊などの物は靖国神社に奉納され遊就館の第15展示室に収蔵。
- 歩兵第39連隊では血染めの旗片を分割して持ち帰り、同連隊跡の慰霊碑内に納め更にその一部は姫路駐屯地資料館を経て遊就館に収蔵。（歩兵第39連隊#血染めの軍旗を参照）
- 歩兵第63連隊の破片は出雲駐屯地資料室に収蔵。
- 歩兵第70連隊では連隊長・石川粂吉陸軍大佐の「連隊長は軍旗とともにある」という信念により竿頭と房の一部および軍旗日誌を主権回復に至るまで保管、現在は丹波篠山市の戦没者慰霊施設（遺芳殿・遺芳館）に収蔵。
- 歩兵第14連隊では奉焼式に参加した将校准士官以上および、各中隊の下士官・兵代表の全員に対し切り分けた房を配布、また一部の青年将校が埋没された竿頭の破片を掘り起こし保管している。

### ギャラリー

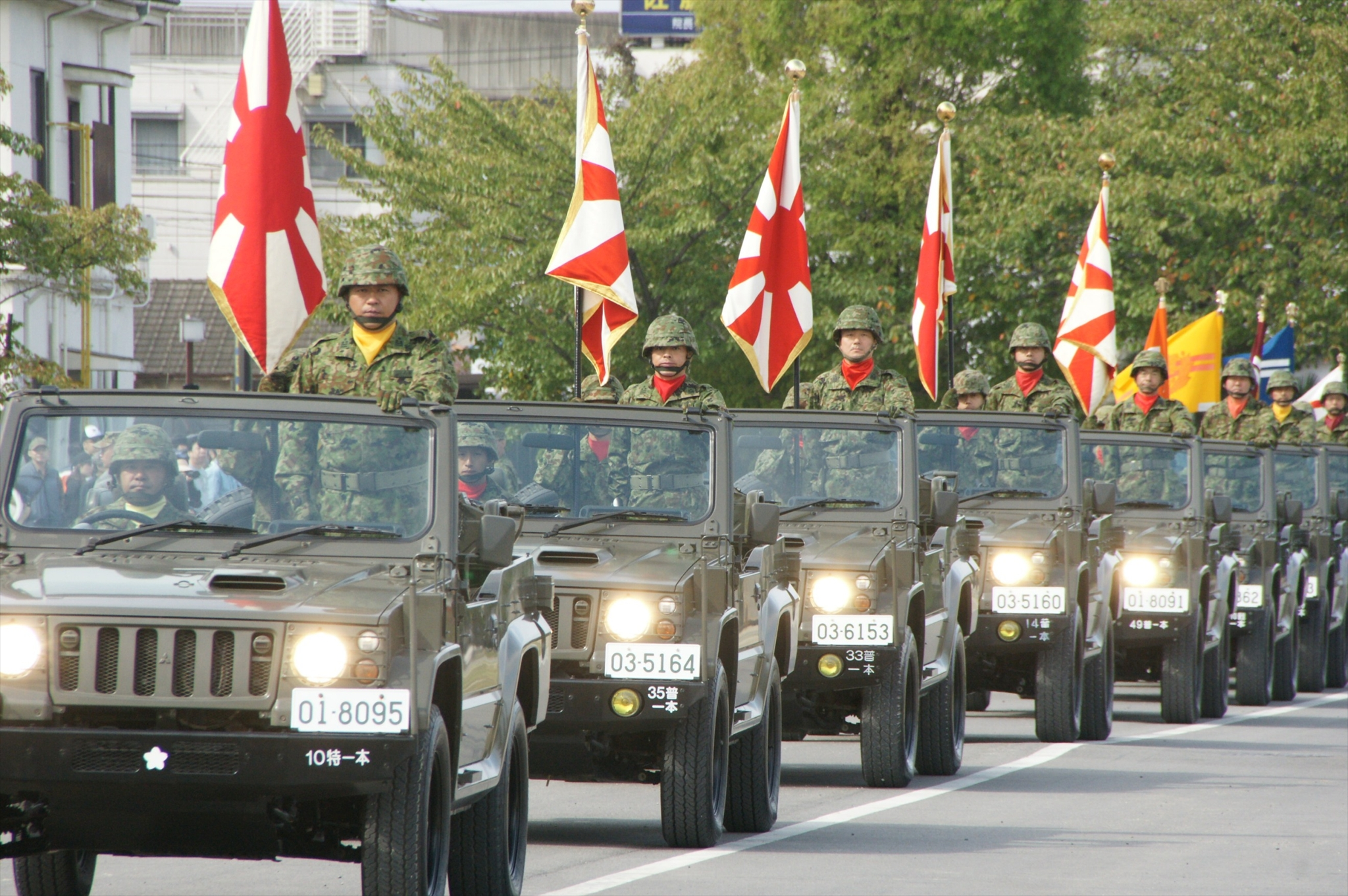
2011年当時の第10師団隷下連隊の各自衛隊旗と連隊長。手前より第10特科連隊、第35普通科連隊、第33普通科連隊、第14普通科連隊、第49普通科連隊

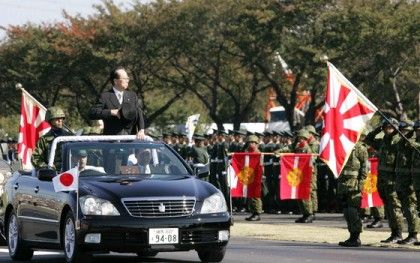
2007年自衛隊記念日第54回中央観閲式における自衛隊旗

西南戦争（田原坂の戦い）における陸軍御国旗（小林永濯画）
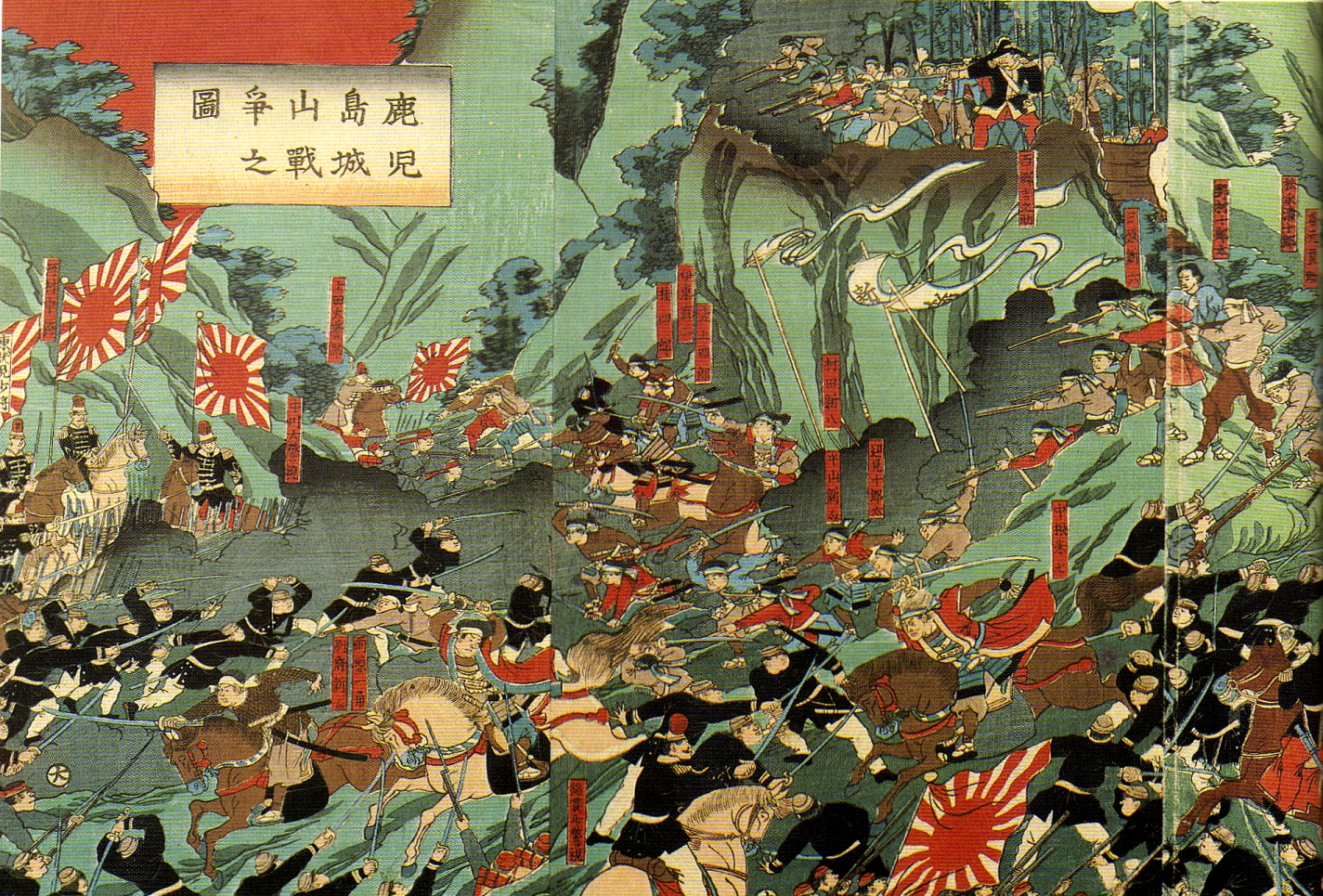
西南戦争（城山の戦い）における陸軍御国旗
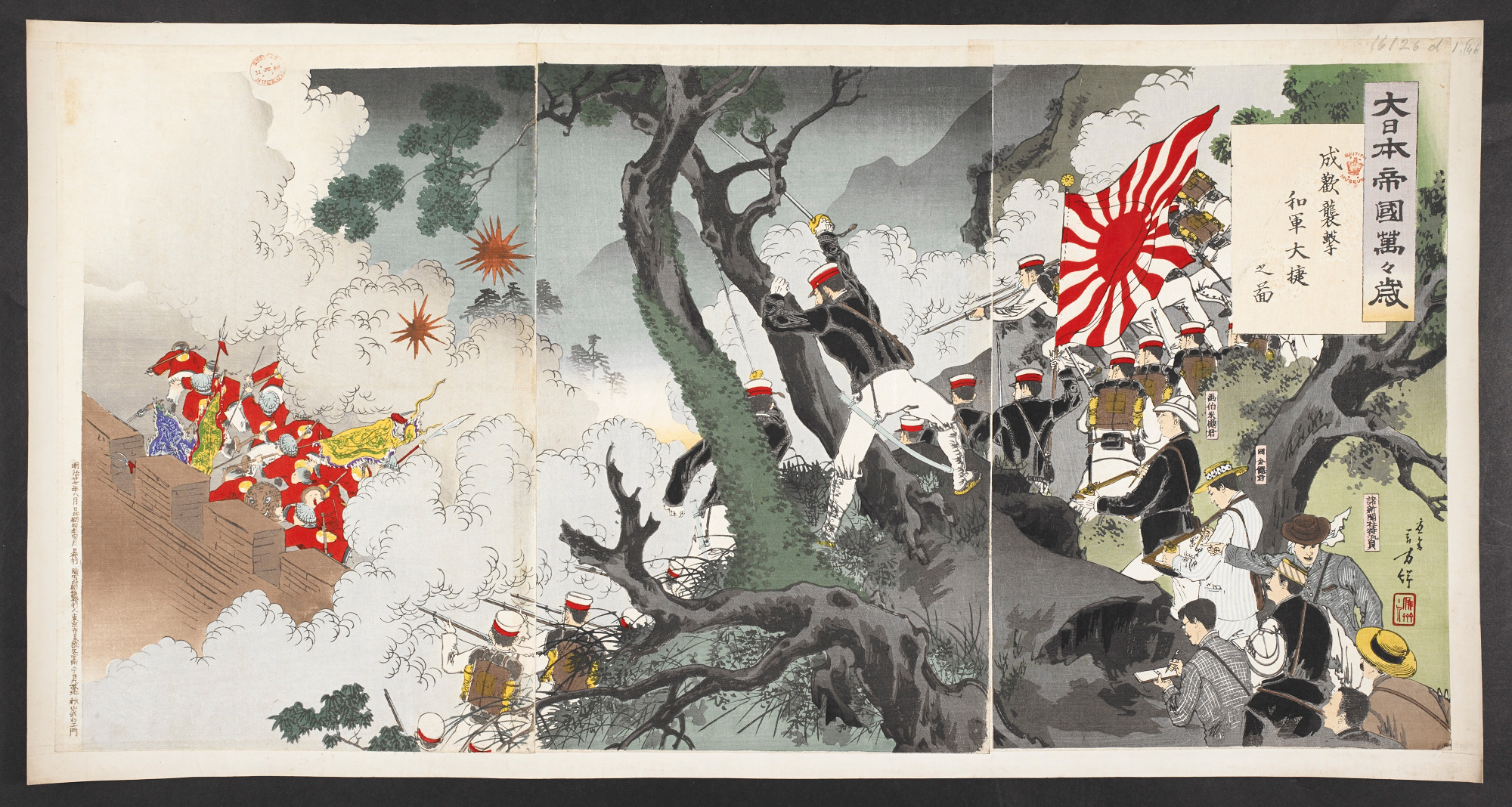
日清戦争（成歓の戦い）における軍旗。なお、日清戦争当時は既に「軍旗」に置き換わっているが、この浮世絵では旧制式である「陸軍御国旗」が描かれている（水野年方画）
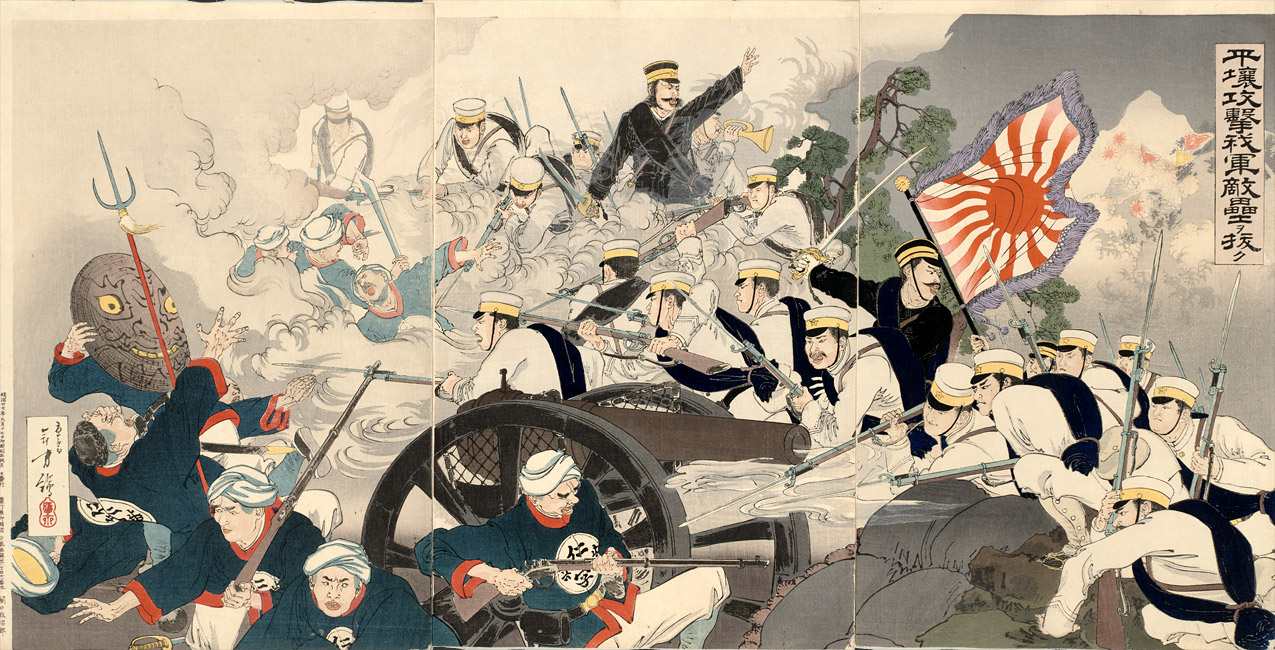
日清戦争（平壌の戦い）における軍旗。総が紫色の常備歩兵連隊の軍旗（水野年方画）
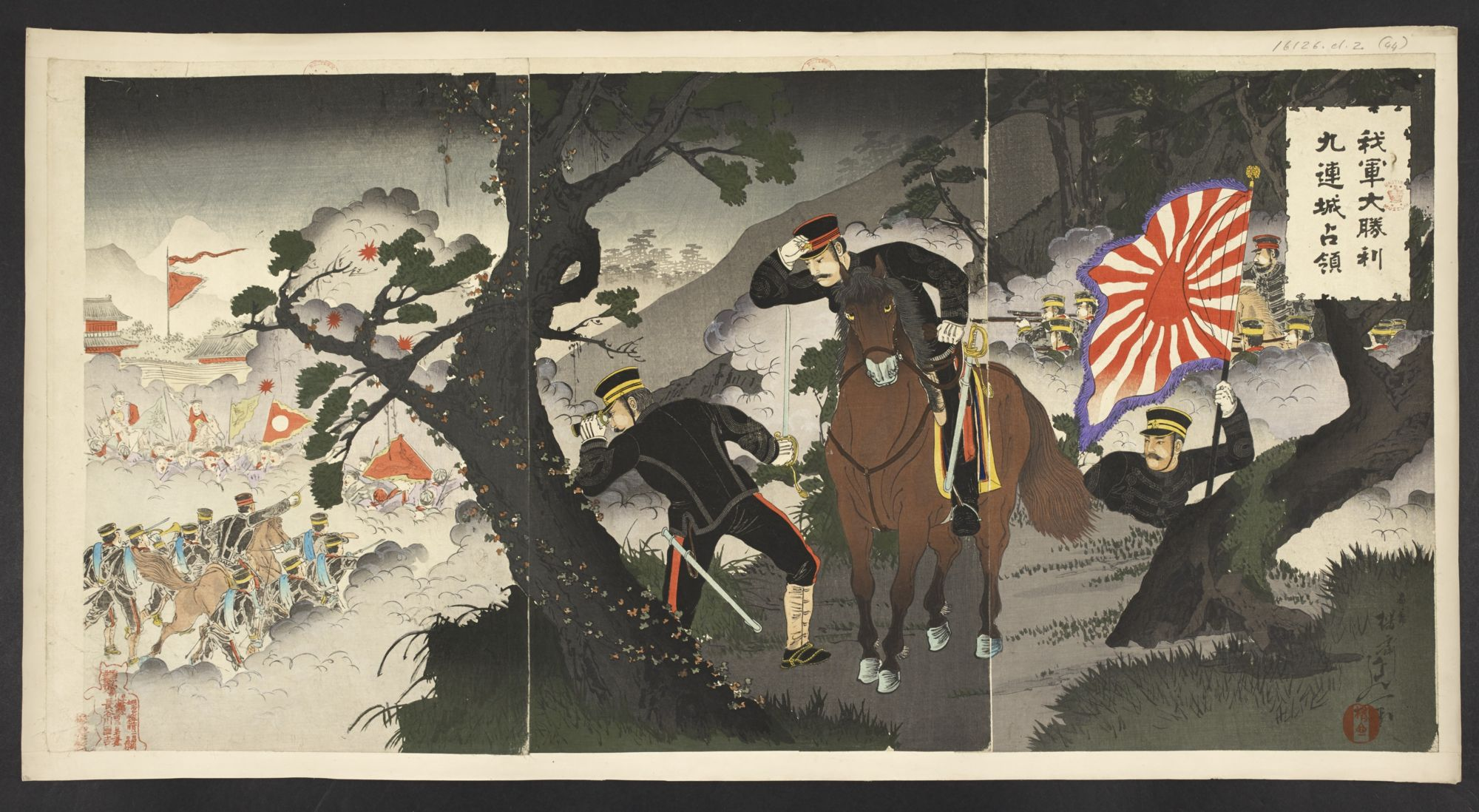
日清戦争（鴨緑江作戦）における軍旗（楊斎延一画）
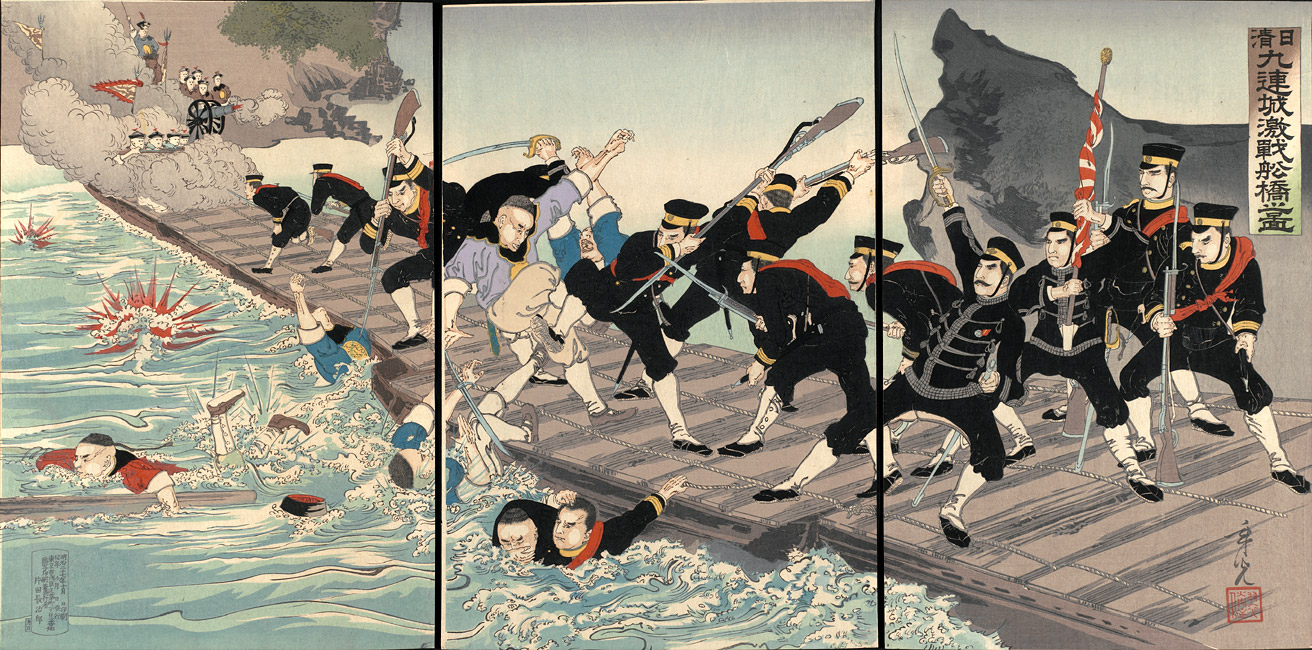
日清戦争（鴨緑江作戦）における軍旗。このように軍旗は青年将校が奉じた（福島年光画）
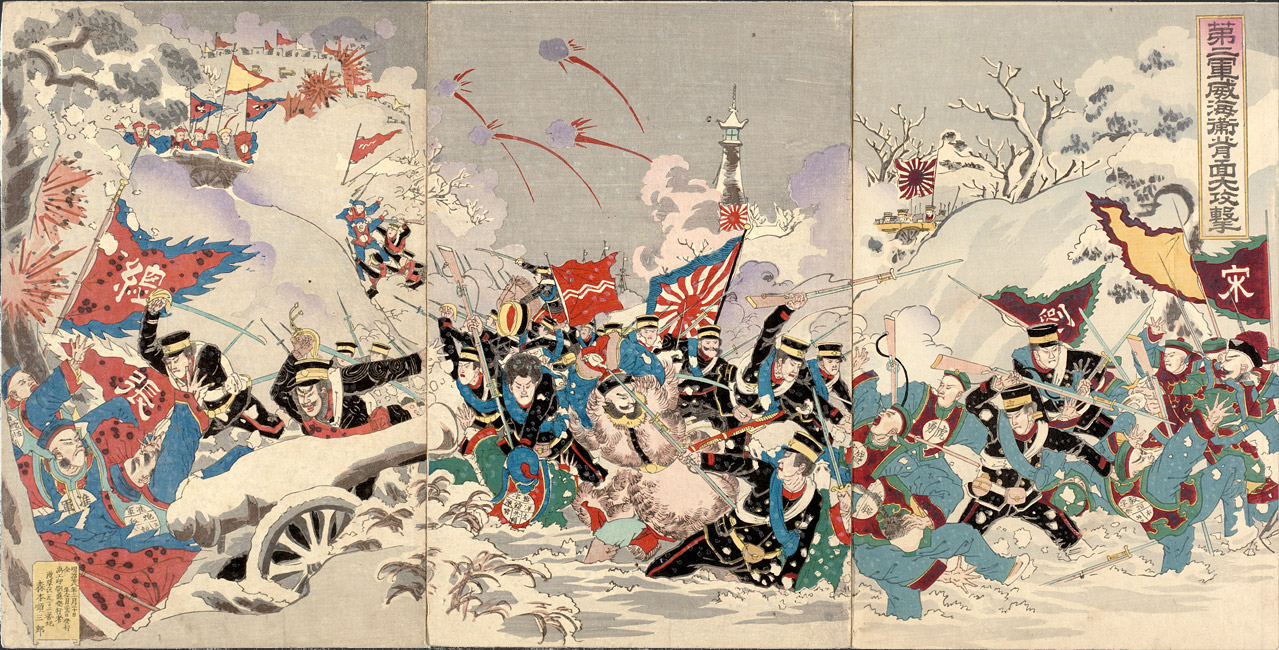
日清戦争（威海衛の戦い）における軍旗（作者不詳）
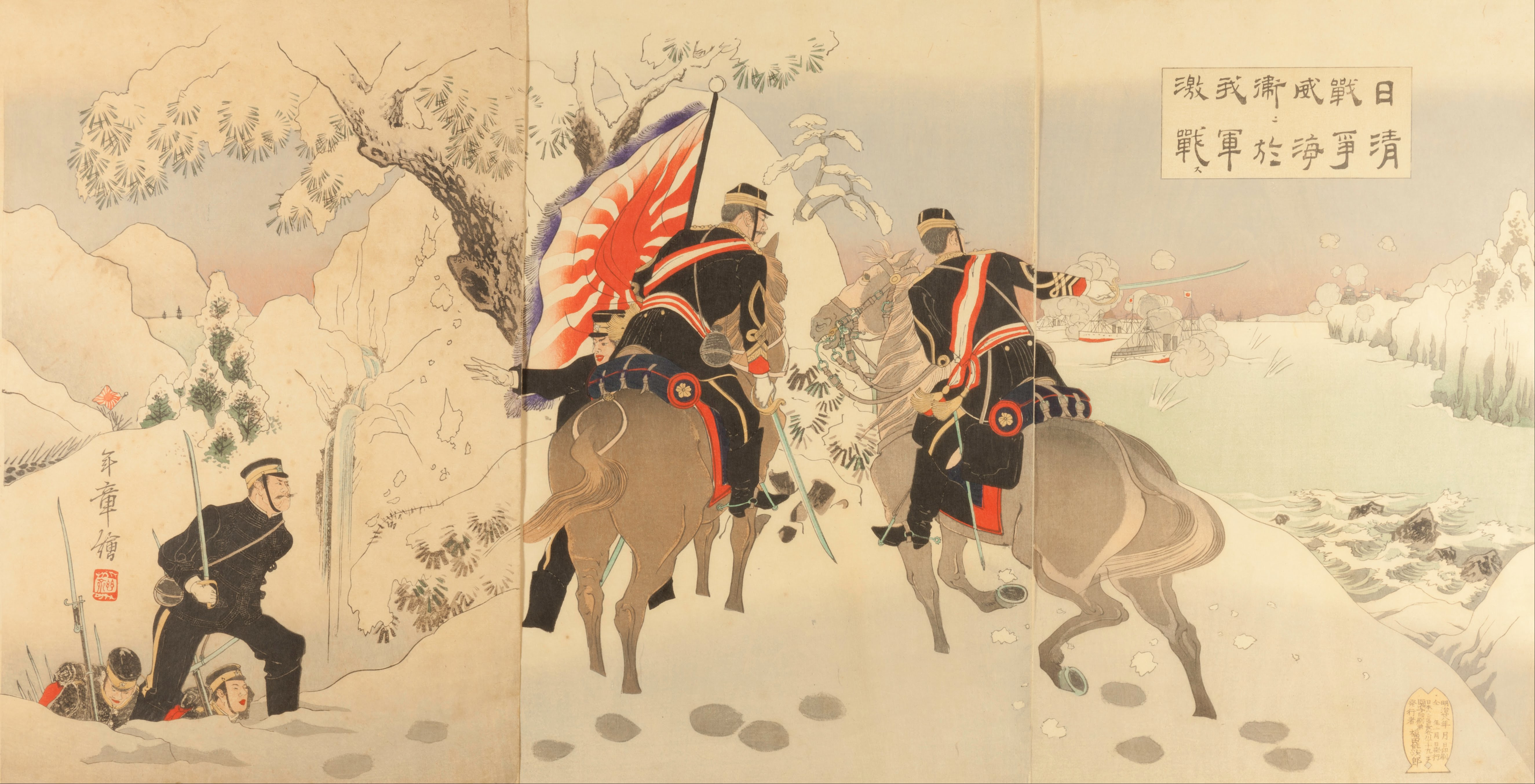
日清戦争（威海衛の戦い）における軍旗（幽斎年章画）
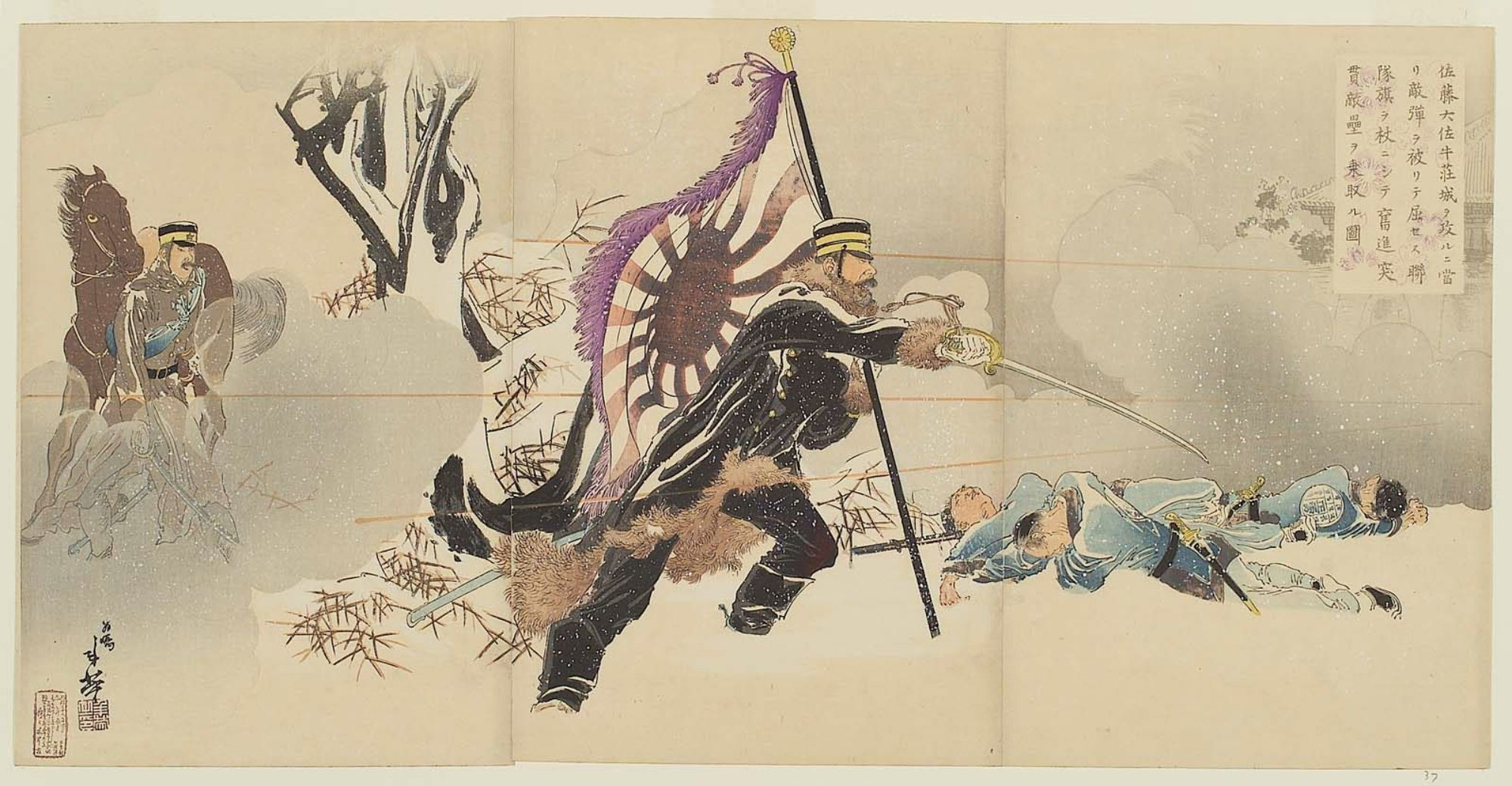
日清戦争（牛荘作戦）における軍旗（右田年英画）
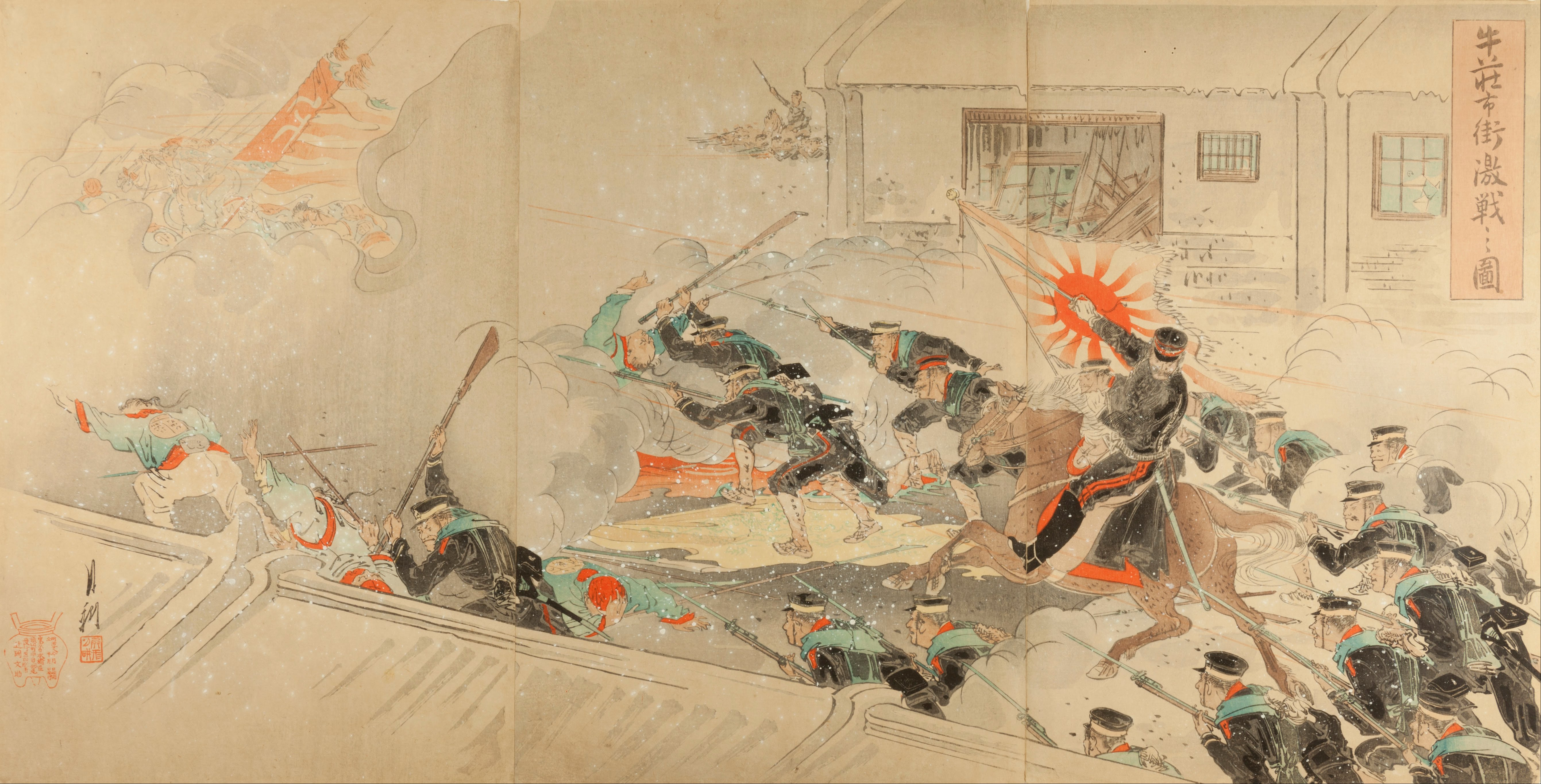
日清戦争（牛荘作戦）における軍旗（尾形月耕画）
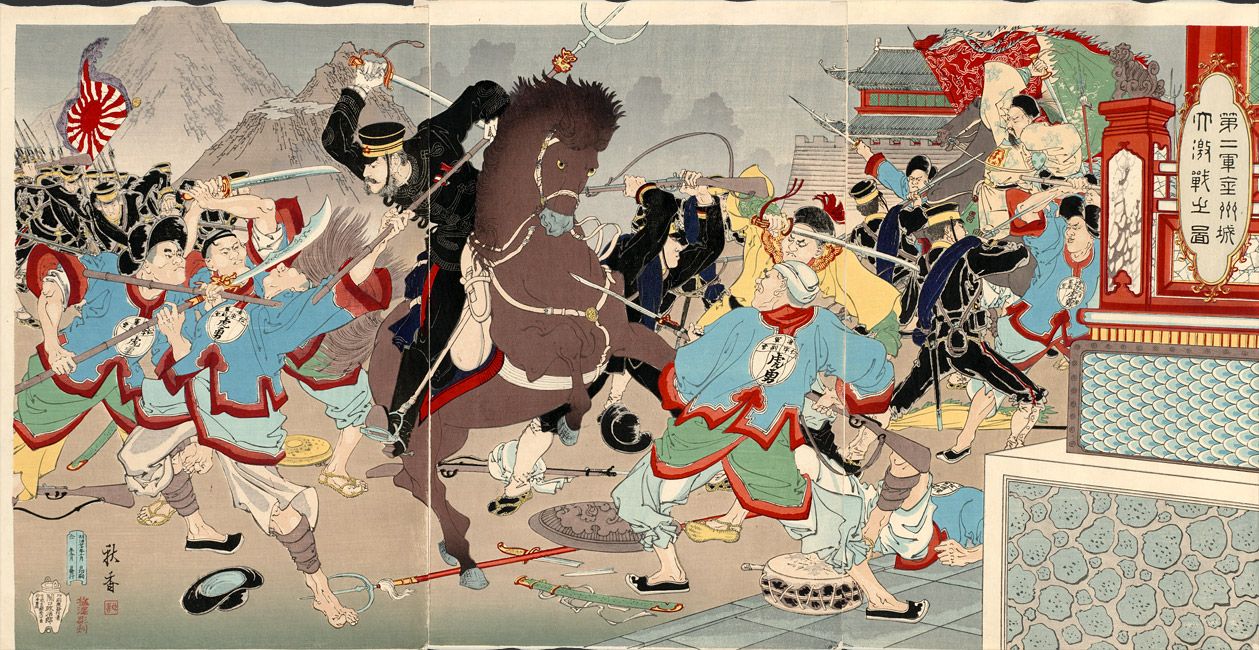
日清戦争における軍旗（富田秋香画）
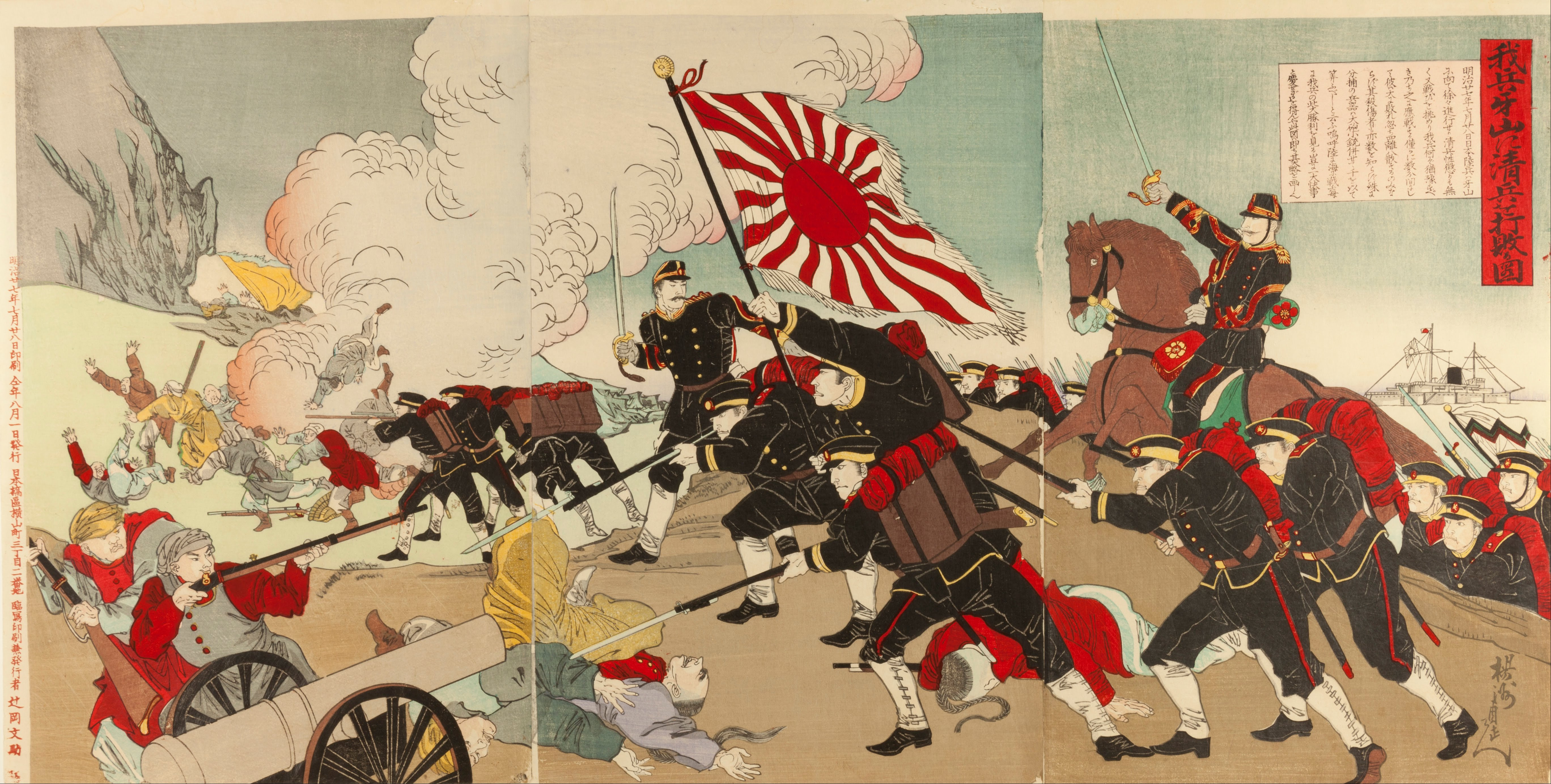
日清戦争における軍旗（楊洲周延画）
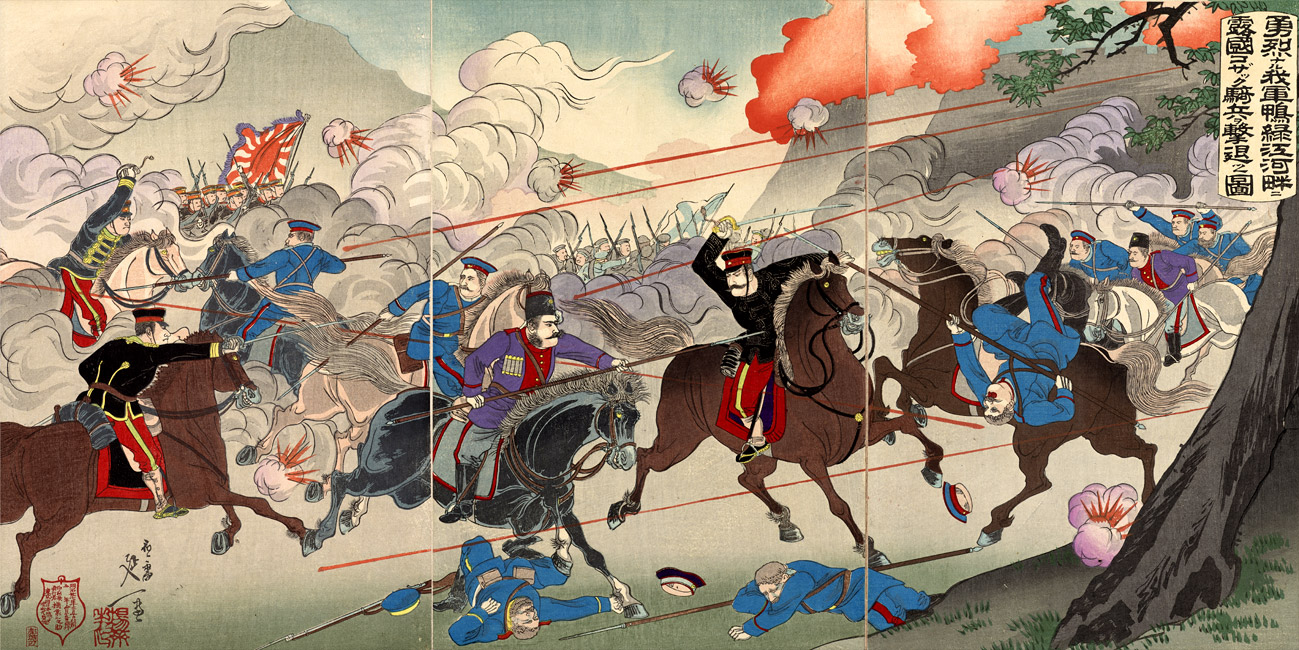
日露戦争（鴨緑江会戦）における軍旗（楊斎延一画）
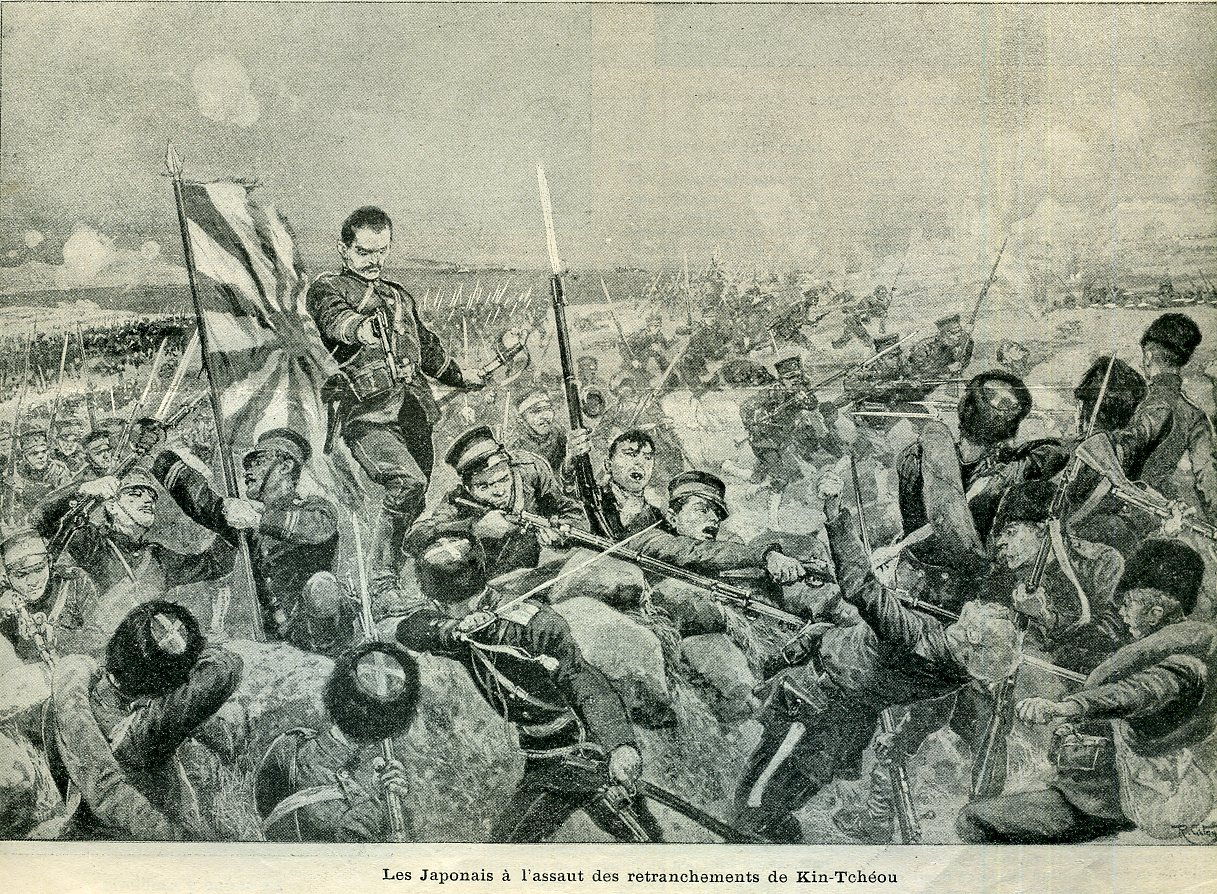
日露戦争（南山の戦い）における軍旗。フランスで公開されたイラストであり、日本の軍旗や軍装の考証が一部間違っている
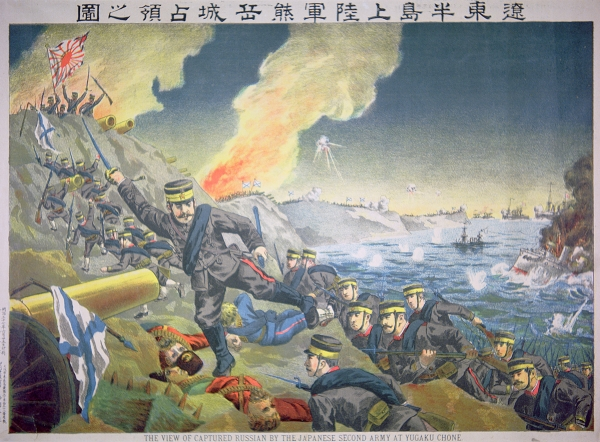
日露戦争（得利寺の戦い）におる軍旗
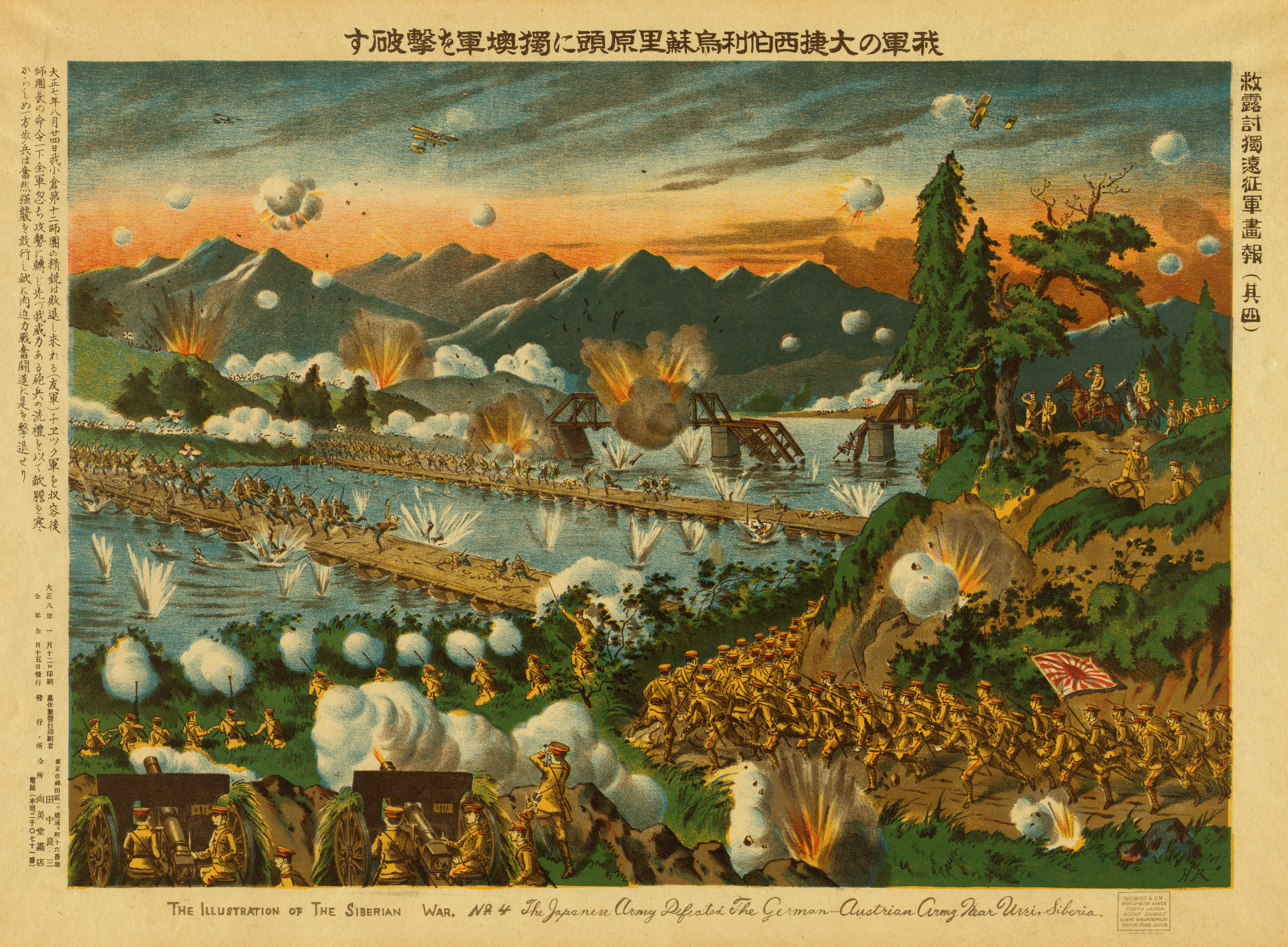
シベリア出兵における軍旗
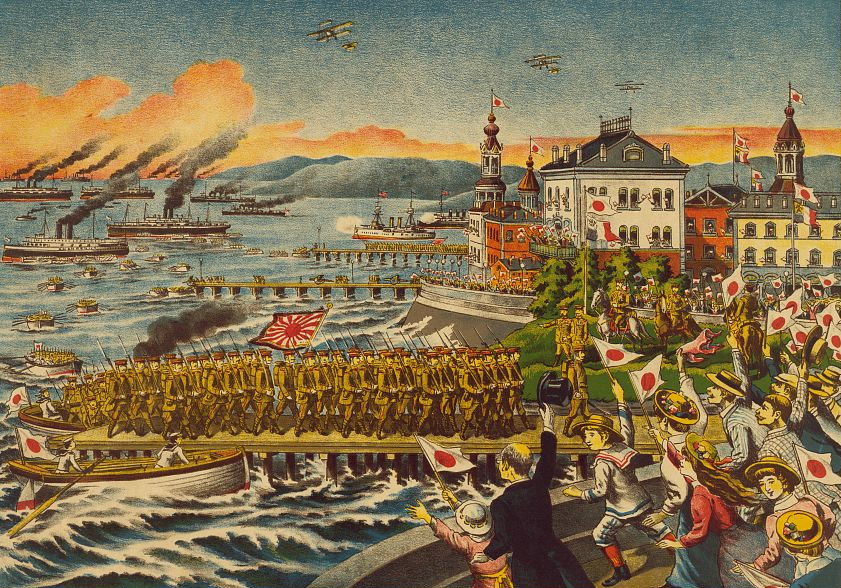
シベリア出兵における軍旗
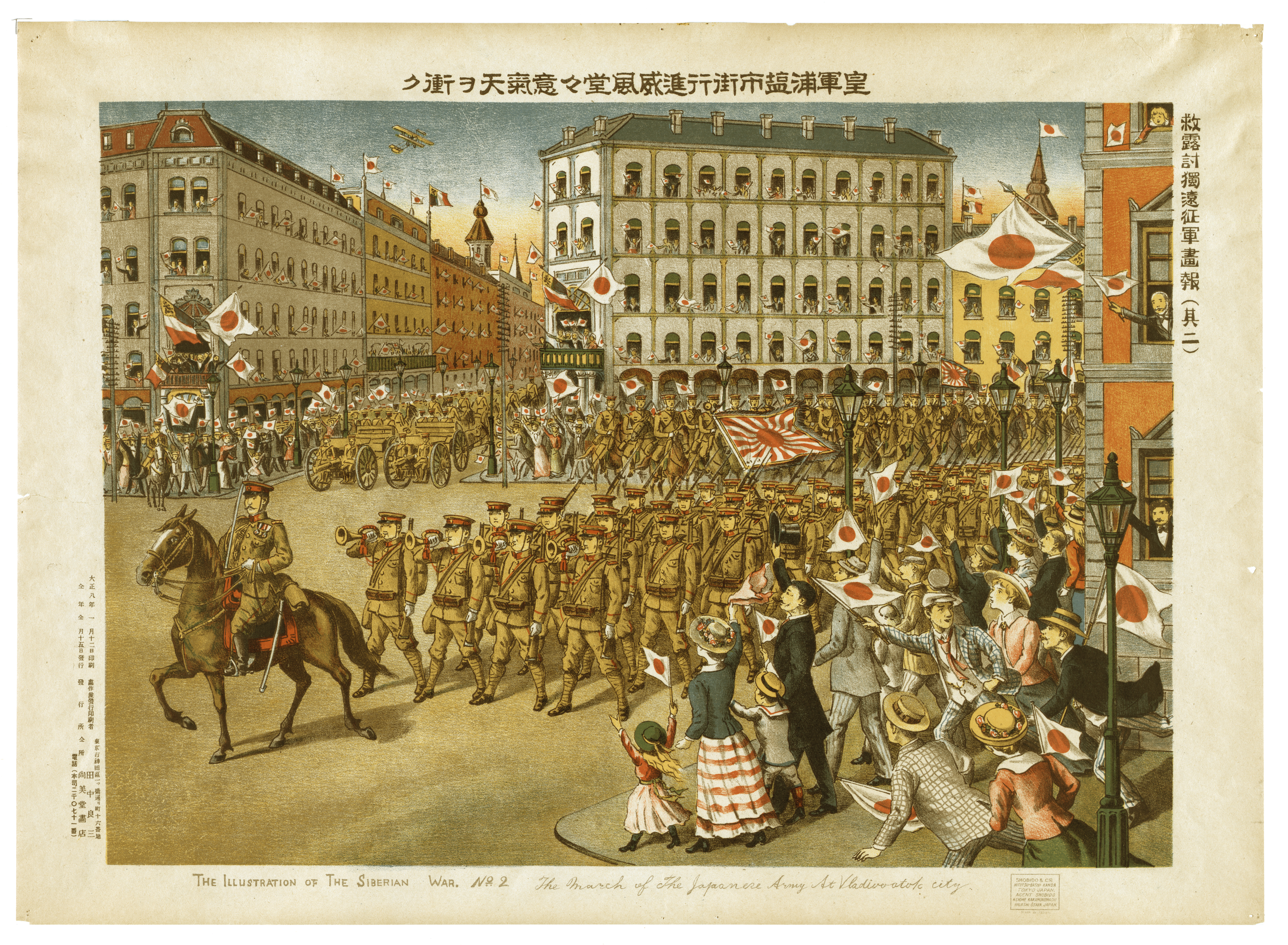
シベリア出兵における軍旗（手前：歩兵連隊軍旗、右奥：騎兵連隊軍旗）
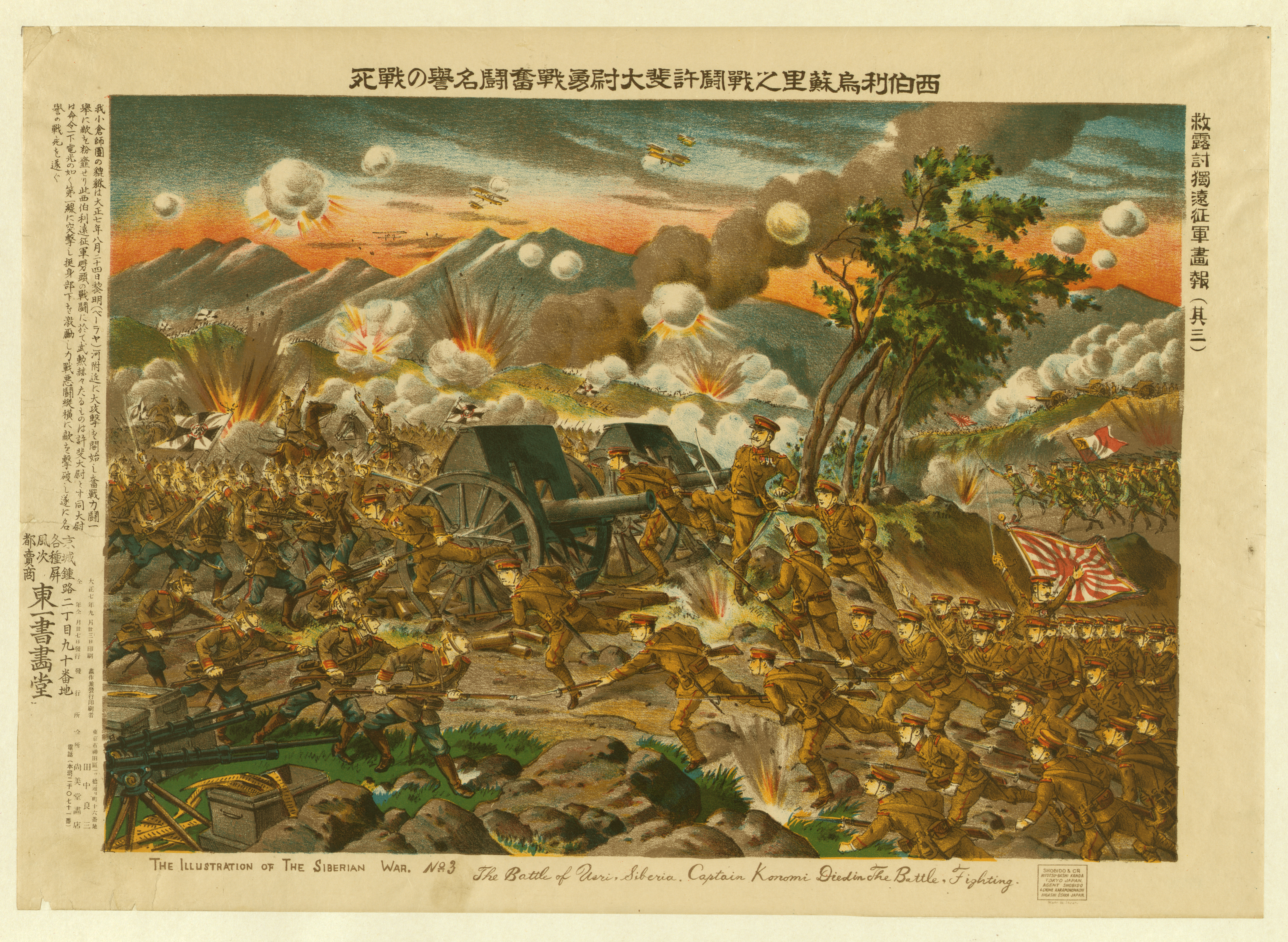
シベリア出兵における軍旗
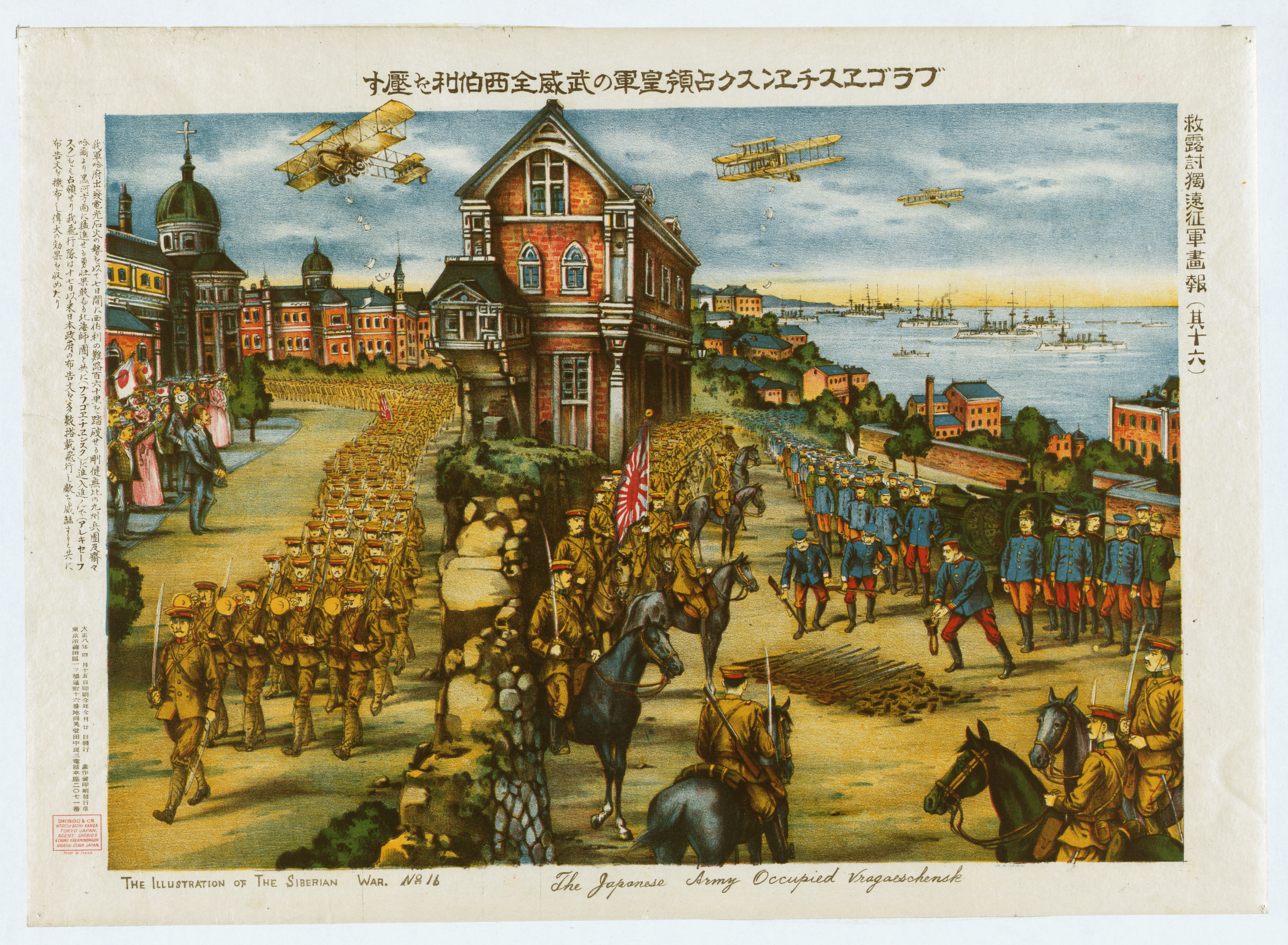
シベリア出兵における軍旗（中央手前：騎兵連隊軍旗、左奥：歩兵連隊軍旗）
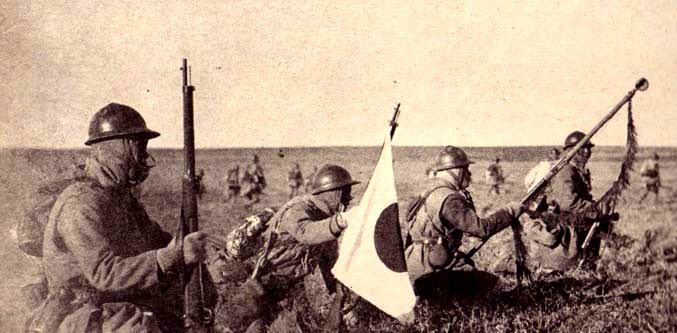
満州事変における軍旗（右）。日章旗（左）とともに
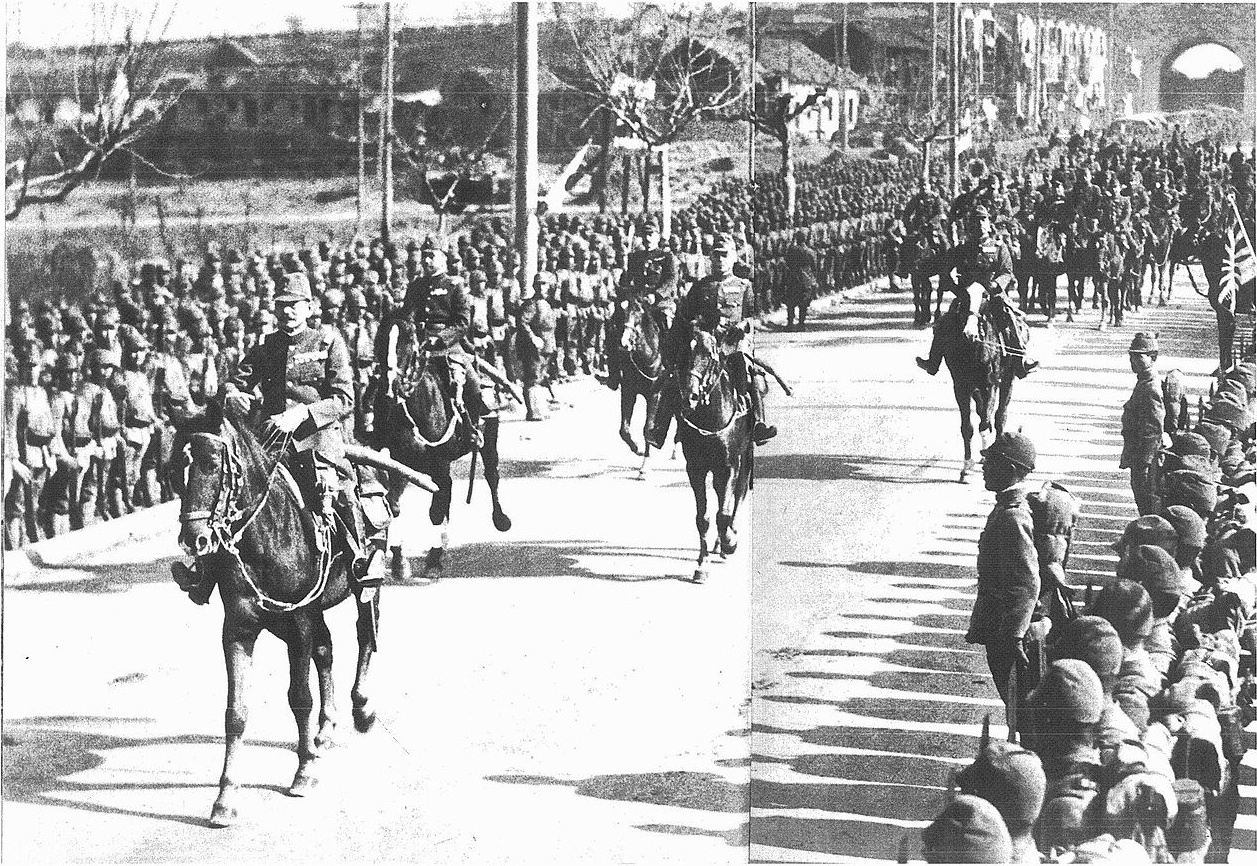
日中戦争（南京攻略戦）における軍旗（右上端）。入城式（閲兵式）にて
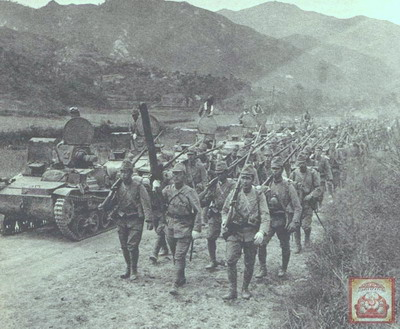
日中戦争（武漢攻略戦）における歩兵連隊の軍旗。軍旗には覆いを被せている
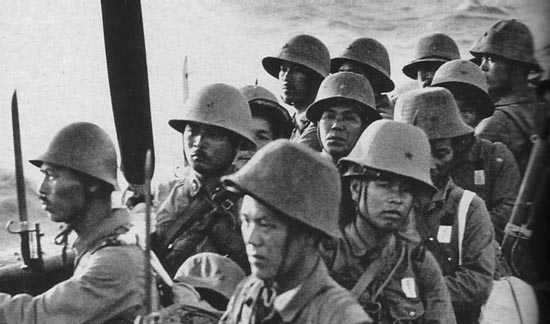
日中戦争における歩兵第137連隊の軍旗。軍旗には覆いを被せている
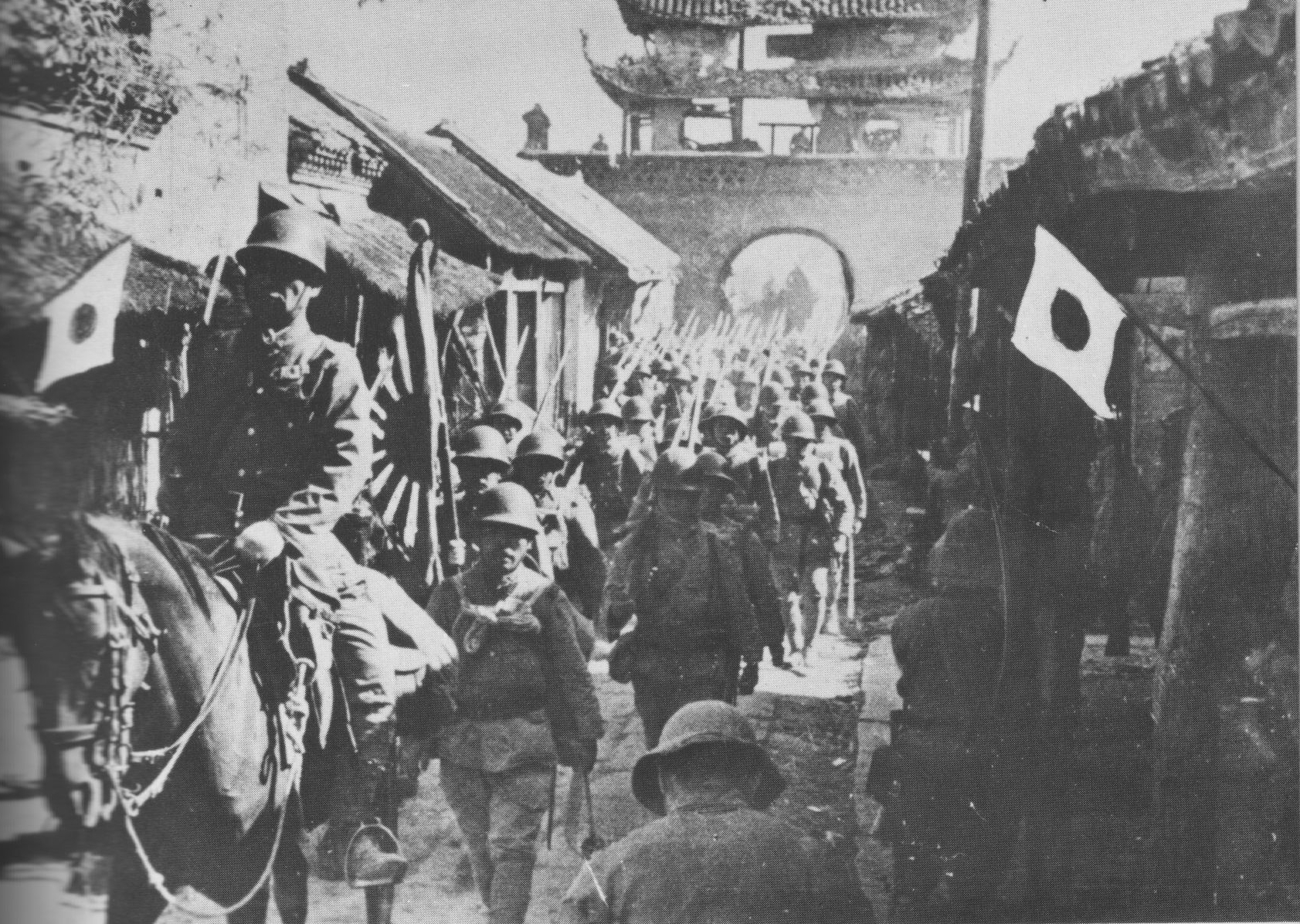
日中戦争における軍旗
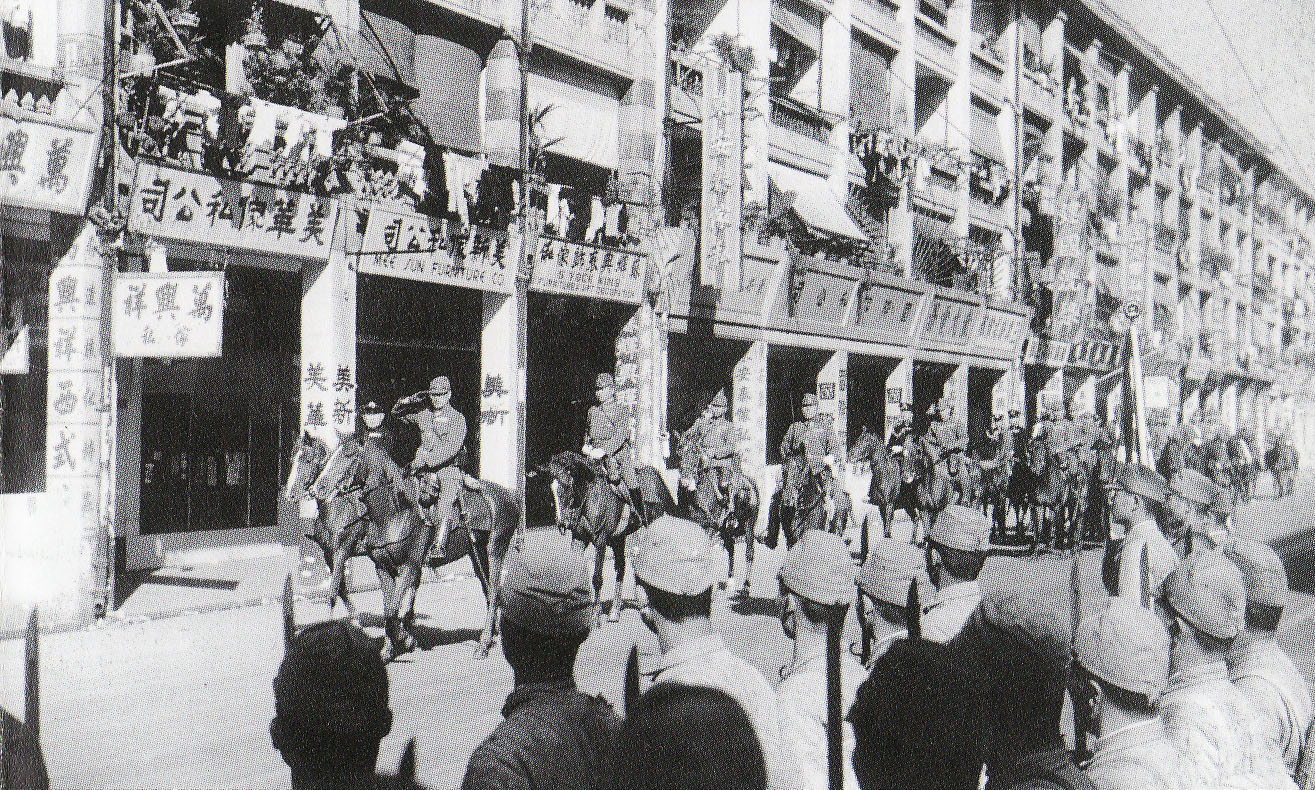
太平洋戦争（香港の戦い）における軍旗（右）。入城式（閲兵式）にて
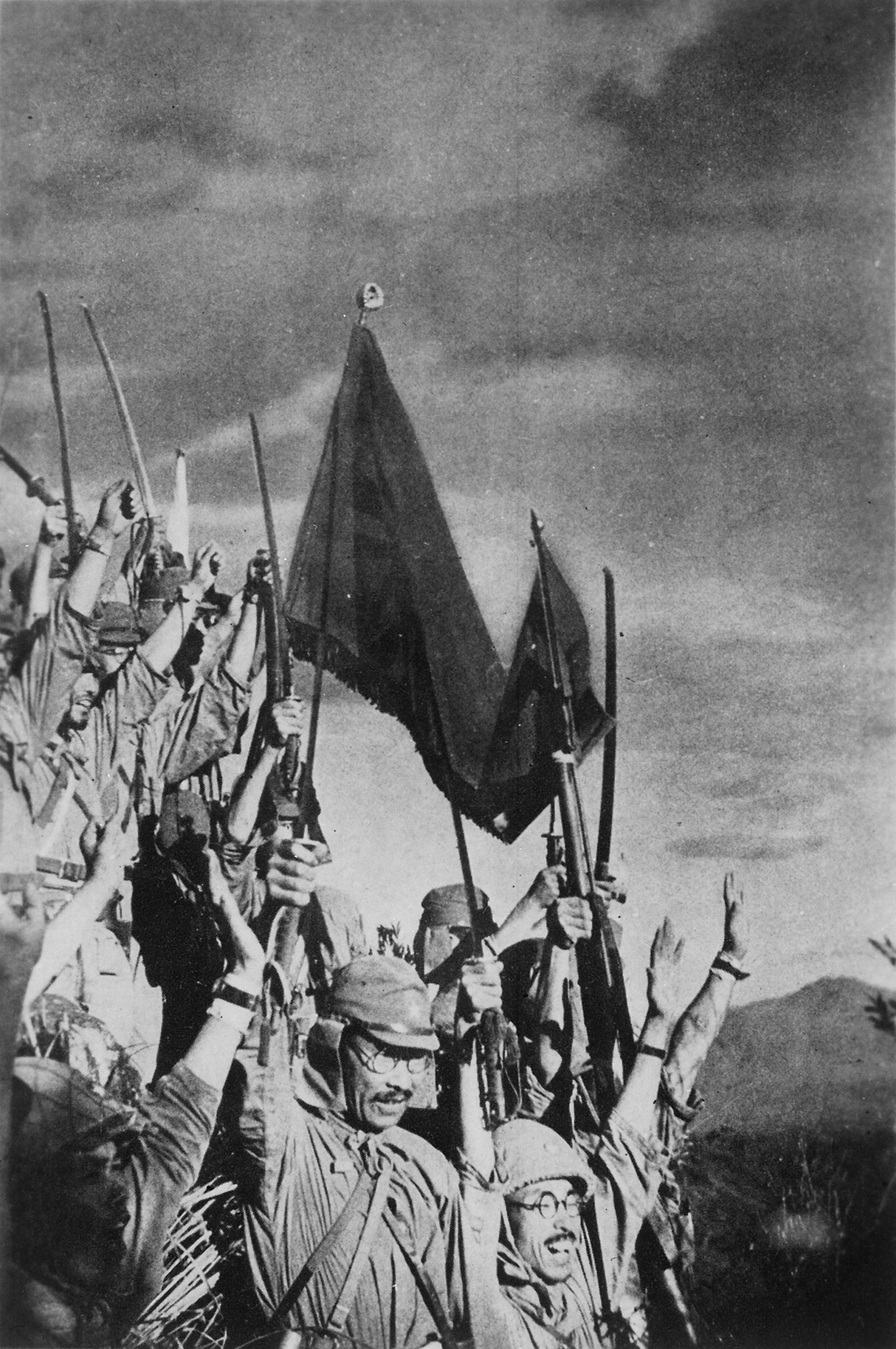
太平洋戦争（フィリピン攻略戦）における軍旗。この写真では検閲として旭日旗部分は黒塗りとなっている

### 軍旗に関する敬礼

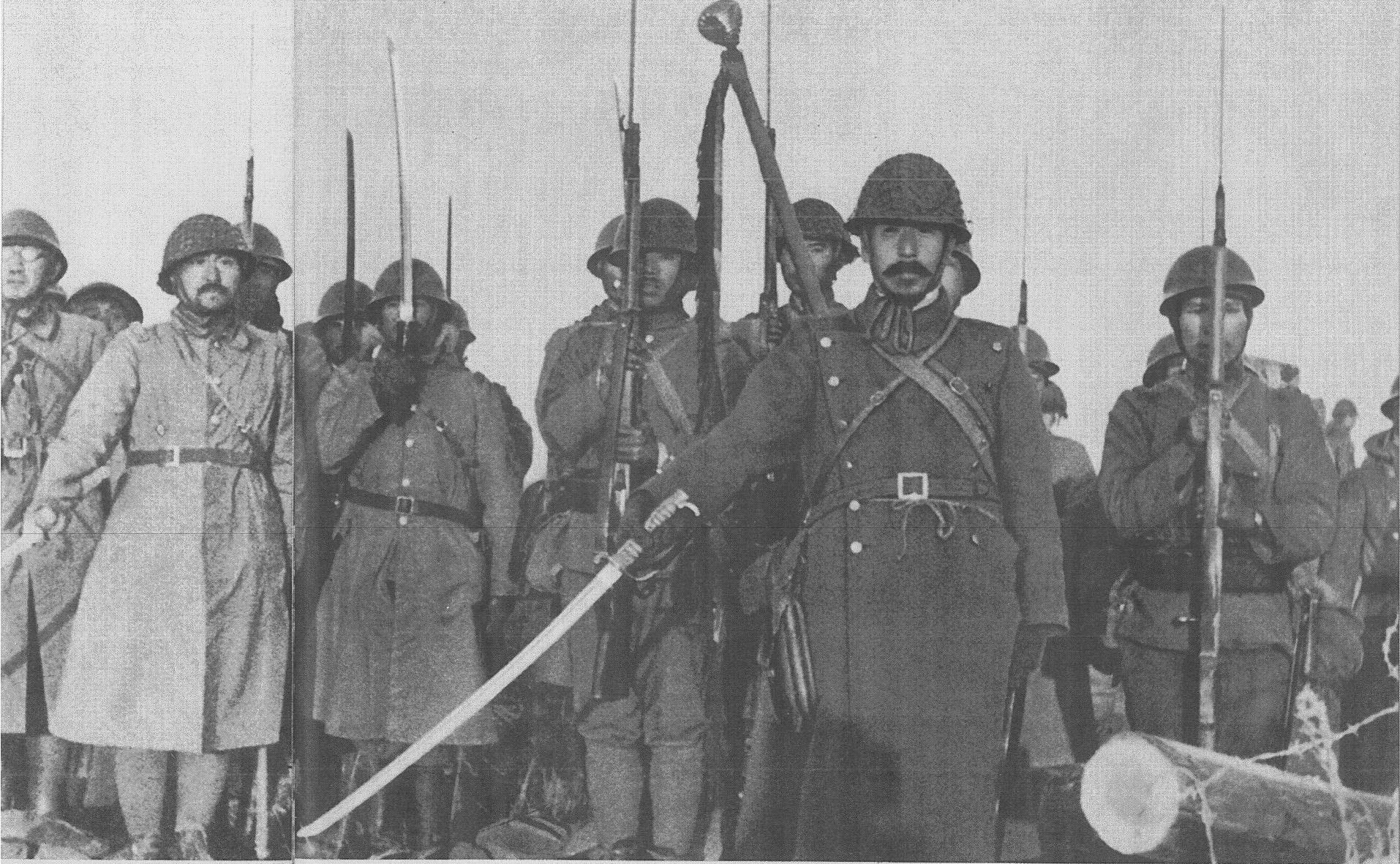
連隊長を筆頭に軍旗の敬礼を行う歩兵第36連隊（日中戦争時）

『陸軍礼式令』（昭和15年1月25日軍令陸第3号）によると、第4章に軍旗に関する敬礼が定められている。
軍旗の敬礼
軍旗は、天皇に対するときおよび拝神の場合に限り敬礼を行うものとされ、連隊旗手、軍旗衛兵ならびに軍旗中隊および誘導将校、護衛下士官ならびに軍旗誘導部隊は、軍旗の敬礼を行う場合に限り敬礼を行うものとされた。
軍旗に対する敬礼
抜刀将校や武装下士官兵の軍旗に対する敬礼は天皇に対する敬礼に同じであり、抜刀将校は刀の礼、武装下士官兵は捧銃・捧刀の礼を行う。室内においては、拝礼する。軍旗に行き遇いまたはその傍を通過する者は、行進間においては停止し、乗馬者は乗馬のまま、乗車者は乗車のまま軍旗に面して敬礼を行う。
この敬礼は連隊長や連隊旗手ではなく、飽くまで軍旗に対して行われる。

### 軍旗の奉焼等
1945年（昭和20年）8月24日、下村定陸相は翌8月25日から8月31日までの間に軍旗を奉焼するように特別命令を通達。内地で179旒、外地で265旒が対象となった。侍従武官府には第36軍より隷下の各軍旗を宮中に奉還したいとの申し出があったことから、侍従武官府がこれを受取り同年8月31日までに東京補給廠にて奉焼した。これ以前の奉焼事例は以下の通り。
- 近衛後備歩兵第1連隊（1904年6月15日に奉焼。翌年6月28日に再授与）
  - 日露戦争下の1904年（明治37年）6月15日、常陸丸事件でロシア帝国軍に鹵獲されることを防ぐために連隊長・須知源次郎陸軍歩兵中佐は軍旗を奉焼させ、次いで自決した。同年6月28日に「曩ニ近衛後備歩兵第一聯隊ニ授与シタル軍旗玄界灘ニ於テ聯隊長戦死ノ際焼棄セシニ由リ更ニ此軍旗一旒ヲ授ク」という勅語とともに再授与された。
- 歩兵第49連隊（1906年10月2日に失火により焼失。同年12月14日に再授与）
  - 北韓警備に当たっていた1906年（明治39年）10月2日、火災によって連隊長室ともに焼失する。旅団長は5日、連隊長・太田朗陸軍歩兵中佐および連隊旗手は軽謹慎30日、連隊長代理および週番司令は軽謹慎25日、連隊附少佐および連隊副官は軽謹慎20日の処分を受けた。なお、軽謹慎処分は懲罰処分であって、軍法会議にかけられたわけではない。同年12月14日に「曩ニ歩兵第四十九聯隊ニ授与シタル軍旗ハ不慮ノ災ニ罹リ亡失セシニヨリ更ニ此軍旗一旒ヲ授ク」という勅語とともに再授与される。
- 歩兵第64連隊（1939年8月29日に奉焼）
  - ノモンハン事件下の1939年（昭和14年）8月29日、ソ連軍に包囲され脱出が困難となったため、連隊長・山県武光陸軍歩兵大佐は軍旗を奉焼させ、次いで自決した。
- 歩兵第71連隊（1939年8月30日に奉焼）
  - ノモンハン事件下の1939年8月30日、ソ連軍に包囲され脱出が困難となったため奉焼した。連隊長は先に戦死していた。
- 歩兵第170連隊（1942年11月16日に海没）
  - 1942年（昭和17年）11月16日、パラオ沖でアメリカ海軍潜水艦の雷撃により輸送船とともに海没する。連隊長の再三の再交付申請も、大本営参謀・辻政信により、連隊解散、激戦地への所属兵員の配置が懲罰的に行われ再交付されなかった。帝国陸軍史上前代未聞の軍旗海没事例であった。
- 歩兵第28連隊（1942年8月21日に奉焼）
  - ガダルカナル島の戦い下の1942年8月21日午後3時、ガダルカナル島で奉焼。連隊長・一木清直陸軍大佐は自決（日本側の戦闘詳報）。その後、証言により軍旗は埋没処理と判明している。
- 歩兵第29連隊（1942年10月・1945年9月）
  - ガダルカナル島の戦い下の1942年10月頃、埋没処理を行う。連隊長・古宮正次郎陸軍大佐は自決。連隊再建後の1944年1月31日に再授与、終戦時は仏印のビエンホア付近で奉焼。
- 歩兵第210連隊（1944年4月26日に海没）
  - 1944年（昭和19年）4月26日、バシー海峡でアメリカ海軍潜水艦の雷撃により輸送船乗船中の連隊長・小池安正陸軍大佐とともに海没する。再交付されなかった。
- 歩兵第118連隊（1944年7月4日に奉焼）
  - サイパンの戦い下の1944年7月4日、サイパン島で奉焼。連隊長・伊藤豪陸軍大佐は先に戦死していた。
- 歩兵第135連隊（1944年7月4日に奉焼）
  - サイパンの戦い下の1944年7月4日、サイパン島で奉焼。連隊長・鈴木栄助陸軍大佐は先に戦死していた。
- 歩兵第136連隊（1944年7月4日に奉焼）
  - サイパンの戦い下の1944年7月4日、サイパン島で奉焼。連隊長は小川雪松陸軍大佐。
- 歩兵第38連隊（1944年7月21日に奉焼）
  - グアムの戦い下の1944年7月21日夜、グアム島で奉焼。連隊長・末長常太郎陸軍大佐以下玉砕した。
- 歩兵第18連隊（1944年7月25日夜に奉焼）
  - グアムの戦い下の1944年7月25日夜、グアム島で奉焼。連隊長・大橋彦四郎陸軍大佐以下玉砕した。
- 歩兵第50連隊
  - テニアンの戦い下の1944年8月2日、テニアン島で奉焼。連隊長・緒方敬志陸軍大佐以下玉砕した。
- 歩兵第33連隊
  - レイテ島の戦い下の1944年10月22日、レイテ島で奉焼。連隊長・鈴木辰之助陸軍大佐以下玉砕した。
- 歩兵第9連隊（1944年10月頃に奉焼）
  - レイテ島の戦い下の1944年10月頃、レイテ島で奉焼。連隊長は神谷保孝陸軍大佐
- 歩兵第20連隊（1944年10月頃に奉焼）
  - レイテ島の戦い下の1944年10月頃、レイテ島で奉焼。連隊長は鉾田慶次郎陸軍大佐。
- 歩兵第2連隊（1944年11月24日夜に奉焼）
  - ペリリューの戦い下の1944年11月24日夜、奉焼。連隊長・中川州男陸軍大佐は自決、連隊残存将兵は万歳突撃により玉砕した。
- 歩兵第145連隊（1945年3月14日に奉焼）
  - 硫黄島の戦い下の1945年（昭和20年）3月14日、硫黄島で奉焼。連隊長・池田増雄陸軍大佐以下玉砕した。
- 歩兵第22連隊（1945年6月24日頃に奉焼）
  - 沖縄戦下の1945年6月24日頃、沖縄南部で奉焼。連隊長・吉田勝陸軍大佐以下玉砕した。
- 歩兵第89連隊（1945年6月24日頃に奉焼）
  - 沖縄戦下の1945年6月24日頃、沖縄南部で奉焼。連隊長・金山均陸軍大佐以下玉砕した。
- 歩兵第278連隊（1945年8月16日に奉焼）
  - ソ連対日参戦下の1945年8月16日、ソ連軍に包囲されたため奉焼。連隊は玉砕した。
- 歩兵第32連隊（1945年8月28日奉焼）
  - 沖縄戦において、6月23日の第32軍司令部壊滅後も戦闘を継続していた歩兵第32連隊は、終戦によりアメリカ軍に投降する前日に軍旗を奉焼した。連隊長は北郷格郎陸軍大佐。
- 歩兵第6連隊（1945年8月23日黎明、奉焼）
  - 金牛鎮の丘の上で連隊長、連隊旗手、連隊副官、軍旗旗護兵、軍旗小隊の一部が見守る中、宮城を遥拝後に爆薬を用いて爆発させて、奉焼した。軍旗を奉焼したその日、各大隊は東方を遥拝し軍旗に対して抜刀、着剣捧げ銃の礼をし、「海行かば」を斉唱し訣別式を実施した。
- 歩兵第10連隊（1945年9月16日夜明、奉焼）
  - フィリピン島北部ルソンの山岳、バラングアグの丘陵にて、最後の別れを告げてから将兵の捧げ銃の中で奉焼した。
- 歩兵第113連隊（1944年9月）
  - 諸説ある
  - 1.7日夕方 大尉が最後の切込みの際に襷掛けにした。(上等兵が目撃した。)
  - 2.7日 大尉が横股陣地の中で奉焼した。
  - 3.6日夜 大尉の腹に巻き、紋章は音部山と西山の間に埋めた。(大尉から中尉が聞いた)

- 歩兵第148連隊（1944年9月11日9時奉焼）
  - 騰越の戦いにて玉砕直前に『涙とともに奉焼』

- 歩兵第55連隊(1945年8月22日16時、奉焼)
  - 師団からの命令にてパアンの農業振興会の庭にて、近隣に駐屯している兵士が集まった中、旗手がガソリンをかけた。併せて御紋章も粉砕しサルウィン川深くへ沈めた。

### 難を逃れた軍旗
- 歩兵第124連隊
  - ガダルカナル島撤退時に連隊旗手・小尾靖夫陸軍少尉がたった1人になりながら軍旗を守って生還した。
- 歩兵第115連隊
  - ビスマルク海海戦で輸送船が撃沈されるが、2名が軍旗を守って30日以上海上を漂流したのち帰還した。
- 歩兵第57連隊
  - レイテ島から帰国。靖国神社に保管。
- 歩兵第321連隊
  - 靖国神社に保管。

## 陸上自衛隊

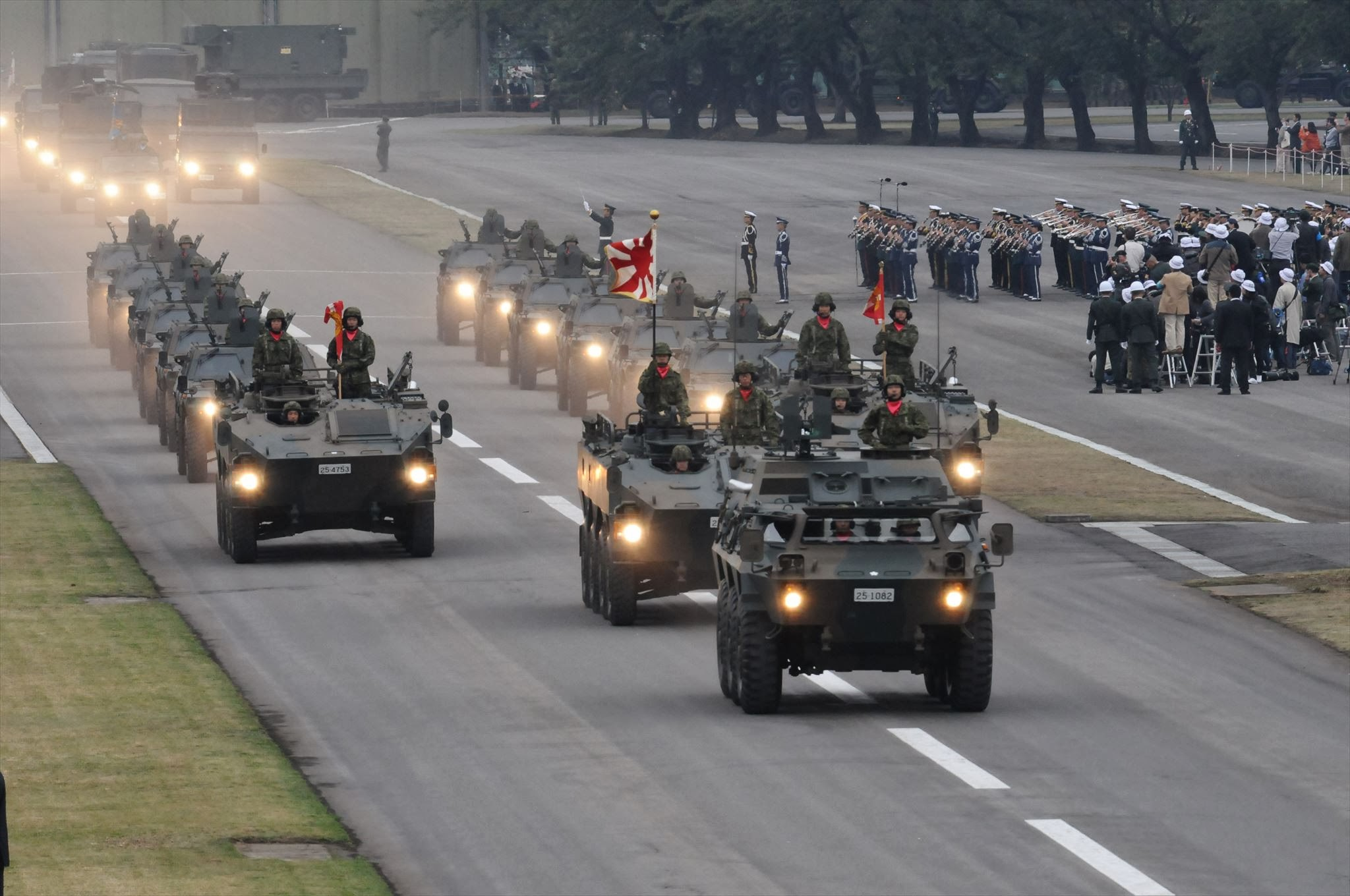
中央即応連隊の自衛隊旗（2010年自衛隊記念日第57回中央観閲式）

自衛隊旗

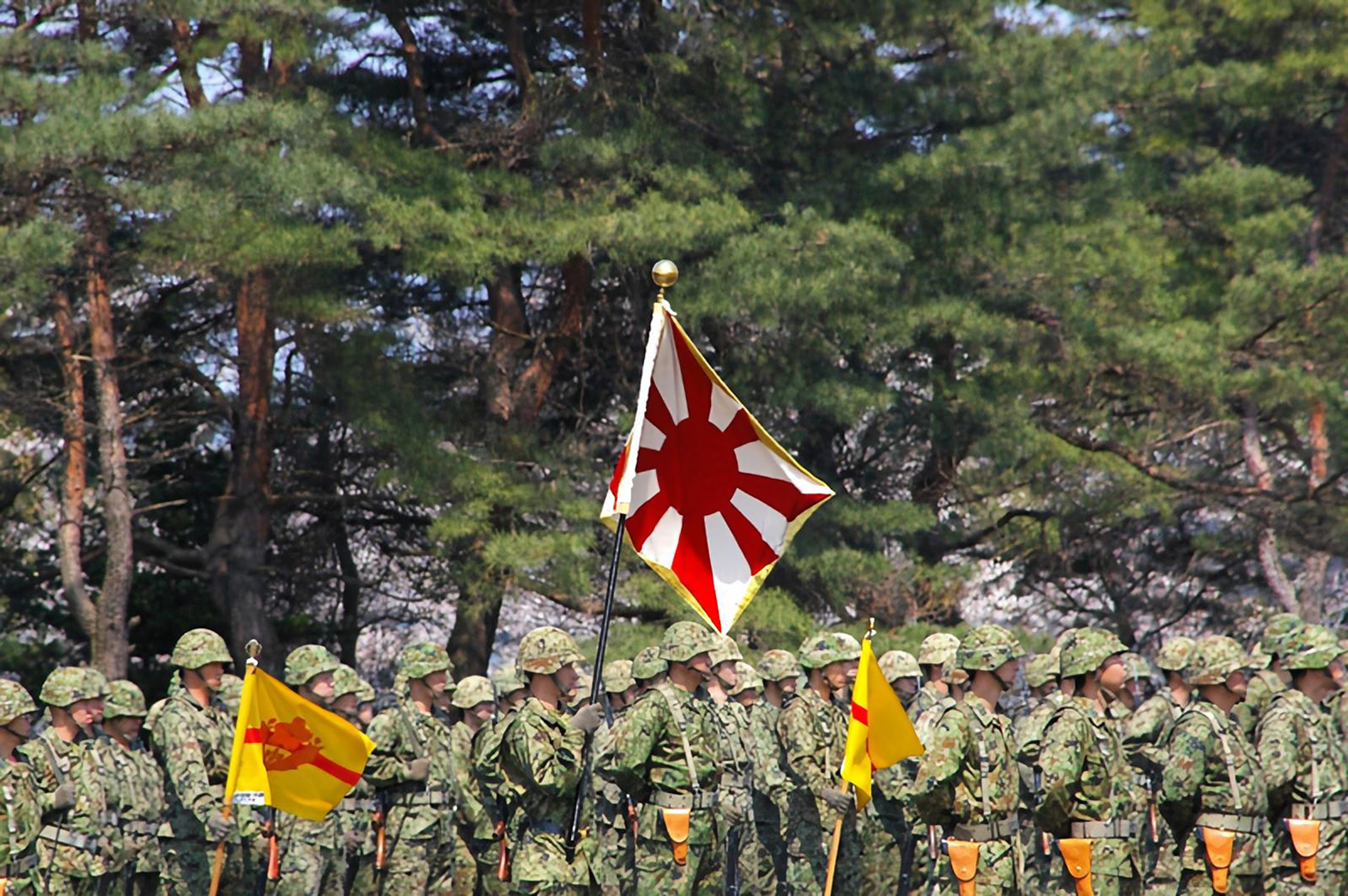
自衛隊旗（連隊旗）。中隊旗（特科）が「立て銃」の要領で地面で支えられているのに対して、自衛隊旗は捧持されたまま

警察予備隊普通科第1連隊の連隊旗

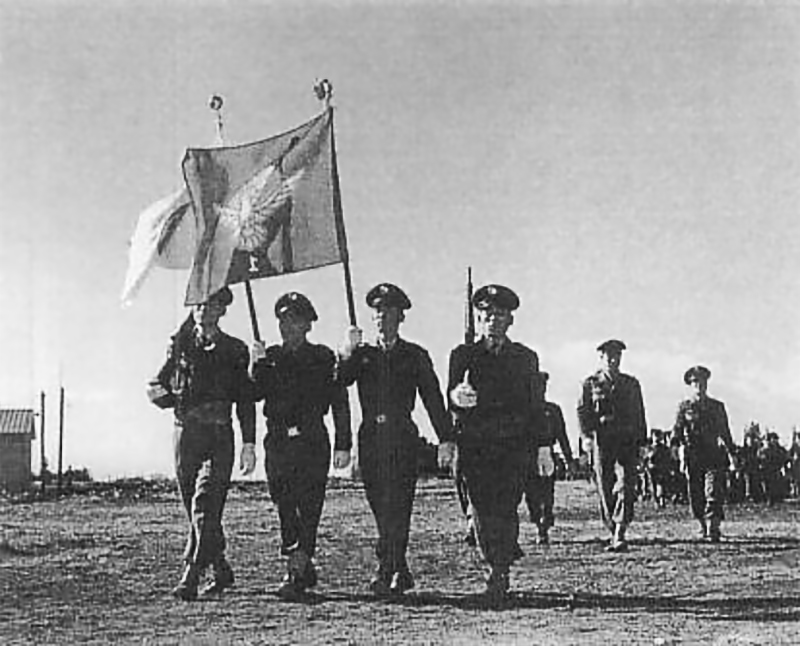
日章旗と連隊旗を前に行進する警察予備隊普通科第1連隊

「軍隊」ではないとされる陸上自衛隊において、「軍旗」に相当するものは自衛隊旗（じえいたいき）である。意匠は八条の旭日旗で、旗地の彩色は白色、日章および光線の彩色は紅色、縁の彩色は金色とされている。縦87.5 cm、横は108.9 cm、日章は直径41.5 cm。旗の生地は綾錦織。連隊名は旗竿に付されている銘板に記入される。
自衛隊法（昭和29年6月9日法律第165号）第4条により内閣総理大臣は自衛隊旗を交付し、自衛隊法施行令（昭和29年6月30日政令第179号）第1条の2第1項により陸上自衛隊の連隊にのみ交付されることとなっているため、「連隊旗」の通称・呼称も多々使用されている。
なお、陸上自衛隊の前身である警察予備隊および保安隊にも連隊旗が制定されていたが、旧軍との関連性を排する意図から旭日旗の意匠は用いられておらず（これは海上自衛隊の前身である警備隊の警備隊旗も同様）、旗地の彩色は連隊職種を示す色（普通科は赤、特科は黄）とし、中央には警察予備隊の帽章であった「旭日章に鳩」が意匠として配置されたものであった。旗竿には菊紋ではなく桜花が用いられた。警察予備隊の連隊旗は警察予備隊令(昭和25年8月10日、 ウィキソースには、警察予備隊令の原文があります。)により警察予備隊が発足した翌1951年（昭和26年）に制定され、旗のサイズは帝国陸軍の軍旗（連隊旗）にほぼ準じた縦80 cm、横100 cmのもので、「旭日章に鳩」の意匠の下に白字で連隊番号が記入されていた。保安庁法(昭和27年7月13日)により保安隊への改編が行われると、旗のサイズが現在の自衛隊旗と同じ縦87.5 cm、横108.9 cmとなり、連隊番号は帝国陸軍と同じく旗の左下に白布に黒字で記入される形に変更された。これらの連隊旗は昭和29年の自衛隊の発足とともに廃止され、先述の旭日旗を意匠とする自衛隊旗となった。

### 自衛隊旗の扱い
陸上自衛隊には連隊以外にも、群旗・大隊旗・中隊旗（甲）および中隊旗（乙）に隊旗が授与されるが、次のような差異・特異点がある。
1. 法律の正条に規定されている（他の隊旗は訓令[17]に規定されている）。
2. 内閣総理大臣から授与される（他の隊旗については特別な規定はない）[18]。
3. 旭日旗である（他の隊旗の意匠は帽章）。
4. 恒久的・伝統的な部隊単位である連隊にのみ授与される。
5. 旗手には主に防大卒の3等陸尉が充てられる（国旗および他の隊旗の旗手は、主に各部隊の訓練准尉又は訓練陸曹等）。
6. 一度使用された連隊旗は当該部隊が廃止後別の部隊に授与されることなく広報館等に展示されるか保管される[19]。
7. 部隊旗および帝国陸軍の軍旗と違い、旗に部隊名は直接記載されない[20]

自衛隊旗を含む隊旗については
1. 部隊が儀式その他の公式の行事に参加する場合。
2. 部隊が自衛隊法第6章に規定する行動を行なう場合で部隊の長が必要と認めるとき。
3. その他部隊の長が特に必要と認める場合。

に使用することができるものとされ、現代の軍旗の使用実態に合わせて、行事における使用目的が、旧来の軍旗の用途である戦場における部隊長の所在の明示目的よりも上位に列挙されている。

### 自衛隊旗の意匠

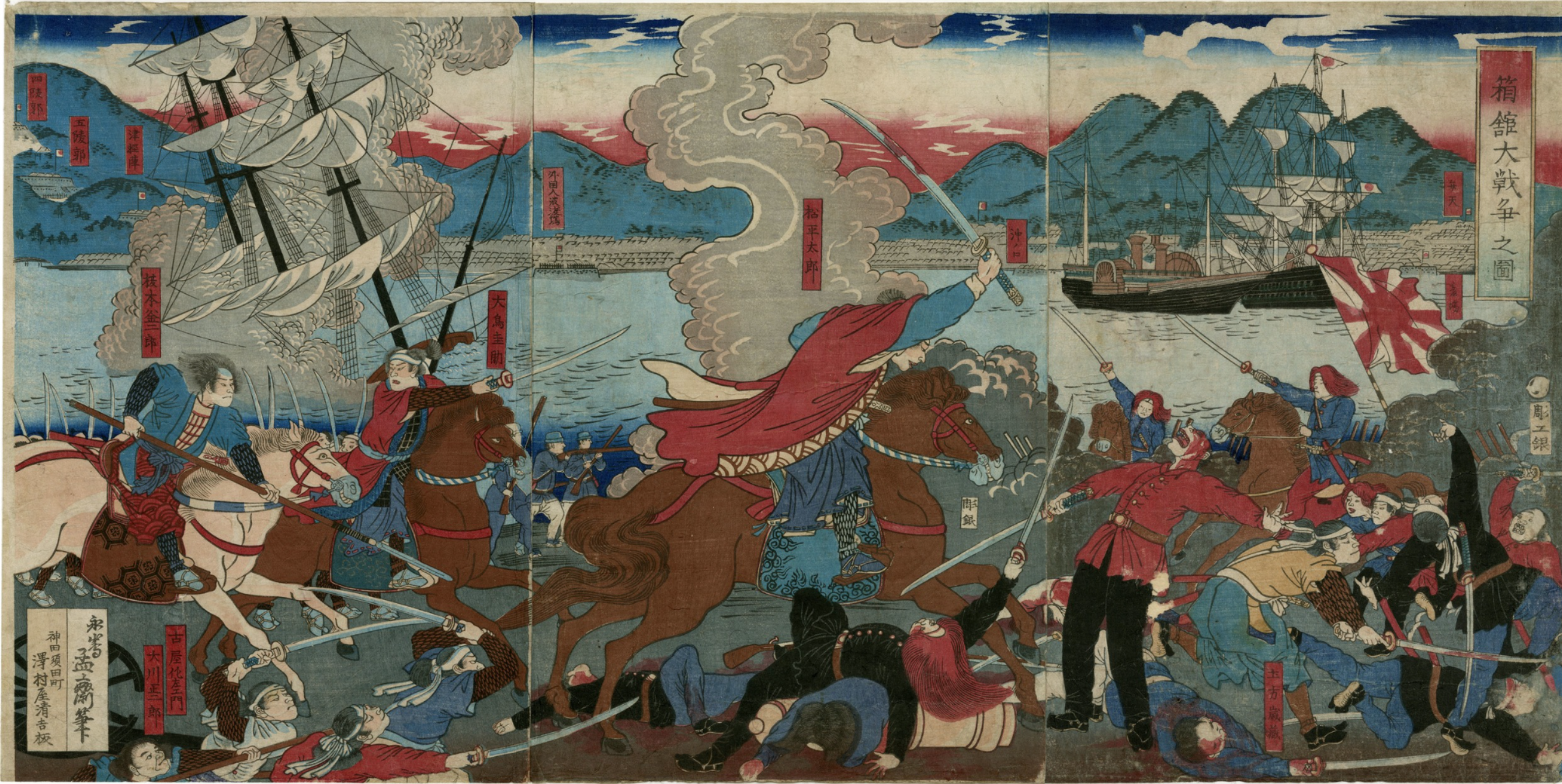
『箱館大戦争之図』

陸上自衛隊の自衛隊旗は帝国陸軍時代の軍旗の意匠をベースとしているものの、光線を十六条から八条に変更するなど差異がある。しかし、八条旭日旗の意匠自体は十六条旭日旗と同時代の頃から存在しており、例として明治時代初期に歌川芳虎により描かれた箱館戦争を描いた錦絵、『箱館大戦争之図』や『時明治元戊辰ノ夏旧幕ノ勇臣等東台ノ戦争破レ奥州ヘ脱走ナシ夫ヨリ函館ヘ押渡再松前城ニ於テ合戦ノ図』では、新政府軍（官軍）が自衛隊旗の意匠とほぼ同じ八条旭日旗を掲げ、旧幕府軍と戦闘を行っている場面が描画されている。

### ギャラリー

自衛隊旗の規格
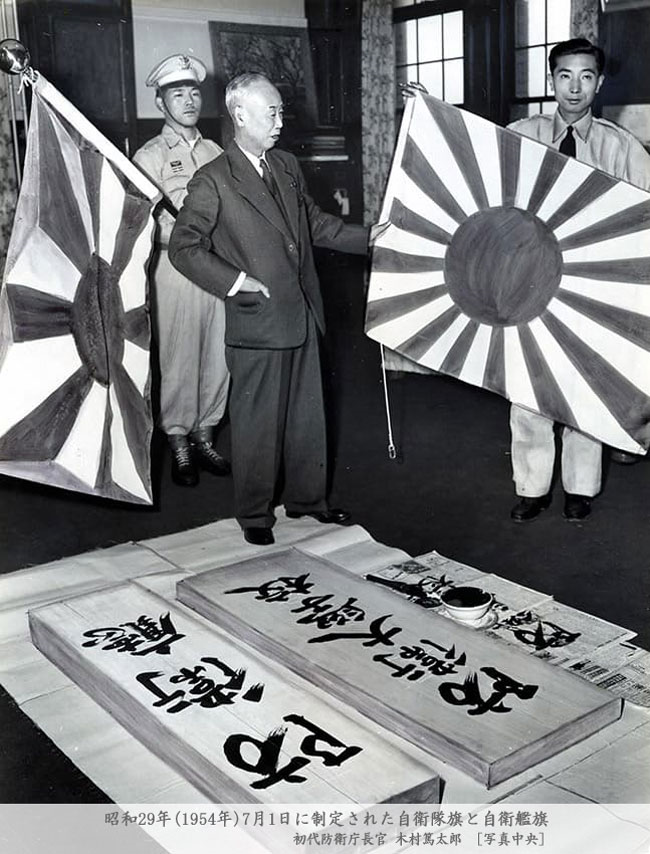
1954年、同年に制定された自衛隊旗（左。右は自衛艦旗）と初代防衛庁長官木村篤太郎（中央）
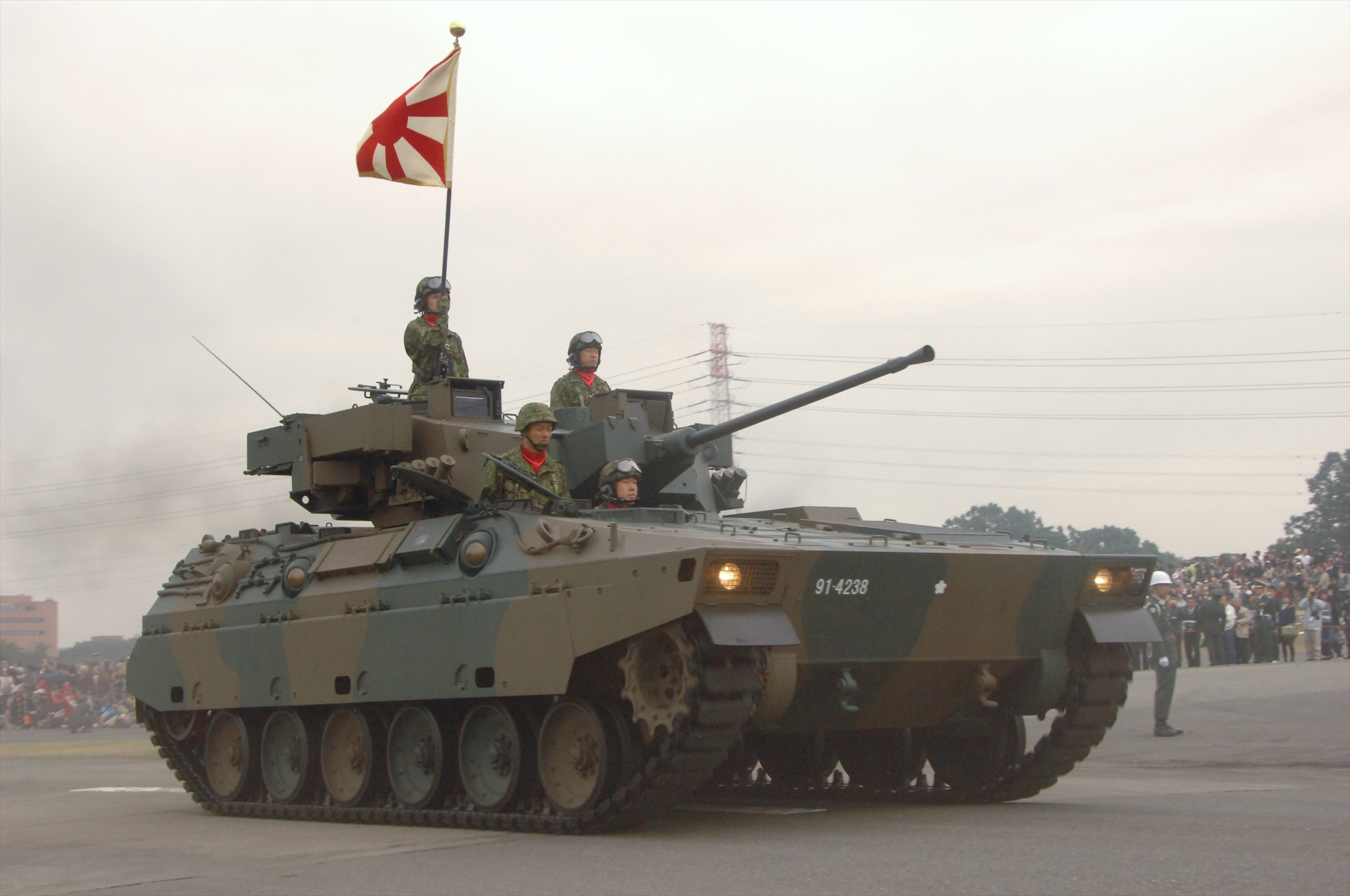
自衛隊旗
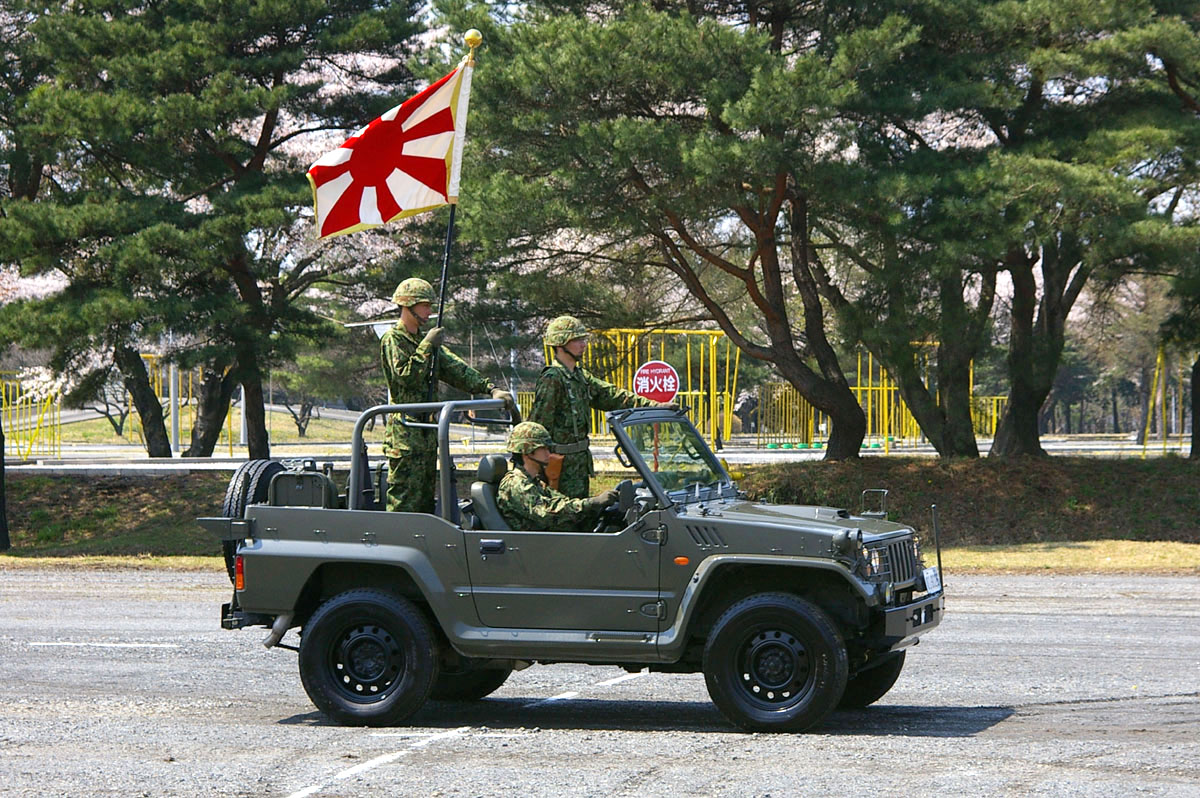
第6地対艦ミサイル連隊の自衛隊旗。観閲部隊指揮官と同じ車両にある自衛隊旗。部隊指揮官の所在を明らかにする機能の反映
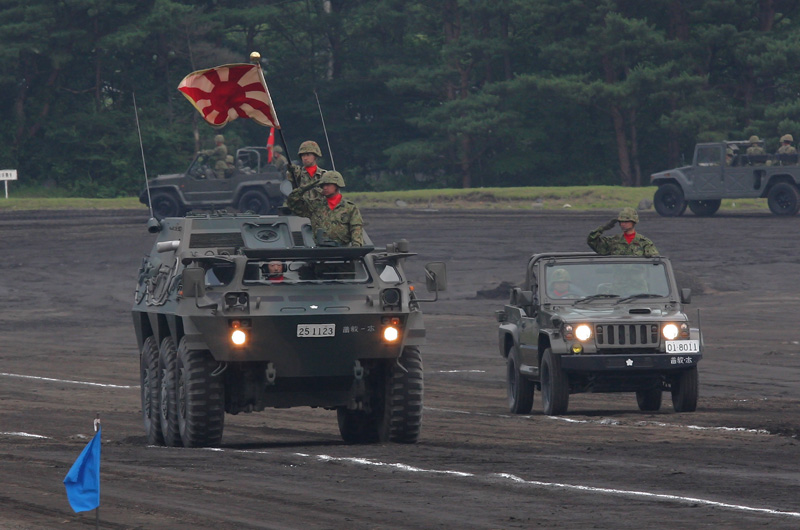
普通科教導連隊の自衛隊旗。部隊指揮官（同連隊長）の所在を明らかにする機能の反映
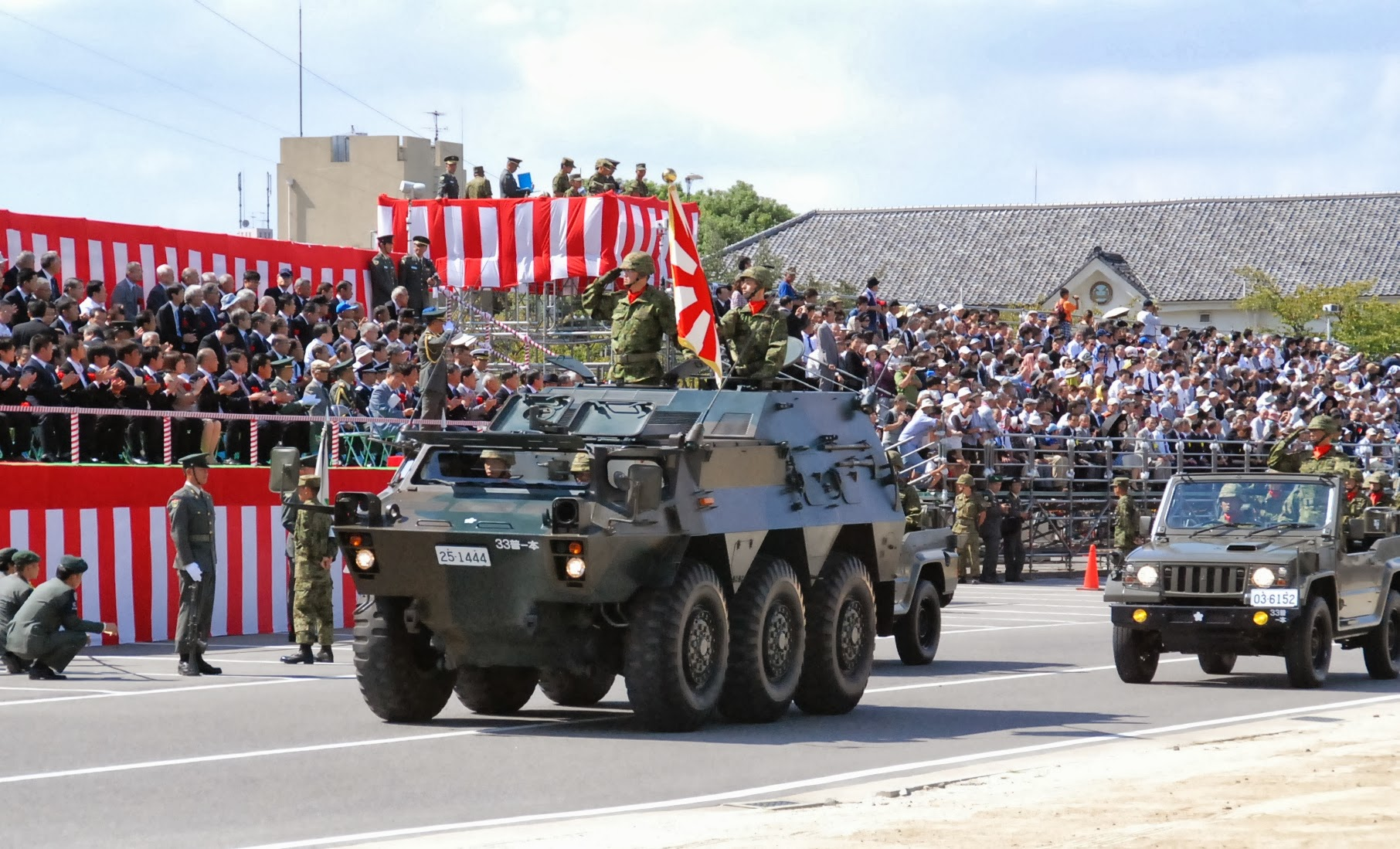
第33普通科連隊の自衛隊旗。同連隊長とともに
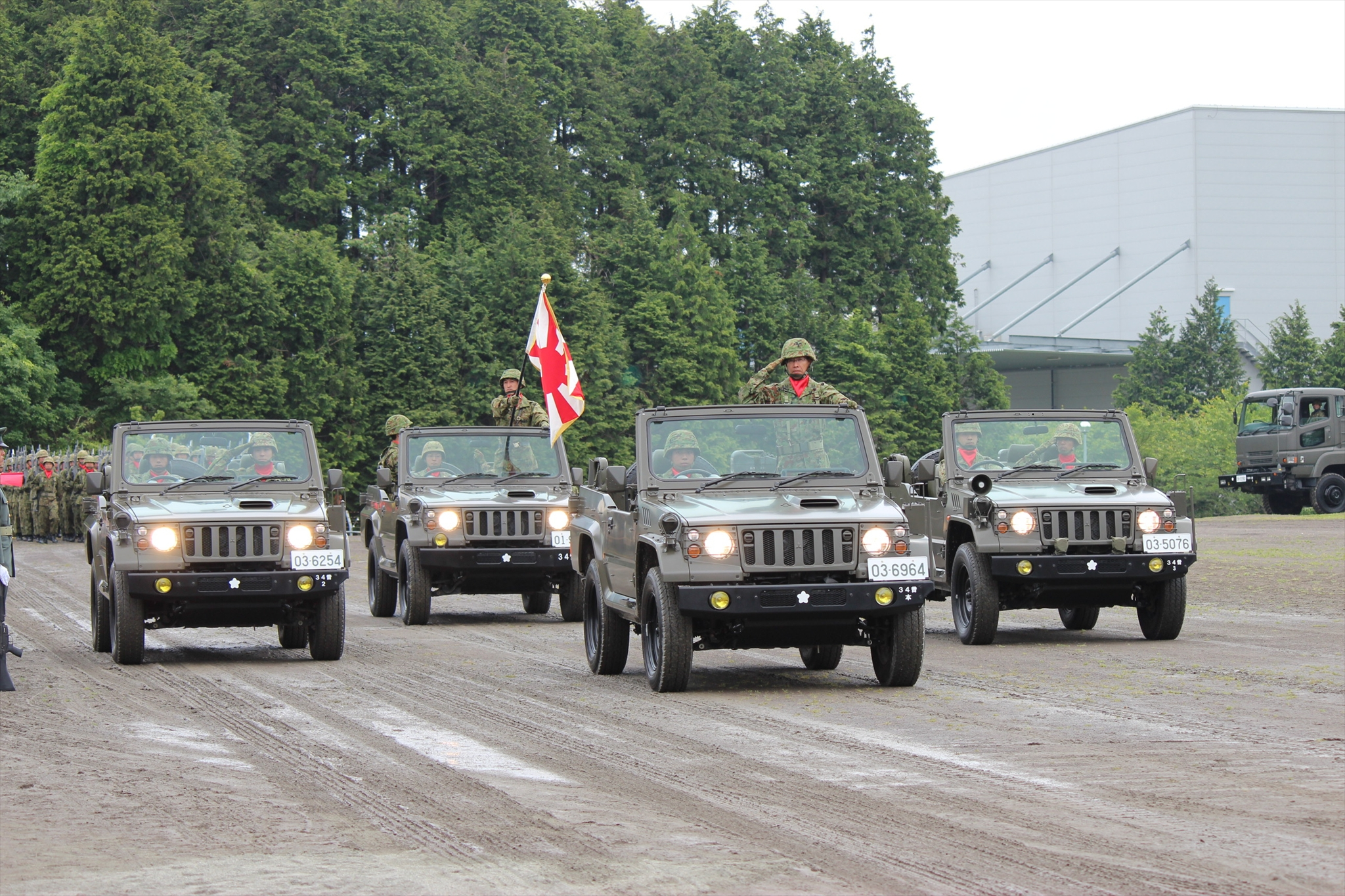
第34普通科連隊の自衛隊旗
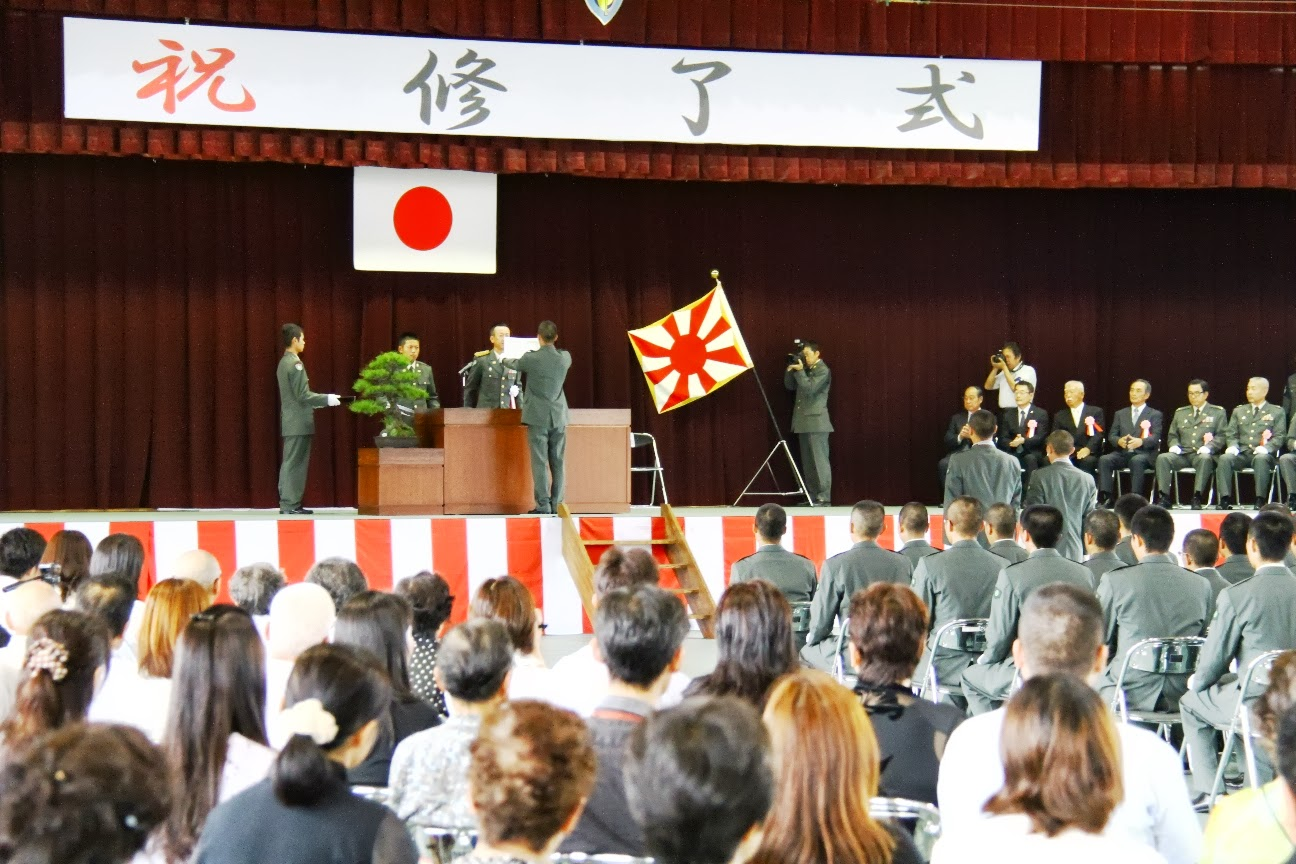
第46普通科連隊の自衛隊旗。同連隊長とともに
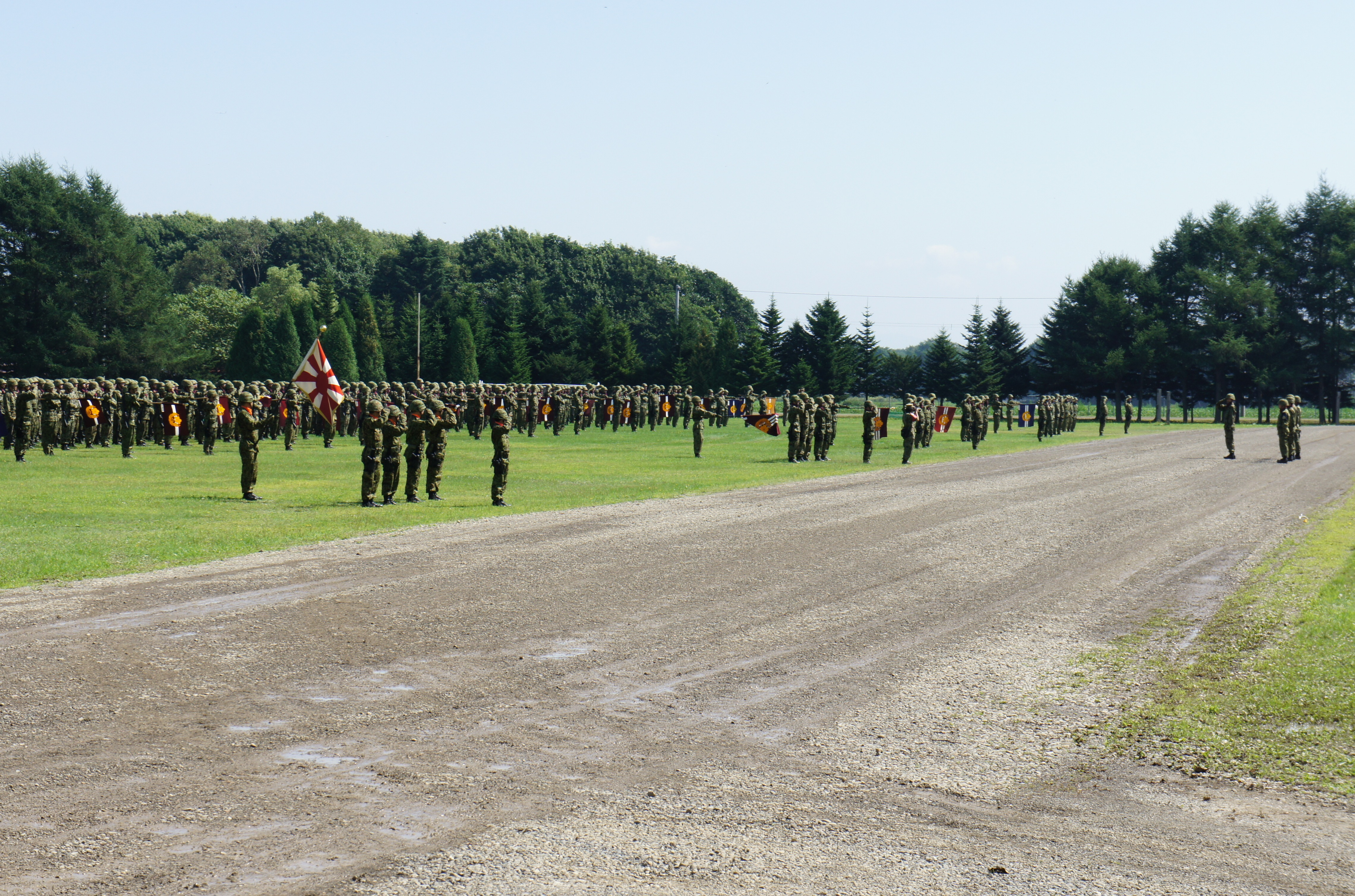
第73戦車連隊の自衛隊旗
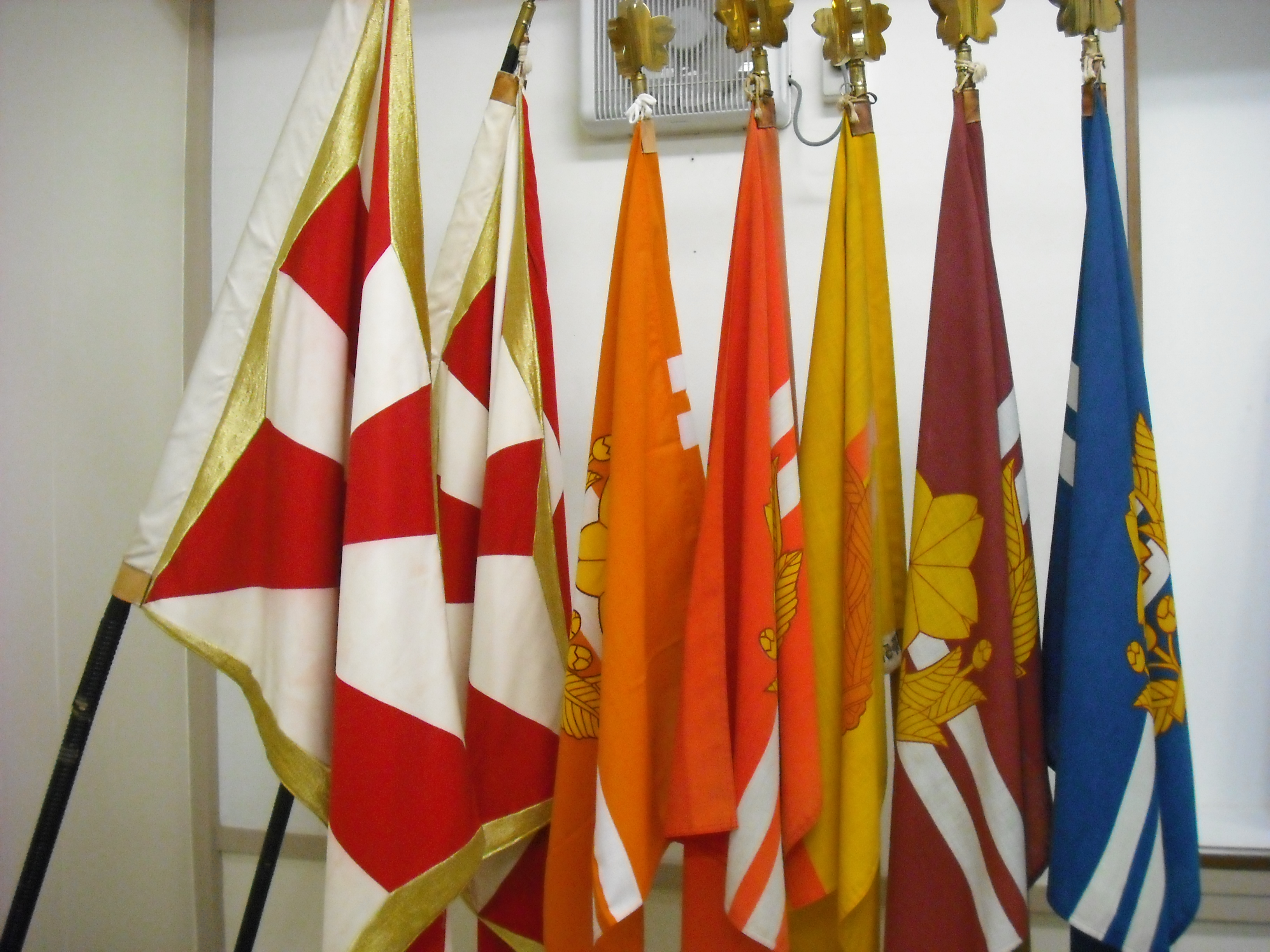
連隊廃止（編制縮小）のため返納された第5特科連隊と第5後方支援連隊の自衛隊旗および各大隊旗
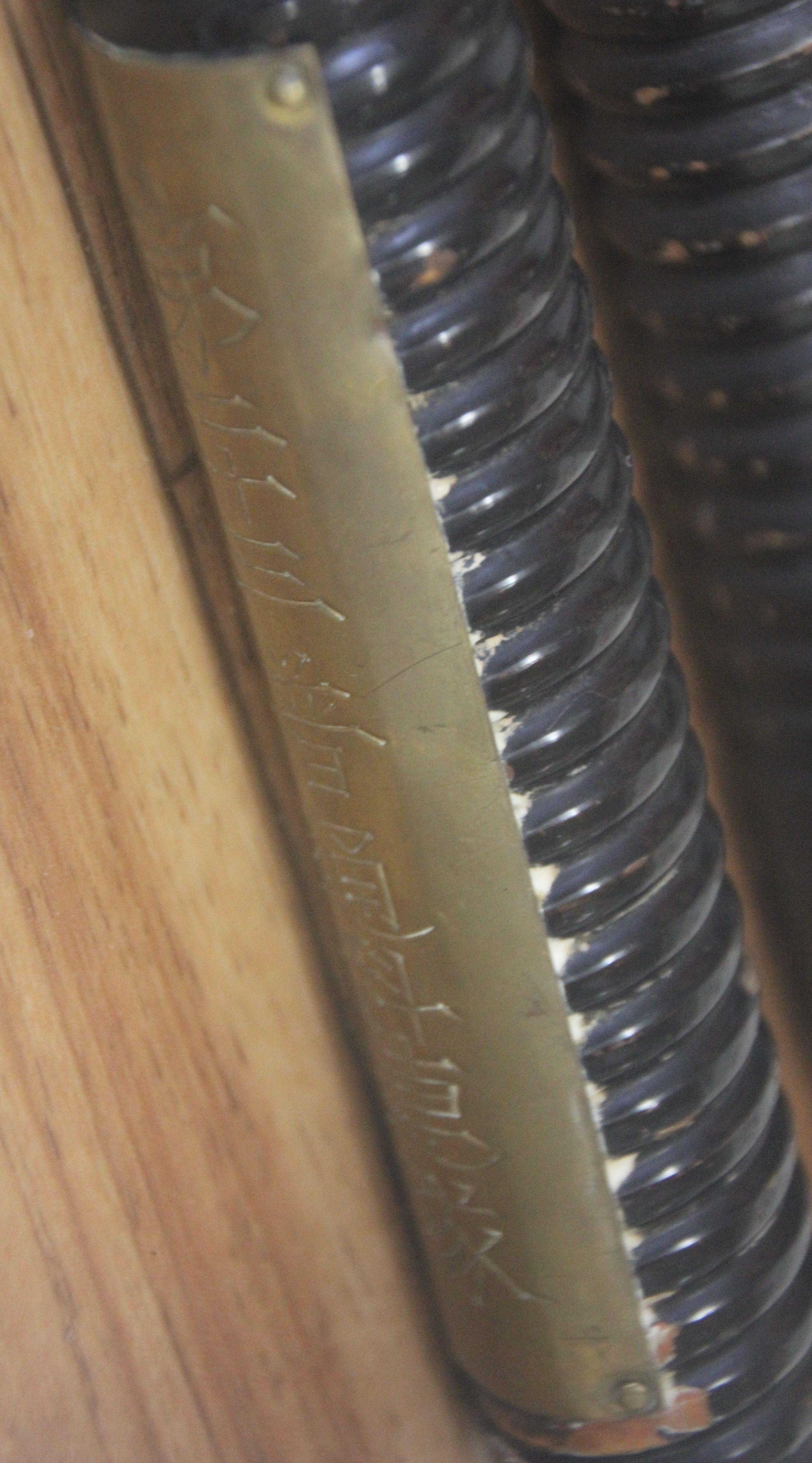
第23普通科連隊旗の付属品に取り付けられている銘板
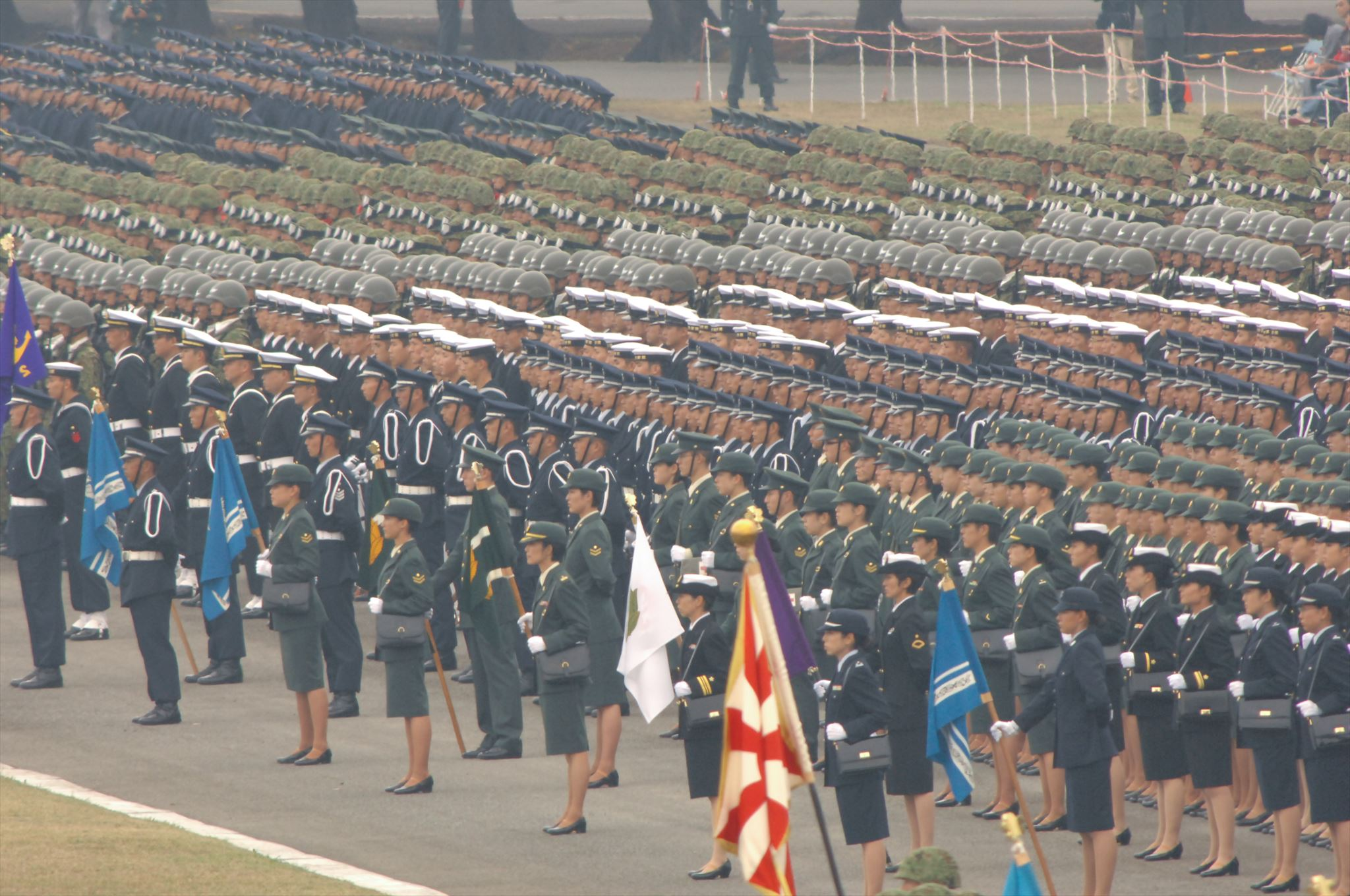
2010年自衛隊記念日第57回中央観閲式における自衛隊旗

## 中国大陸の旗
- 牙旗（中国語版）
- 白旄 - 古代中国で大将が指揮をするのに用いたヤクの尾の毛が竿の先端に付いた旗印
- 清時代の百科事典『古今図書集成』にある旗

『古今図書集成』
- 龍旂
- 鳥旟
- 龍旃
- 翿旌
- 黃麾[22]
- 傳教旛[23]
- 皂纛[24]
- 北斗旗[25]
- 元武旗[26]
- 熊旗[27]

- 八旗 - 清代。

## 文献
- John R. Angolla and Adolf Schlicht. 1987. Uniforms & Traditions of the German Army 1933-1945 Vol.3 R.James Bender Publications, ISBN 0-912138-37-8.
- Wise, T. 1977. Military Flags of the World, 1618-1900. New York: Arco.
- Wise, T. 1981. Flags of the Napoleon Wars. 3 vols. London: Osprey.